# Wojna trzynastoletnia
Wojna trzynastoletnia – stoczona w latach 1454–1466 wojna między państwem zakonu krzyżackiego a Koroną Królestwa Polskiego, rozpoczęta na skutek poparcia przez Polskę powstania Związku Pruskiego przeciwko zakonowi krzyżackiemu, zakończona zwycięstwem Królestwa Polskiego i II pokojem toruńskim.
Rozpoczęte 4 lutego 1454 roku powstanie Związku Pruskiego, organizacji grupującej średnią szlachtę i mieszczan, kierowanej przez patrycjat Gdańska, Torunia, Elbląga i Chełmna przeciwko kierowanemu przez wielkiego mistrza Ludwiga von Erlichshausen zakonowi krzyżackiemu zostało 21 kwietnia 1454 roku poparte przez Królestwo Polskie, którego królem był Kazimierz IV Jagiellończyk. Związkowcy zdobyli wszystkie miasta i zamki krzyżackie, poza stolicą Malborkiem oraz Chojnicami. Klęska wyprawy polskiego pospolitego ruszenia, w starciu ze złożoną z czeskich i niemieckich najemników armią Zakonu w bitwie pod Chojnicami 18 września 1454 roku rozpoczęła krzyżacką kontrofensywę, w wyniku której Zakon odbił większość miast i twierdz, wraz ze zdobytym ostatecznie 14 lipca 1455 roku Królewcem. Brak pieniędzy na dalsze finansowanie wojsk najemnych zatrzymał postępy kontrofensywy Zakonu, a niespłacenie wierzytelności wobec krzyżackich wojsk zakończyło się sprzedażą 8 czerwca 1457 roku twierdzy w Malborku królowi polskiemu przez stanowiących jego załogę czeskich najemników. Potrzebne środki Kazimierz IV zgromadził, zwiększając przywileje polskiej szlachty w zamian za uchwalenie wysokich podatków oraz nadając 15 maja 1457 r. Gdańskowi tzw. Wielki Przywilej w zamian za wysoką pożyczkę. Zakon w lipcu 1457 r. przeniósł swą stolicę do Królewca i wykorzystując niezadowolenie ludności wyczerpanej wojną i zniechęconej podniesieniem podatków, opanował w latach 1457–1461 szereg twierdz nad dolną Wisłą i Łyną, wraz z miastami Malborkiem i Chełmnem, paraliżując wiślany handel miast pomorskich.
W odpowiedzi strona polska i związkowa od października 1459 r. zorganizowała system zbrojnych konwojów na Wiśle, wystawiły flotę kaperską blokującą krzyżackie wybrzeże morskie i zrezygnowały z wypraw pospolitego ruszenia, przeznaczając wszystkie środki finansowe na wynajęcie najemników. Dowodzenie przejął murgrabia krakowski Piotr Dunin, który na czele nielicznych, ale dobrze wyszkolonych wojsk rozpoczął w październiku 1461 r. ofensywę, dążąc do odcięcia zachodniego Pomorza od Prus, a 17 września 1462 r. odniósł przełomowe zwycięstwo nad wojskami krzyżackimi w bitwie pod Świecinem. W zwycięskiej dla związkowców bitwie morskiej na Zalewie Wiślanym (Zatoce Świeżej) 15 września 1463 r. krzyżacka flota została zniszczona przez floty Gdańska i Elbląga, co uniemożliwiło wielkiemu mistrzowi dostarczenie pomocy dla obleganych krzyżackich twierdz nad Wisłą. Po upadku Gniewa, Nowego i Starogardu oraz kapitulacji 28 września 1466 r. Chojnic, ostatniej krzyżackiej twierdzy na Pomorzu, zrujnowany finansowo zakon krzyżacki zgodził się przyjąć warunki pokojowe. Na mocy podpisanego 31 grudnia 1466 r. II pokoju toruńskiego Zakon musiał zrzec się połowy ziem pruskich (Pomorza Gdańskiego, ziemi chełmińskiej, ziemi michałowskiej i Warmii), a z pozostałych ziem złożyć hołd lenny Królestwu Polskiemu.
Wojna trzynastoletnia przyspieszyła proces rozkładu państwa zakonu krzyżackiego, pozwoliła polskiej szlachcie uzyskać daleko idące przywileje i decydującą rolę w Królestwie Polskim kosztem osłabienia mieszczaństwa oraz doprowadziła do emancypacji Gdańska i stworzyła podstawy szybkiego rozwoju tego miasta.

## Geneza wojny

### Konflikt krzyżacko-polski o Pomorze

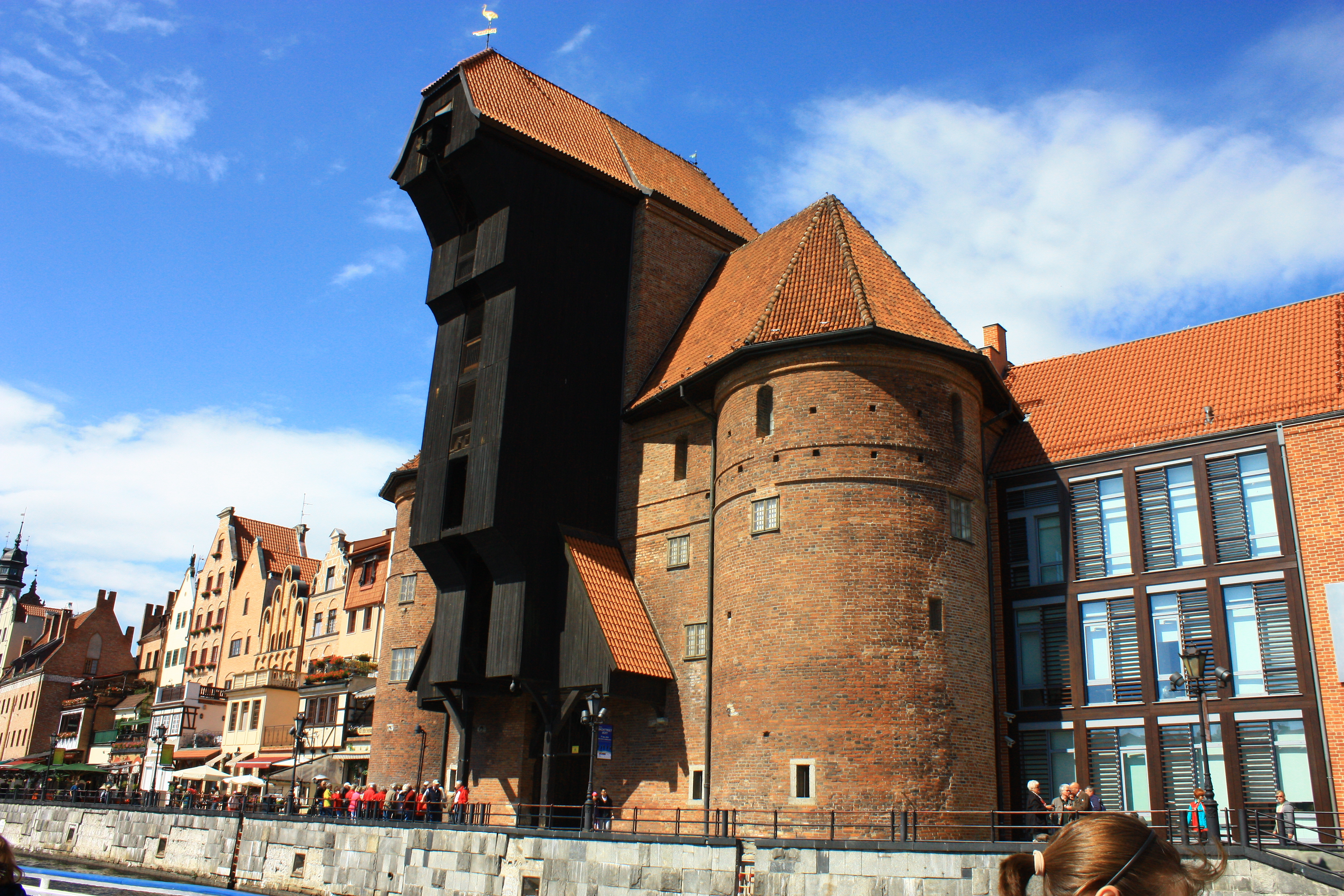
Gdańsk, średniowieczny mechanizm dźwigowy i brama wodna nad Motławą

Konflikt pomiędzy Królestwem Polskim a państwem zakonu krzyżackiego o Pomorze sięgał początków XIV wieku. Rozbudowujący swe posiadłości w Prusach Zakon opanował prawy brzeg dolnej Wisły, dorzecza Łyny, Pregoły i Nogatu, w XIII w., budując szereg twierdz oraz zakładając nowe miasta – Toruń (Thorn) w 1231 r., Chełmno (Culm) w 1232 r., Elbląg (Elbing) w 1237 r., Królewiec (Königsberg) w 1286 r. W 1308 r., wykorzystując wojnę domową w Polsce, Zakon zagarnął Gdańsk (Danzig) i ustanowił nową stolicę w Malborku (Marienburg). Skutkiem tej aneksji była przewlekła wojna polsko-krzyżacka zakończona podpisaniem pokoju w Kaliszu w 1343 r. W jego rezultacie Królestwo Polskie zgodziło się na rozdzielenie Polski i Pomorza, jednakże strona krzyżacka zmuszona została do uznania Kazimierza III Wielkiego i jego następców za fundatorów i donatorów Zakonu na terenie Pomorza i ziemi chełmińskiej. Pozwoliło to na utrzymanie zasady prawnej zwierzchnictwa, wynikającej z nadań Konrada Mazowieckiego na rzecz walczącego z poganami Zakonu. Uznanie przez Zakon honorowego zwierzchnictwa króla polskiego nad spornymi ziemiami umożliwiło Kazimierzowi III Wielkiemu wystąpienie w 1357 r. wobec papieża z argumentem o przynależności tych ziem do archidiecezji gnieźnieńskiej i Królestwa Polskiego, a w 1364 r. o zwolnienie ze wszystkich zawartych pod groźbą wojny przysiąg niesprawiedliwych dla Królestwa Polskiego.
W połowie XIV w. Polska i Zakon krzyżacki nie były zainteresowane wznawianiem konfliktu, co przywódcy obydwu państw król Polski Kazimierz III Wielki i wielki mistrz Zakonu Winrych von Kniprode potwierdzili na zjeździe w 1366 roku w Malborku. Głównym celem państwa zakonu krzyżackiego było zajęcie całego południowo-wschodniego wybrzeża Bałtyku i uzyskanie lądowego połączenia pomiędzy dwoma częściami państwa – Prusami i Inflantami. W tym celu Krzyżacy naciskali zbrojnie na rozdzielającą je litewską Żmudź, wykorzystując zaangażowanie Litwy na południu i wschodzie. W 1348 r. Krzyżacy odnieśli decydujące zwycięstwo nad koalicją litewsko-ruską w bitwie nad rzeką Strawą . Polityka bałtycka Krzyżaków wpisywała się w szerszy kontekst opanowania wybrzeży Bałtyku przez wywodzące się z Niemiec związki kupieckie i zakonne w XIV wieku.
Gdańsk w połowie XIV wieku stał się głównym ośrodkiem handlowym i największym portem państwa krzyżackiego w Prusach.

### Następstwa unii litewsko-polskiej

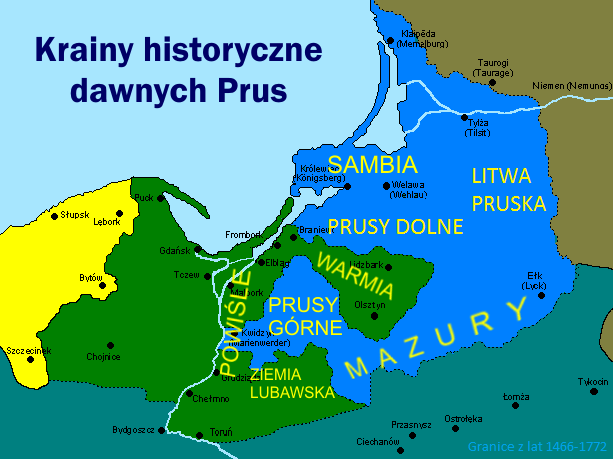
Krainy historyczne dawnych Prus

Konflikt polsko-krzyżacki odnowił się w wyniku zawarcia przez Królestwo Polskie i Wielkie Księstwo Litewskie unii personalnej w Krewie w 1385 r., która skutkowała chrztem Litwy i objęciem tronu w Krakowie przez litewskiego księcia Jagiełłę. Chrzest ostatniego pogańskiego państwa Europy Wschodniej zachwiał ideologiczną podstawą rozwoju państwa zakonu krzyżackiego, a wzmocnione sojuszem Polska i Litwa zaczęły dążyć do rewindykacji zajętych przez Krzyżaków ziem – Pomorza, ziemi chełmińskiej (Polska) i Żmudzi (Litwa). Ponadto od 1397 r. Zakon krzyżacki wraz z niemiecką Hanzą zmuszony był zmierzyć się z presją rewindykacyjną państw nordyckich, które po zwycięstwie Danii w wojnie Małgorzaty I z Albrechtem Meklemburskim zawarły antyniemiecką unię kalmarską. W 1408 r. po 10-letnim konflikcie Malbork musiał zwrócić Danii wyspę Gotlandię, zdobytą w 1402 r. w reakcji na unię kalmarską, aby w konflikcie z Polską i Litwą nie być zmuszonym do wojny na dwa fronty (przeciwko unii polsko-litewskiej i przeciwko unii kalmarskiej).

### Osłabienie państwa zakonu krzyżackiego w początkach XV wieku

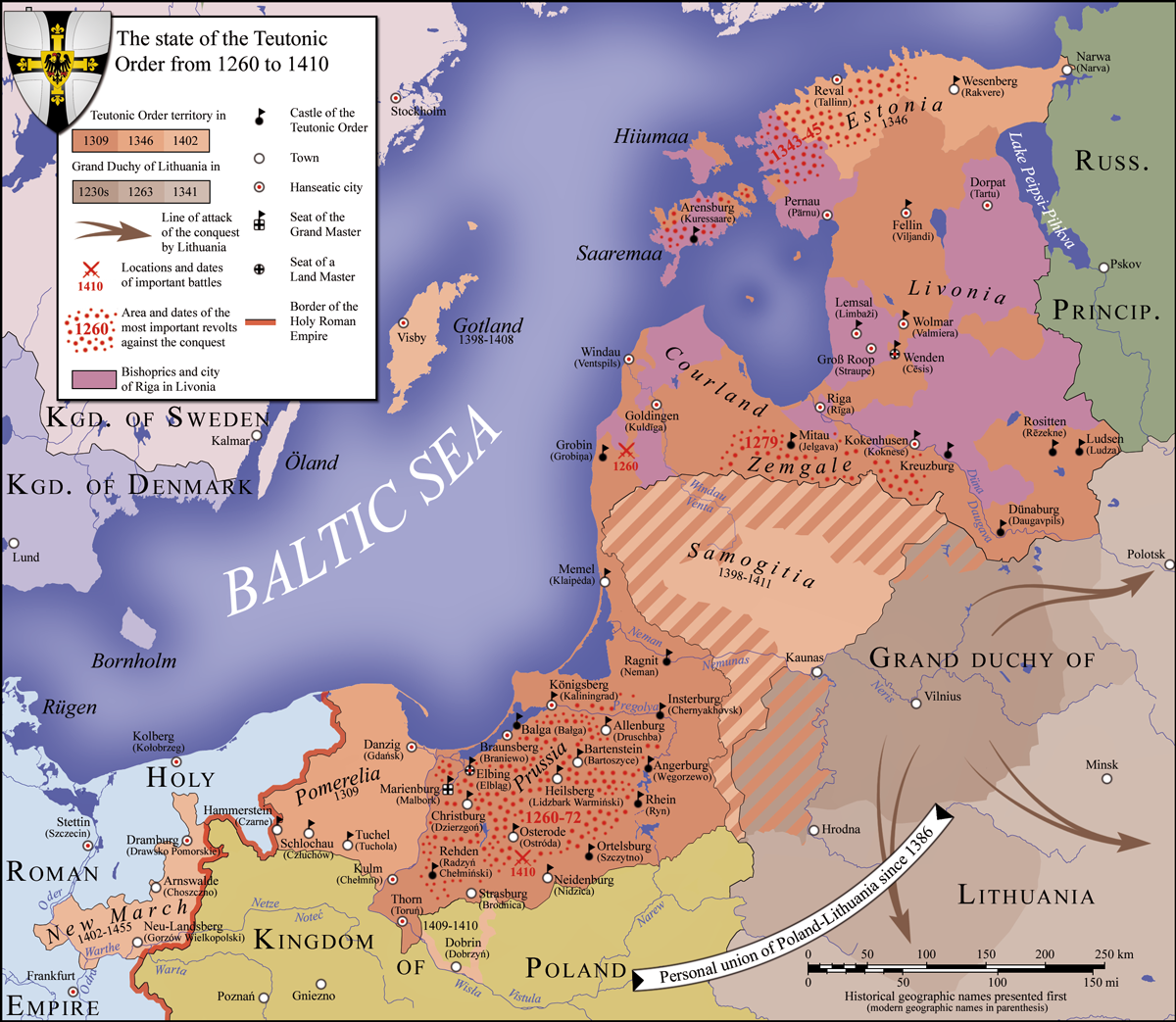
Państwo zakonu krzyżackiego w 1410 roku

Po wielkiej wojnie z zakonem krzyżackim zakończonej pokojem toruńskim w 1411 r., państwo zakonu krzyżackiego popadło w głęboki kryzys wewnętrzny. W bitwie pod Grunwaldem zniszczona została krzyżacka armia i jej niemieckie posiłki, niwecząc na zawsze przewagę militarną organizacji zakonnej nad Królestwem Polskim, czego skutkiem była kapitulacja części miast (w tym Gdańska i Torunia) przed królem Władysławem II Jagiełłą. Ponadto utrata Żmudzi skutkowała ponownym podziałem państwa zakonnego na dwa osobne tereny – państwo pruskie nad Wisłą i Pregołą i państwo inflanckie nad Dźwiną i Narwą.
Wykorzystując odwrót koalicyjnych wojsk polsko-litewskich spod Malborka we wrześniu 1410 r. i zawarcie pokoju, Krzyżacy zdołali odzyskać kontrolę nad zbuntowanymi miastami, brutalnie rozprawiając się z antyzakonną opozycją w Gdańsku. Jednak kolejne wojny pomiędzy unią polsko-litewską a państwem zakonu krzyżackiego (wojna głodowa 1414 r., tzw. Wyprawa odwrotowa 1419 r. wojna golubska 1422 r. wojna polsko-krzyżacka, tzw. nieszawska 1431–1435 r.), które wybuchły na skutek różnic w rozumieniu postanowień (małego) I pokoju toruńskiego, doprowadziły do dalszego osłabienia zakonu krzyżackiego. Zakon, nie posiadając już własnych silnych wojsk, nie był w stanie przeciwstawić się niszczącym najazdom wojsk polskich i litewskich (chevauchée') na terytorium państwa zakonnego i ograniczał się jedynie do utrzymania najważniejszych twierdz.
Pod koniec długiego panowania Władysława Jagiełły przeprowadzona została niszczycielska wyprawa polska (wspierana przez husytów) na Nową Marchię i Pomorze Gdańskie w 1433 r., która doprowadziła do zrujnowania obydwu dzielnic. Ten fakt oraz decydująca klęska koalicyjnych wojsk inflancko-rusko-tatarskich w bitwie pod Wiłkomierzem nad Świętą (Szeszupą) w 1435 r. z armią litewsko-polską, w której zginęło całe przywództwo wojskowo-polityczne państwa inflanckiego, skłoniły zakon krzyżacki do zawarcia ostatecznego traktatu pokojowego . Zgodnie z postanowieniami Pokoju Wieczystego w Brześciu Kujawskim 31 grudnia 1435 r. przywództwo zakonu krzyżackiego zgodziło się nie ingerować nigdy więcej w wewnętrzne sprawy Litwy i Polski oraz oddać sporne twierdze (Nieszawę), a ponadto oddać zagraniczną politykę zakonną pod kontrolę stanów pruskich. W konsekwencji mieszczanie i średnia szlachta państwa zakonu krzyżackiego uzyskali prawo wypowiedzenia posłuszeństwa mistrzowi zakonu krzyżackiego, jeżeli ten złamie postanowienia pokoju w Brześciu Kujawskim. Umożliwiło to powstanie zorganizowanej opozycji miast i szlachty pruskiej przeciwko zakonowi krzyżackiemu.

### Związek Pruski

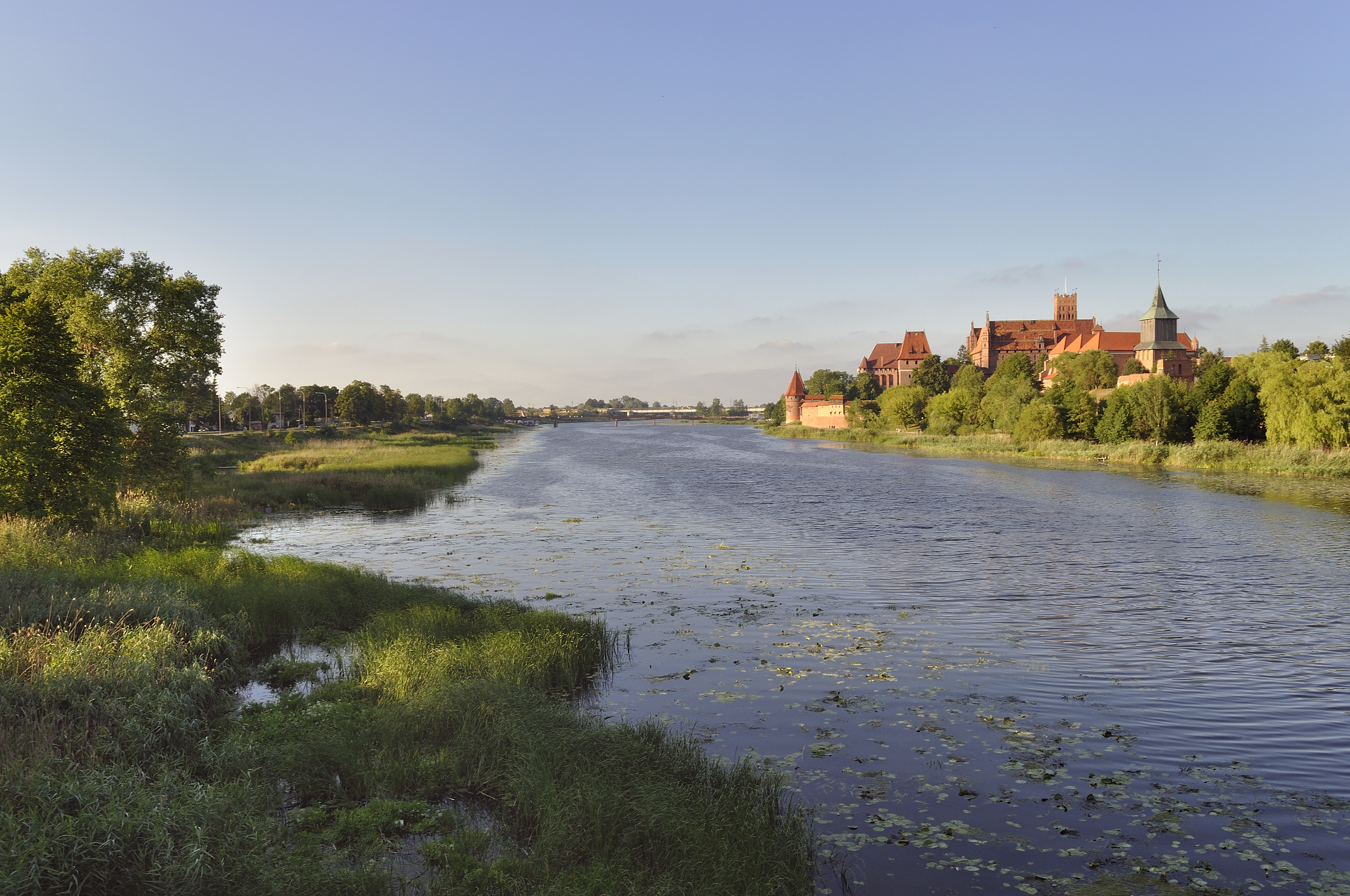
Nogat w rejonie Malborka (Marienburga) – krzyżackiej stolicy do 1457 r.

Pierwsza opozycyjna wobec zakonu krzyżackiego organizacja szlachty pruskiej – Towarzystwo Jaszczurcze – została rozbita przez Krzyżaków po 1410 r., ale rujnujące państwo zakonu krzyżackiego wojny i wysokie koszty zaciągu najemników skutkowały wzrastającym uciskiem fiskalnym miast i drobnej szlachty pruskiej, hamując rozwój handlu. Jednocześnie możliwości awansu w hierarchii zakonu krzyżackiego pozostawały atrakcyjne wśród młodszych synów niemieckiej magnaterii i przyciągały nad dolną Wisłę i Pregołę żądnych kariery arystokratów. Miejscowa ludność traktowała przybyszów ze wzrastającą niechęcią.
W pierwszej połowie XV w. zacieśniały się związki gospodarcze pomiędzy poszczególnymi regionami Europy, a kontynent, przezwyciężywszy kryzys ekonomiczny XIV w., rozwijał handel. Wobec złej jakości dróg lądowych i niedoskonałości środków transportu najdogodniejszymi szlakami handlowymi były główne rzeki. Rozwój miast Pomorza i Prus uzależniony był od dostępu towarów z polskiego i mazowieckiego zaplecza, a jednocześnie szlachta Królestwa Polskiego i Litwy szukała korzystnych rynków zbytu i szlaków handlowych wzdłuż Wisły i Niemna. Krzyżackie bariery celne i ucisk fiskalny rynków hamowały jednak wymianę handlową, a zwierzchnictwo Zakonu stawało się dla mieszczan i drobnej szlachty coraz mniej korzystne.

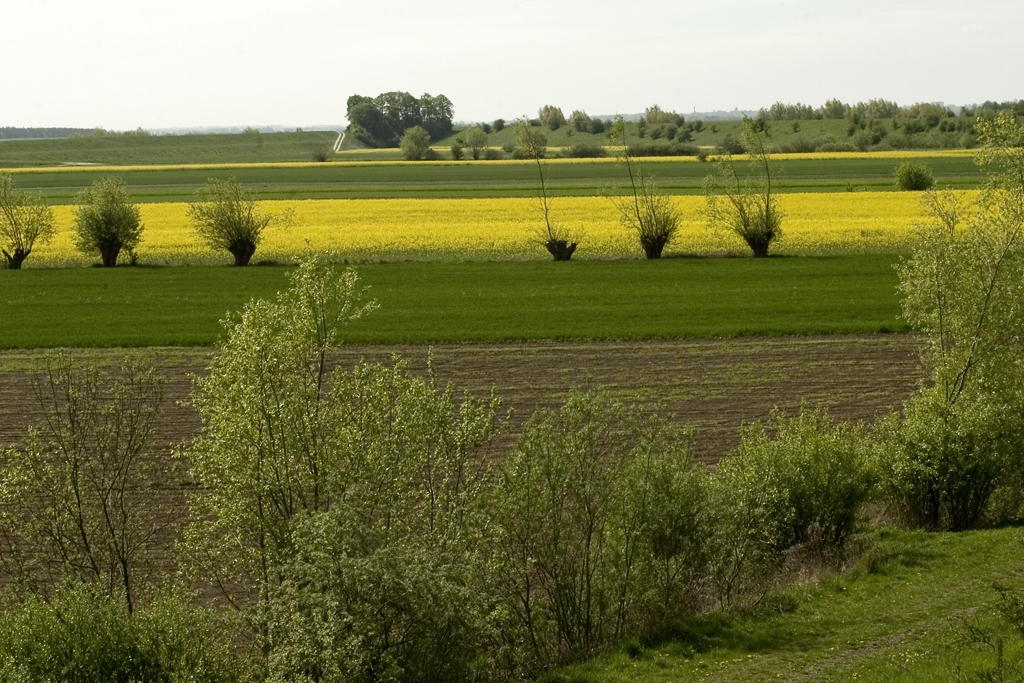
Żuławy Wiślane, żywnościowe zaplecze państwa pruskiego

W reakcji na politykę Malborka miasta i szlachta Pomorza, ziemi chełmińskiej i Prus zbierające się na zjazdach postawiły postulaty udziału w zarządzaniu państwem zakonu krzyżackiego i odmówiły płacenia podatków, a w 1435 r. uznane zostały gwarantem dotrzymania przez Zakon pokoju brzeskiego. W 1440 r. stany pruskie założyły opozycyjną wobec Malborka organizację reprezentującą ich interesy – Związek Pruski.
Kierownictwo zakonu krzyżackiego podjęło przeciwdziałanie, dążąc do rozbicia związkowej opozycji. Konflikt nasilił się po wyborze Ludwiga von Erlichshausena na wielkiego mistrza zakonu krzyżackiego w 1450 r. Nowy wielki mistrz wniósł skargę do trybunału papieskiego na Związek, na którą związkowcy pod przywództwem Jana Bażyńskiego odpowiedzieli odwołaniem do cesarza Fryderyka III.
W dniu 5 grudnia 1453 r. wyrokiem wydanym w Wiener Neustadt cesarz potępił Związek Pruski i nakazał jego rozwiązanie pod groźbą surowych represji. W atmosferze rozgoryczenia niesprawiedliwym wyrokiem związkowcy rozpoczęli potajemne zbrojenia, zdecydowali się na akcję antykrzyżacką i zwrócenie się o pomoc do króla Kazimierza IV Jagiellończyka.

## Powstanie w Prusach

Stany pruskie (prałaci, możni, rycerze, mieszczanie i mieszkańcy ziemi pruskiej, pomorskiej, chełmińskiej i michałowskiej) składają przysięgę na układy krakowskie, na ręce przedstawicieli króla polskiego: Andrzeja Bnińskiego, biskupa poznańskiego i Jana Koniecpolskiego, kanclerza koronnego, 15 kwietnia 1454 roku

### I faza powstania – bunt antykrzyżacki na Pomorzu i Powiślu
Ostatecznie miasta i szlachta Pomorza oraz Prus dokonały wyboru dalszej drogi politycznej w formie aktu samostanowienia. Tajna rada Związku Pruskiego rozważała zwrócenie się o pomoc i protekcję do króla Czech i Węgier, a miasta portowe skłonne były rozważyć poddanie się pod opiekę króla Danii. Przeważyło jednak zdanie członków byłego Związku Jaszczurczego, przedstawicieli Ziemi Chełmińskiej i Powiśla, aby rozpocząć układy z Królestwem Polskim.

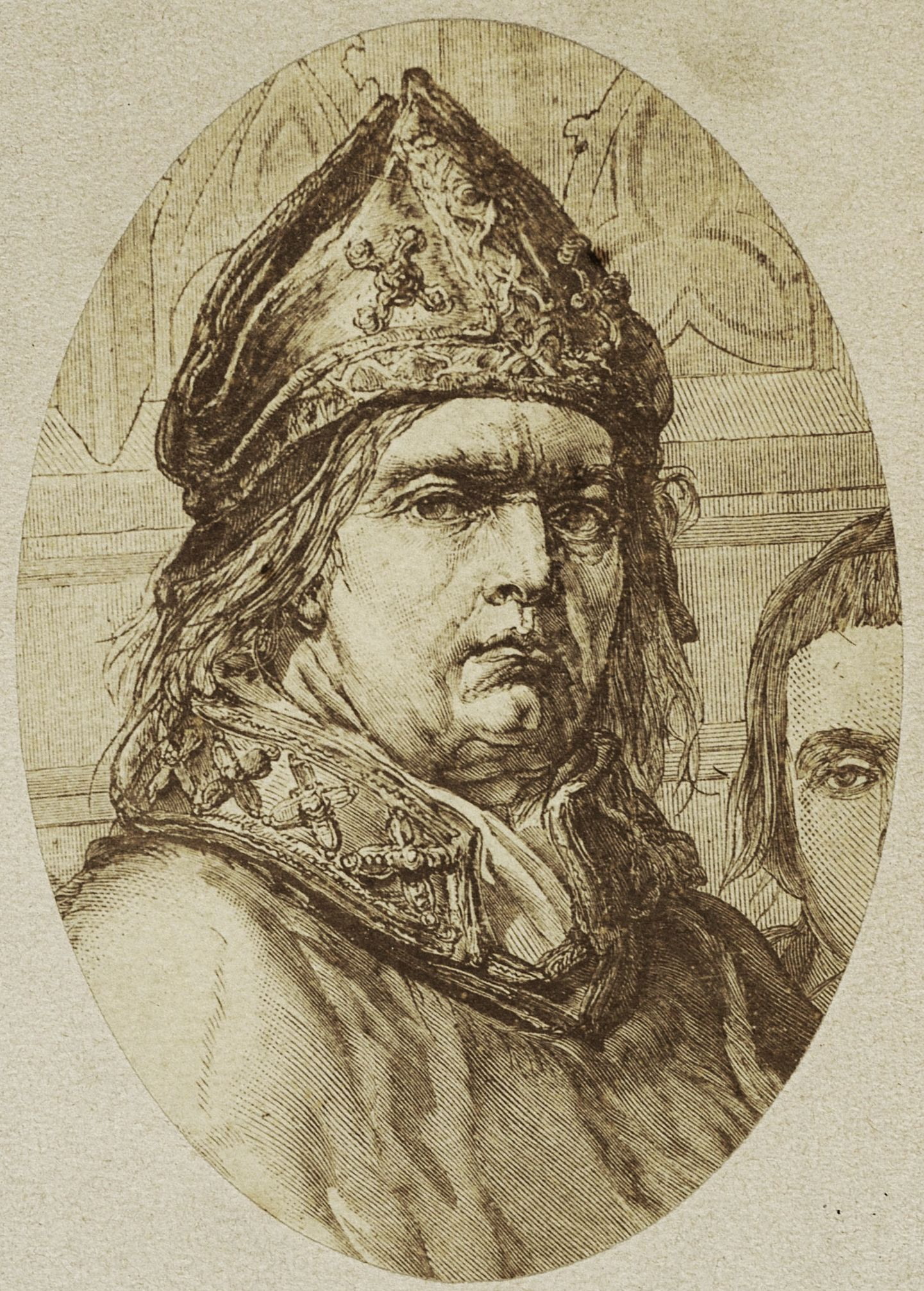
Kardynał Zbigniew Oleśnicki był przeciwnikiem zaangażowania Królestwa Polskiego w wojnę przeciwko Zakonowi Krzyżackiemu, gdyż nie chciał dopuścić do koniecznego dla prowadzenia działań zbrojnych porozumienia króla ze średnią szlachtą, lecz po wybuchu wojny wsparł Kazimierza IV znacznymi środkami finansowymi

Za udzieleniem Związkowi Pruskiemu poparcia opowiedzieli się kanclerz Królestwa Polskiego Jan z Koniecpola i podskarbi Hińcza z Rogowa, a także prymas Władysław z Oporowa oraz wojewodowie ziem graniczących z Państwem Zakonu Krzyżackiego Łukasz Górka i Mikołaj z Szeleja, jednakże przeciwny był kardynał Zbigniew Oleśnicki. Zanim król zdecydował się na ostateczną decyzję, 4 lutego 1454 roku w Prusach wybuchło antykrzyżackie powstanie. W Chełmży uwięziono kilku krzyżackich dostojników którzy zmierzali na naradę z przedstawicielami Związku Pruskiego, a 4 lutego 1454 r. rozpoczął się atak na zamek krzyżacki w Toruniu. Zablokowany przez mieszczan i ostrzeliwany z artylerii garnizon twierdzy skapitulował 7 lutego 1454 r. Tego samego dnia rada miasta Gdańska oficjalnie poinformowała miejscowego komtura o wypowiedzeniu posłuszeństwa Zakonowi po tym, jak 5 lutego 1454 r. Gdańszczanie zajęli Wielki Młyn i przygotowali artylerię oraz sprzęt szturmowy do ataku na krzyżacką twierdzę. Do Krakowa przybył wielki podskarbi Zakonu wyposażony w kwotę 50 tysięcy czerwonych złotych z zamiarem przekupienia wybranych członków rady koronnej i skłonienia ich do odrzucenia propozycji Związku Pruskiego. Ostatecznie dostrzegając niewielkie szanse powodzenia tej misji podskarbi wyjechał do Saksonii, przeznaczając środki, którymi dysponował, na werbunek najemników.

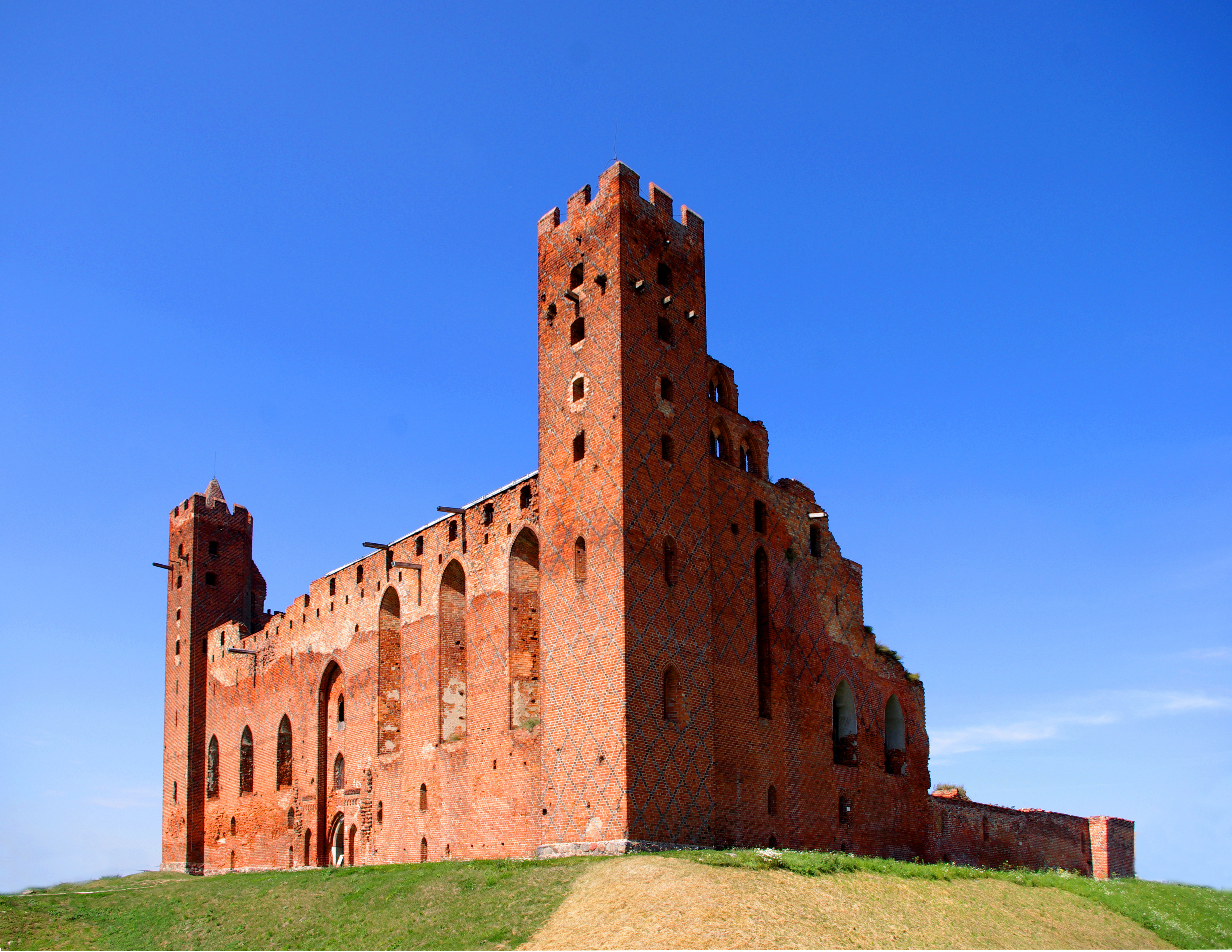
Ruiny krzyżackiej twierdzy w Radzyniu Chełmińskim, zdobytej przez pruskich powstańców w pierwszych dniach antykrzyżackiego powstania

Sukces powstania w Toruniu wywołał powszechną atmosferę jawnego buntu – 8 lutego 1454 r. mieszkańcy Birgelau (Bierzgłowa), Graudenz (Grudziądza), Althaus (Starogrodu) i Mewe (Gniewu) zdobyli miejscowe zamki krzyżackie, zabijając lub zmuszając do ucieczki członków ich garnizonów. Jednocześnie powstańcy toruńscy opanowali twierdzę w Bischöflich Papau (Papowie Biskupim), a następnie rada miejska Torunia rozszerzyła powstanie na całą Ziemię Chełmińską oraz wspomogła miejscowych powstańców w opanowaniu krzyżackich zamków w Rehden (Radzyniu) i Schwetz (Świeciu) oraz Gollub (Golubiu). Komtur oblężonej twierdzy w Brodnicy (Strasburg), nie widząc możliwości dalszej obrony przed powstańcami poddał zamek polskiemu wojewodzie inowrocławskiemu Janowi z Kościelca.
Zamek krzyżacki w Gdańsku poddał się powstańcom 11 lutego 1454 r. bez oporu, po obiecaniu krzyżackiej załodze wypłaty z finansów miasta, co umożliwiło powstańcom działającym z Gdańska udzielenie pomocy innym zbuntowanym przeciw Krzyżakom ośrodkom miejskim, proszącym Gdańsk o wsparcie; 9 lutego Krzyżaków usunięto ze Skarszewów, 13 lutego 1454 r. z Bütow (Bytowa), a powstanie wybuchło także w Preussisch Stargard (Starogardzie). Kontyngenty wojskowe z Gdańska wkroczyły do Dirschau (Tczewa) i Bern (Kościerzyny). Akcja powstańcza kierowana z Gdańska rozszerzyła się następnie na Hammerstein (Czarne) i Preussisch Friedland (Debrzno) na południowym Pomorzu oraz wzdłuż wybrzeża Bałtyku na Lauenburg (Lębork), Łebę, Putzig (Puck) i Hel.
Natomiast załoga twierdzy w Elblągu, pomimo nieobecności swojego komtura Henricha von Plauena, stawiła zacięty opór i powstańcy elbląscy zajęli zamek dopiero 12 lutego 1454 r., po kilku dziennych i nocnych szturmach. Tego samego dnia skapitulował Prussich Holland (Pasłęk) i tym samym po ośmiu dniach powstania 17 kluczowych twierdz Powiśla znalazło się pod kontrolą Związku Pruskiego. Zdobyte krzyżackie zamki w Gdańsku, Toruniu i Elblągu zostały decyzją rad miejskich bezzwłocznie planowo zburzone, aby uniemożliwić osadzenie w miastach władzy, niezależnej od rady miasta.
Powstanie na Pomorzu zakończyło opanowanie przez powstańców Schlochau (Człuchowa) 26 lutego 1454 roku oraz pobicie pod Chojnicami zorganizowanej przez Zakon krzyżacki w Niemczech odsieczy, zakończone zajęciem miasta. W ziemi chełmińskiej przeciwko panowaniu krzyżackiemu solidarnie opowiedziały się wszystkie stany, ale na Pomorzu Gdańskim stanowcze antykrzyżackie działania Gdańska inspirowały głównie mieszczan, a rycerstwo odznaczało się chwiejną postawą.

### II faza powstania – rozwój powstania w Prusach

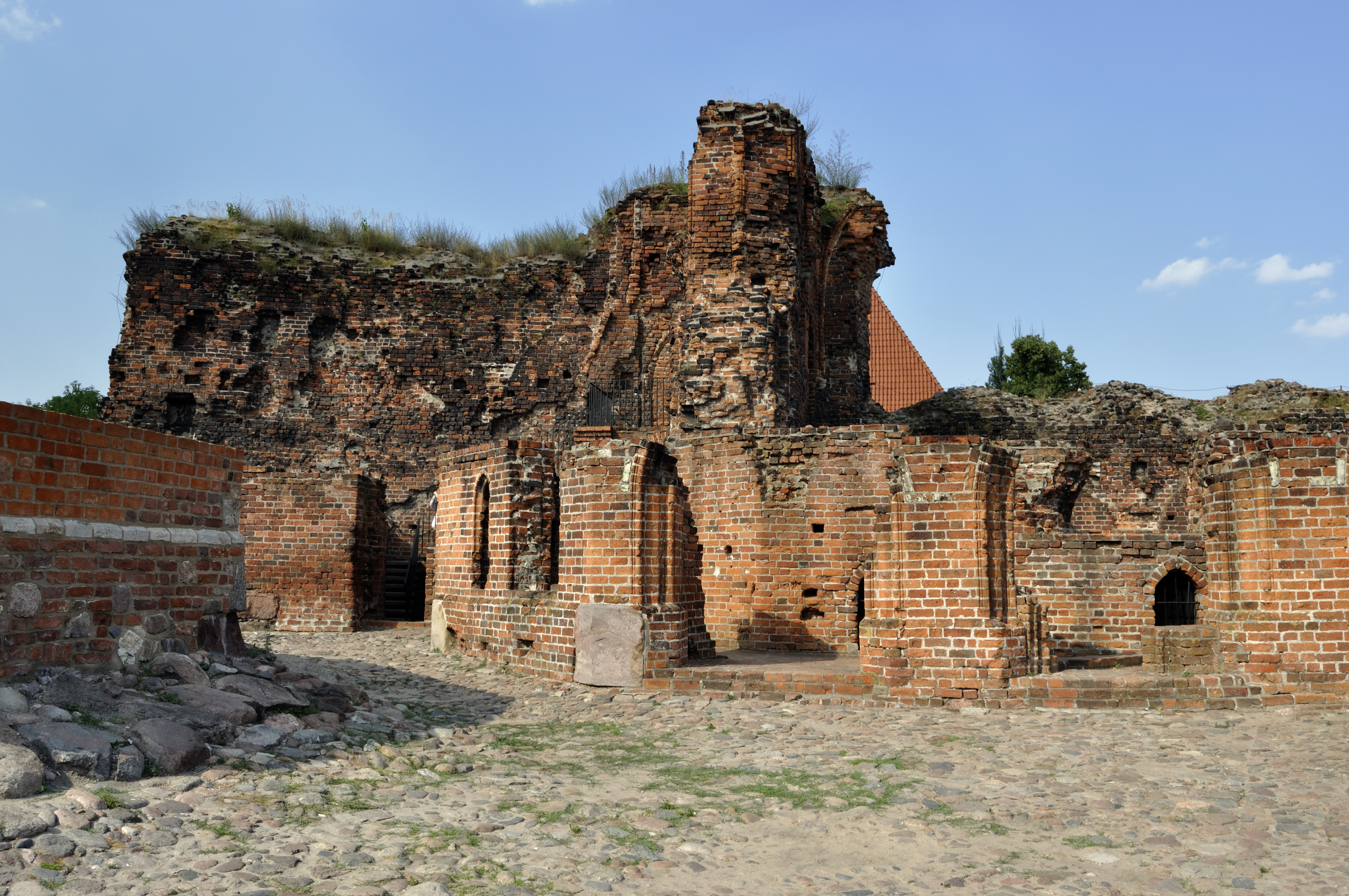
Ruiny krzyżackiego zamku w Toruniu – twierdza po zdobyciu przez pruskich powstańców została decyzją rady miejskiej planowo zburzona

Kierowana z ośrodka powstańczego w Elblągu akcja Związku Pruskiego doprowadziła do zajęcia Nowego Stawu, Dzierzgonia, Pasłęka i Miłomłyna, opanowując znaczną część żyznych Żuław Wiślanych. Wiadomość o sukcesach powstańców i bierności wielkiego mistrza skłaniały ludność kolejnych dzielnic do opowiedzenia się przeciwko Krzyżakom; mieszkańcy miast warmińskich wbrew stanowisku zajmowanemu przez miejscowego biskupa opanowali Braunsberg (Braniewo) i splądrowali Bałgę. Deutsch Eylau (Iława) przyłączyła się do Związku Pruskiego na trzy dni przed wybuchem antykrzyżackiego powstania, a powstańcy działający z Löbau in Westpreussen (Lubawy) opanowali Leutenburg (Lidzbark Welski) i Osterode (Ostródę). Załoga twierdzy w Królewcu odparła kilka szturmów, jednak po zniszczeniu czterech baszt i znacznego odcinka murów poddała zamek powstańcom. Powstańcy królewieccy opanowali następnie Labiau (Labiawę) i Ragnit (Regnetę) oraz Kreuzburg (Krzyżbork), Schippenbeil (Sępopol) i Barten (Barciany). Powstania wybuchły w Wormditt (Ornecie), Heilberg (Lidzbarku Warmińskim) i Rastenburg (Kętrzynie).
Rozszerzanie powstania ułatwiała nieobecność w zamkach poszczególnych komturów, którzy na rozkaz wielkiego mistrza wyjechali do Malborka na naradę. Rycerze krzyżaccy z dzielnic ogarniętych powstaniem, nie próbując stawiać oporu, usiłowali także dostać się do krzyżackiej stolicy lub uciekli do Niemiec, a schwytani w drodze przez powstańców byli zabijani. Część niemogących dotrzeć do Malborka Krzyżaków znalazła schronienie w utrzymywanej przez Zakon twierdzy w Sztumie.

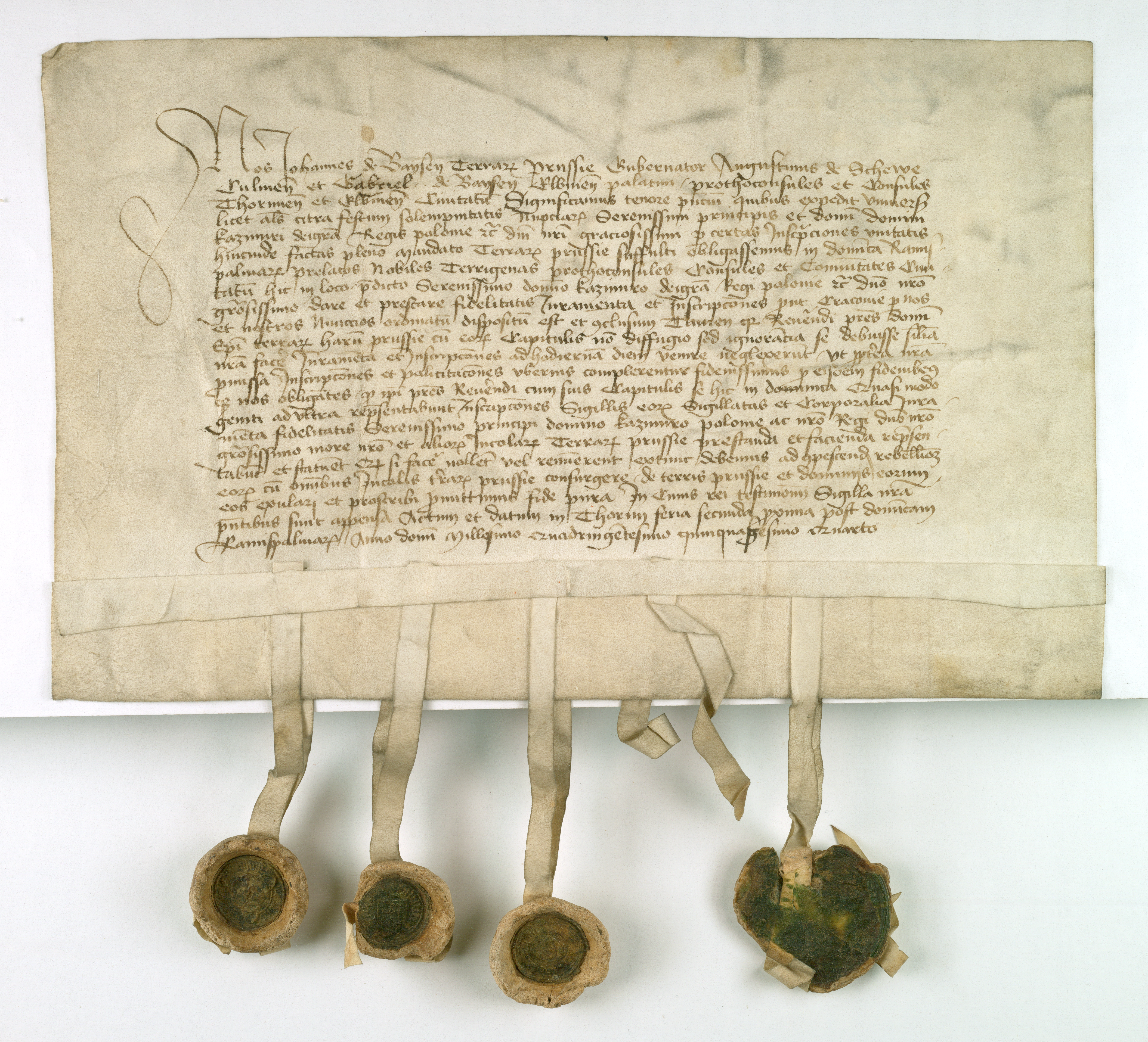
Wojewodowie chełmiński i elbląski oraz burmistrzowie i rajcy toruńscy i elbląscy ręczą 15 kwietnia 1454 roku, że biskupi ziem pruskich złożą swe zobowiązania na piśmie wobec króla Kazimierza IV Jagiellończyka i Korony Polskiej

17 lutego rozpoczęła się blokada głównego punktu oporu Zakonu krzyżackiego – Marienburga (Malborka), strzegącego skrzyżowania szlaków biegnących przez Żuławy Wiślane. Dowodzone przez członka rady miejskiej Gdańska Ewalda Wrige oddziały gdańskie, liczące kilka tysięcy żołnierzy wspieranych artylerią, obsadziły lewy brzeg Nogatu, a prawy brzeg rzeki został zablokowany przez wojska wydzielone z innych miast należących do Związku. Siły związkowe odcięły kontakt krzyżackiej stolicy ze światem zewnętrznym.

### Skutki antykrzyżackiego powstania
Włączenie się w akcję powstańczą przedstawicieli wszystkich stanów pruskich umożliwiło błyskawiczny sukces powstania antykrzyżackiego. Dołączenie się do buntu wolnych mieszkańców miasta i części chłopów uniemożliwiło Krzyżakom obronę twierdz, pozbawionych załóg. Bez jakiegokolwiek oparcia w ludności Prus Krzyżacy nie zdobyli się na podjęcie przeciwdziałania, a ujawniające się tchórzostwo przedstawicieli Zakonu ośmielało kolejne grupy do wystąpienia.
Sukcesy strony związkowej uzyskane zostały głównie dzięki zaskoczeniu oraz zaangażowaniu w powstanie ludności, która w okresie zimowym była wolna od zajęć. Powstańcy nie nadawali się jednak do działań wojennych z dala od swoich miast, a wraz z rozpoczęciem wiosennego sezonu żeglarskiego wielu mieszkańców miast portowych znalazło intratną pracę na statkach. Dalsze działania rady miast Związku Pruskiego prowadzić musiały za pomocą najemników.
Jednocześnie rozszerzanie powstania na kolejne grupy społeczne i socjalny charakter ich antykrzyżackich wystąpień zaniepokoiły patrycjat wielkich miast i rycerstwo państwa pruskiego, gdyż groziły utratą szybko zdobytej władzy poprzez konieczność liczenia się ze zdaniem pospólstwa. Walka polityczna o przywileje pomiędzy poszczególnymi miastami oraz podział władzy w prowincji rozbiły pierwotną solidarność Związku Pruskiego.
Zmiana stanowiska wielkiego mistrza Ludwiga von Erlichshausena i zgłoszenie propozycji ugodowych w okresie, gdy poszczególne twierdze były atakowane, okazały się zdecydowanie spóźnione. Prośby o rozjemstwo i apele o pomoc, kierowane przez władze zakonne do Mazowsza, Danii, Szwecji i księstw śląskich nie przyniosły początkowo żadnego efektu.
6 marca 1454 r., po dwóch tygodniach negocjacji z przedstawicielami Związku Pruskiego, król Kazimierz IV Jagiellończyk podpisał akt inkorporacji Prus do Królestwa Polskiego. Prusy utrzymywały lokalne prawo i zgromadzenie stanowe (radę pruską); zniesiono wprowadzone przez Krzyżaków opłaty i cła. Szlachta pruska została zrównana w prawach ze szlachtą polską, a kupcy otrzymali swobodę handlu.
23 marca 1454 r. zwerbowani przez Zakon najemnicy opanowali strzegące szlaku z Niemiec na Pomorze Chojnice, gdzie schroniły się wierne wielkiemu mistrzowi pozostałości załóg twierdz pomorskich.

## Międzypaństwowe tło wojny

### Reakcja chrześcijańskiej Europy
29 maja 1453 r. wojska tureckie zdobyły Konstantynopol, kładąc ostateczny kres Cesarstwu Wschodniorzymskiemu. Upadek Konstantynopola, niweczący nadzieje na zjednoczenie dwóch odłamów chrześcijaństwa po Unii Florenckiej, krótkotrwale wywarł duże wrażenie na chrześcijańskiej Europie.

Z dwu rąk chrześcijaństwa – jedna została odcięta, z dwu oczu jedno wyłupione. Jan Długosz

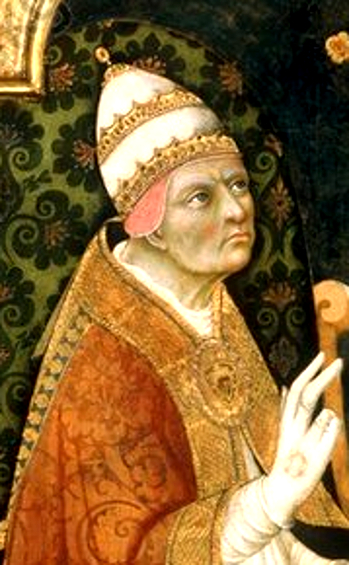
Papież Kalikst III dążąc do zakończenia wojny trzynastoletniej zagroził królowi Kazimierzowi IV ekskomuniką

W reakcji papież Mikołaj V podjął próby załagodzenia konfliktów w Europie i utworzenia ogólnoeuropejskiego sojuszu antytureckiego, wystosowując apel do europejskich władców. Pomimo nieskuteczności tych wezwań odbicie Konstantynopola z rąk muzułmanów stało się głównym celem pontyfikatu jego następcy Kaliksta III, wybranego 8 kwietnia 1455 r. Papież rozesłał legatów do państw europejskich celem nakłaniania do zorganizowania antytureckiej krucjaty.
Wysiłki dyplomatyczne papieży nie przyniosły żadnego rezultatu, lecz negatywnie wpłynęły na wizerunek Królestwa Polskiego; władcy europejscy negatywnie ocenili rozpoczęcie w sojuszu z obłożonym ekskomuniką Związkiem Pruskim wojny przeciwko Państwu Zakonnemu w okresie wezwań do krucjaty w obronie chrześcijaństwa. Król Kazimierz IV znalazł się w politycznej izolacji. Izolacja Polski pogłębiła się w lipcu 1455 r., gdy papież Kalikst III zagroził rozciągnięciem ekskomuniki na sojuszników Związku Pruskiego, jednak państwa europejskie nie podjęły próby zorganizowanej interwencji w obronie Zakonu.
Bezskuteczne okazały się próby uzyskania przez Zakon krzyżacki zakończenia wojny na drodze dyplomatycznej. Związek Pruski zlekceważył wydany 24 marca 1455 r. przez cesarza Fryderyka III wyrok banicji argumentując, że po inkorporacji Prus do Korony Królestwa Polskiego nie podlega już władzy cesarskiej. Wielkiego wrażenia nie wywarło też obłożenie przez papieża Kaliksta III zbuntowanych prowincji interdyktem, gdyż wcześniejsze niestosowanie się Zakonu krzyżackiego do poleceń i wyroków Stolicy Apostolskiej oraz nadużywanie klątw przez papieży osłabiły znaczenie tego środka prawnego, chociaż klątwa ułatwiła Krzyżakom działania propagandowe.
Położenie dyplomatyczne Królestwa Polskiego poprawiło się w maju i czerwcu 1462 r., na skutek porozumienia z nowym królem Czech Jerzym z Podiebradów oraz zawarcia rozbijających pro-krzyżacki front dyplomatyczny układów z księciem bawarskim Ludwikiem IX, przywódcą opozycji antycesarskiej w Rzeszy i bratem cesarza – arcyksięciem austriackim Albrechtem VI. Wyjście z politycznej izolacji umożliwiło królowi Kazimierzowi IV zignorowanie misji przychylnego Krzyżakom legata papieskiego, arcybiskupa Hieronima Lando, który nie został wpuszczony do Krakowa i zmusiło papieża do wydelegowania nowego legata – Rudolfa z Rüdesheim, który otrzymał nowe instrukcje.

### Rzesza Niemiecka
Pomimo ogólnej sympatii dla Zakonu krzyżackiego państwa i miasta Rzeszy Niemieckiej, zwłaszcza należące do Hanzy, nie mogły pozwolić sobie na interwencję w jego obronie ze względu na silne związki gospodarcze łączące je z miastami Związku Pruskiego. W połowie XV wieku pogłębiał się rozdźwięk pomiędzy poszczególnymi miastami Hanzy, przez co związek niezdolny był do podjęcia wspólnych działań politycznych i ograniczał się do walki o przywileje handlowe i zwalczania piratów.
Doraźny interes powstrzymywał także elektora brandenburskiego Fryderyka od udzielenia poparcia Zakonowi, gdyż krytyczna sytuacja finansowa Krzyżaków zmusiła ich do uzyskania od Brandenburgii pożyczki w wysokości 40 tysięcy florenów reńskich pod zastaw Nowej Marchii. Elektor umacniał w trakcie wojny trzynastoletniej swoją władzę w tej prowincji, a przedłużające się kłopoty finansowe Zakonu uniemożliwiały temu ostatniemu podjęcie działań zmierzających do jej odzyskania.

### Czechy

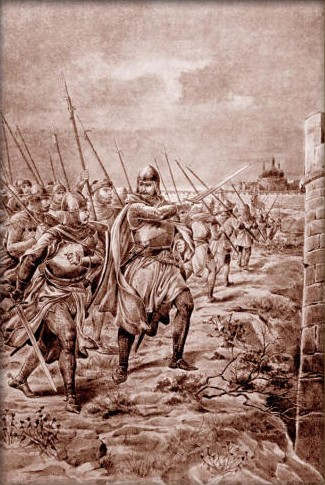
Jerzy z Podiebradów na czele wojsk czeskich

Tuż przed wybuchem wojny, 10 lutego 1454 r., król Kazimierz IV ożenił się z Elżbietą Rakuszanką, starszą siostrą panującego od 1453 r. w Czechach i na Węgrzech Władysława Pogrobowca. Królowa Elżbieta formalnie była następcą tronu w Pradze i Budzie, gdyż prawa te odziedziczył jej pierworodny syn Władysław Jagiellończyk, urodzony w 1456 roku. Sytuacja międzynarodowa na południowej granicy Królestwa Polskiego znacznie skomplikowała się w listopadzie 1457 r. wraz ze śmiercią Władysława Pogrobowca. Władzę w Pradze objął lider utrakwistów regent Jerzy z Podiebradów, który zaniepokojony możliwymi dynastycznymi roszczeniami Jagiellonów wszedł w porozumienie z Zakonem Krzyżackim, ułatwiając wielkiemu mistrzowi werbunek najemników w ziemiach czeskich. Na zjeździe w Głogowie w maju 1462 r. doszło do odwrócenia przymierzy – Jerzy z Podiebradów, reagując na montowanie przez papieża antyczeskiej koalicji państw katolickich, po odrzuceniu przez Kazimierza IV propozycji inkorporacji katolickiego Wrocławia zaakceptował inne śląskie nabytki Korony Królestwa Polskiego i jej działania przeciw Zakonowi Krzyżackiemu.
Papież Paweł II, skonfliktowany z Jerzym z Podiebradów, rozpoczął w 1465 r. formowanie antyczeskiej koalicji państw katolickich. W tym celu podjął usilne działania zmierzające do szybkiego zakończenia wojny polsko-krzyżackiej na gruncie sprawiedliwego rozstrzygnięcia przynależności spornych ziem, delegując do przeprowadzenia tej misji nowego legata – biskupa Rudolfa z Rüdesheim.
Zwycięstwo umiarkowanego ruchu utrakwistów nad radykalnymi taborytami w wojnach husyckich w 1434 roku skutkowało postępującą emigracją wielu obawiających się represji zwolenników taborytów poza kraje Korony Czeskiej. Chętnie najmowali się oni jako żołnierze w toczonych w Europie wojnach i byli cenieni jako znawcy skutecznej taktyki wojskowej, polegającej na użyciu plebejskiej piechoty i militarnym wykorzystaniu wozów.

### Skandynawia

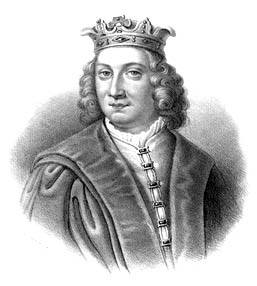
Narodowy król Szwecji Karol Knutsson wygnany przez sojusznika Krzyżaków króla Dani Chrystiana I osiadł na Pomorzu i rozpoczął działania zbrojne przeciwko Zakonowi

Zawarta w 1397 r. pomiędzy Danią, Norwegią i Szwecją antyniemiecka Unia kalmarska uległa osłabieniu w 1448 r. wraz z objęciem władzy w Sztokholmie przez narodowego króla Karola Knuttsona Bonde. Najsilniejsze państwo Unii – Dania – dążyło jednak do przywrócenia ścisłego związku, uzyskując poparcie uprzywilejowanych warstw Szwecji. Przy niechęci szwedzkiego pospólstwa Unia kalmarska, kilkakrotnie zrywana i wznawiana, nie mogła przynieść państwom skandynawskim dominacji na Bałtyku.
Inkorporacja Państwa Pruskiego przez Koronę Królestwa Polskiego została przyjęta negatywnie przez Danię, gdyż otwierała dostęp do Bałtyku kolejnemu mocarstwu, zmniejszając szanse na skandynawską dominację. W reakcji na wojnę trzynastoletnią duński król Chrystian I latem 1455 r. udzielił poparcia Zakonowi Krzyżackiemu, a duńska flota rozpoczęła zwalczanie żeglugi Związku Pruskiego. Jednocześnie Dania zgłaszała pretensje do części Inflant – Estonii, licząc na otrzymanie tej prowincji w zamian za pomoc Zakonowi.
W konsekwencji współzawodnik Christiana I – szwedzki król Karol Knuttson, wygnany w 1456 roku ze Szwecji – znalazł schronienie na Pomorzu i czekając na okazję do wznowienia walki o tron w Sztokholmie podjął działania przeciw Krzyżakom. To oraz porażki duńskiej floty z okrętami i kaprami Związku Pruskiego w latach 1457–1458 skłoniły króla Christiana I do przyjęcia hanzeatyckiego pośrednictwa rozejmowego, na skutek czego jedyny aktywny sojusznik Zakonu Krzyżackiego wycofał się z działań zbrojnych.
W sierpniu 1464 roku Karol Knuttson opuścił ze swoimi siłami Pomorze i podjął próbę odzyskania tronu szwedzkiego.

### Pomorze
3 stycznia 1455 roku Królestwo Polskie zawarło układ z byłym władcą Danii, zdetronizowanym w 1440 roku i wygnanym z Gotlandii w 1449 roku księciem słupskim i stargardzkim Erykiem I – w zamian za oddanie w lenno Lęborka i Bytowa władca podjął się obrony tych miast przed Zakonem Krzyżackim. Śmierć Eryka I w 1459 roku unieważniła sojusz polsko-słupski, a następca na książęcym tronie Eryk II Pomorski podjął krótkotrwałą współpracę z Zakonem krzyżackim, zwracając Krzyżakom Lębork i Bytów 10 października 1460 roku, co skutkowało najazdem polskim na Księstwo Słupskie w 1461 roku. W 1462 roku, po zwycięskiej dla Polski bitwie pod Świecinem Eryk II ponownie zawarł porozumienie z Polską, otrzymując Lębork i Bytów w lenno.

### Litwa
Litwę, znajdującą się we wznowionej w latach 1444–1445 unii personalnej z Polską dzielił od Polski konflikt o przynależność pogranicznych ziem Wołynia i Podola. Na zjeździe w Brześciu przedstawiciele Polski i Litwy ustalili kompromisowy podział spornego terytorium, korzystny dla Litwy, jednakże część litewskich przywódców opowiadała się za wykorzystaniem zaangażowania Polski w wojnę z Zakonem Krzyżackim do wymuszenia korekty rozstrzygnięcia na korzyść Litwy.

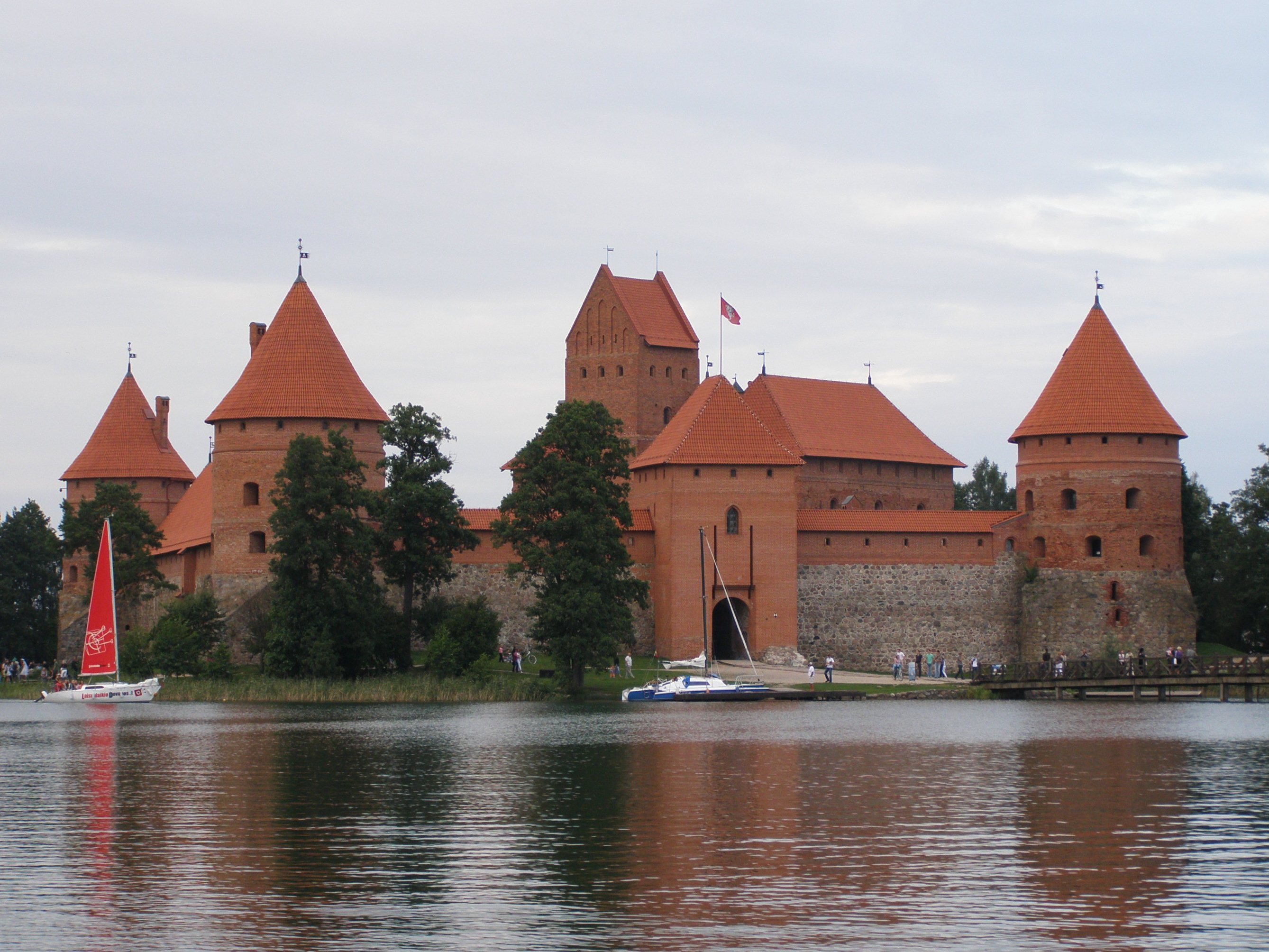
Zamek w Trokach, jedna z nielicznych potężnych twierdz litewskich; po zakończeniu konfliktu krzyżacko-litewskiego w 1435 roku Litwa nie była zainteresowana udziałem w kolejnej wojnie przeciwko Zakonowi

Król Kazimierz IV Jagiellończyk optował za wspólnym wysiłkiem zbrojnym Unii Jagiellońskiej i podjął usiłowania celem skłonienia Litwy do zaangażowania w wojnę. Rada wielkoksiążęca była temu przeciwna. Ostatecznie w działaniach zbrojnych na terenie Państwa Pruskiego wzięły udział jedynie nadworne chorągwie litewskie króla Kazimierza Jagiellończyka, będącego jednocześnie wielkim księciem litewskim.
Więcej zrozumienia dla polityki bałtyckiej wykazał administrujący przymorską Żmudzią starosta Jan Kieżgajło, który podporządkował się rozkazom Kazimierza Jagiellończyka, jednakże siły, którymi dysponował, wystarczyły jedynie na czasowe zablokowanie lądowej drogi z Inflant do Prus i sporadyczne wypady przeciwko strzegącej ujścia Niemna twierdzy Memel (Kłajpeda).
Postawę Litwy bardzo surowo oceniają polscy historycy Władysław Konopczyński (określający to zaniedbanie Litwy „zmąconą świadomością nie narodową, ale po prostu plemienną”), Andrzej Nowak i Paweł Jasienica, którzy zauważają, że Litwa nie podejmując współdziałania z polskim sojusznikiem nie tylko utraciła szansę wzmocnienia swojej pozycji nad Bałtykiem, ale dopuszczając do przetrwania wschodniej części państwa pruskiego narażała się na poważne niebezpieczeństwo w przyszłości.
Konflikt polsko-litewski zaostrzył się po śmierci mazowieckich książąt Siemowita VI i Władysława II na przełomie 1461 i 1462 roku. Król Kazimierz IV zadecydował o podziale spadku po swoich lennikach przez włączenie ziem rawskiej i bełskiej do Królestwa Polskiego, pozostawienie ziemi sochaczewskiej pod panowaniem księżnej Anny Oleśnickiej i zignorowanie żądań Litwy.
Sukcesy Polski w końcowej fazie wojny pozbawiły politykę litewską realnych podstaw, uniemożliwiając wywieranie presji na zmianę granic wewnątrz Unii Jagiellońskiej. W efekcie Litwa nie uzyskała żadnych korzyści politycznych ze swojej separatystycznej polityki.

## Siły stron

### Strona związkowo-polska

#### Królestwo Polskie
System militarny Królestwa Polskiego ukształtował się podczas rządów ostatnich Piastów – Władysława Łokietka i Kazimierza Wielkiego i w takiej formie bez znaczących reform przetrwał do początków wojny trzynastoletniej. Podstawą wojsk Królestwa było levée en masse (pospolite ruszenie) wszystkich prywatnych posiadaczy ziemi, na które każdy miał obowiązek stawić się z własnym uzbrojeniem i pocztem (pachołkami). Duchowni nie stawali osobiście, ale opłacali zastępców. Mobilizacja pospolitego ruszenia była powolna. Szlachta (rycerstwo) wzorem wypraw z lat 1414, 1422, 1430 i 1433 po stawieniu się w punkcie zbornym w zbrojnym obozie wysuwała żądania polityczne potwierdzenia i rozszerzenia przywilejów dla swojego stanu, od spełnienia których uzależniała dalszy udział w wojnie. Rycerstwo tworzące ciężką kawalerię nie było zdolne do systematycznego wysiłku przy oblężeniach miast i ochronie szlaków handlowych.
Powołanie zawodowych wojsk najemnych i artylerii, obecnych w armii Królestwa Polskiego od czasów Kazimierza Wielkiego, uzależnione było od stanu finansów. Ruina skarbu królewskiego w późnym okresie panowania Władysława Jagiełły i jego syna Władysława Warneńczyka, związana z długami wynikającymi z wojny węgierskiej i klęski pod Warną, uniemożliwiała królowi Kazimierzowi IV Jagiellończykowi wystawienie wojsk najemnych w pierwszych fazach wojny. W drugiej połowie wojny trzynastoletniej podatki nałożone na duchowieństwo i szlachtę uchwalone na sejmikach w szczególności w Wielkopolsce, umożliwiły stworzenie nowoczesnej armii.
Królestwo Polskie początkowo pozbawione było zdolnych i doświadczonych dowódców wojskowych. Sytuację zmieniło przejście na stronę króla czeskiego najemnika Oldrzycha Czerwonki. Nielicznymi królewskimi najemnikami dowodził początkowo Prandota Lubieszowski, a po jego śmierci Piotr Dunin.

#### Związek Pruski

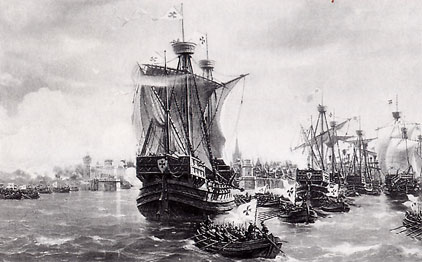
Flota zorganizowana przez miasta pruskie dla Zakonu Krzyżackiego w 1 poł. XV wieku przedstawiona na XIX-wiecznym obrazie

Związek Pruski działania powstańcze w pierwszej fazie wojny prowadził za pomocą pospolitego ruszenia mieszczan, którzy z zaskoczenia zdobyli, a następnie zburzyli krzyżackie twierdze w Gdańsku, Toruniu, Elblągu oraz Królewcu. Mieszkańcy brali także udział w obronie miast Związku Pruskiego i służbie przy utrzymaniu murów miejskich. Główne siedziby Związku Pruskiego posiadały silne fortyfikacje otaczające miasta.
Systematyczne działania wojenne polegające na obleganiu twierdz i miast w posiadaniu zakonu krzyżackiego oraz eskorcie statków i konwojów rzecznych Związek powierzał zawodowym żołnierzom. Środki pieniężne na zaciągnięcie najemników pochodziły z opodatkowania handlu.
Próby podjęcia działań przez zorganizowane w Związku Pruskim rycerstwo należące do pruskiej średniej szlachty w ramach levée en masse dało nikłe rezultaty w pierwszych dwóch latach wojny trzynastoletniej. Malejące poparcie dla Związku Pruskiego wśród rycerstwa dolnopruskiego uniemożliwiło wykorzystanie tej formy aktywności militarnej w późniejszym okresie.
Najemnikami dowodzili wynajęci zawodowi dowódcy, wśród których wyróżnił się czeski najemnik Jan Skalski oraz rajcowie rad miejskich miast-siedzib Związku Pruskiego.
Dla prowadzenia ofensywnych działań wojennych na morzu, polegających na przechwytywaniu obcych statków i blokadzie nieprzyjacielskich portów Związek Pruski wystawiał tzw. listy kaperskie, upoważniające właścicieli i załogi prywatnych uzbrojonych okrętów do atakowania obcych statków i wybrzeży „z rozkazu Kazimierza, króla Polski” w zamian za znaczną część zdobyczy. Zdobyte statki (pryzy) odprowadzano do portu w Gdańsku. Najwybitniejszymi kaprami byli Wincenty Stolle i Szymon Lubbelow.

### Strona krzyżacka

#### Zakon krzyżacki

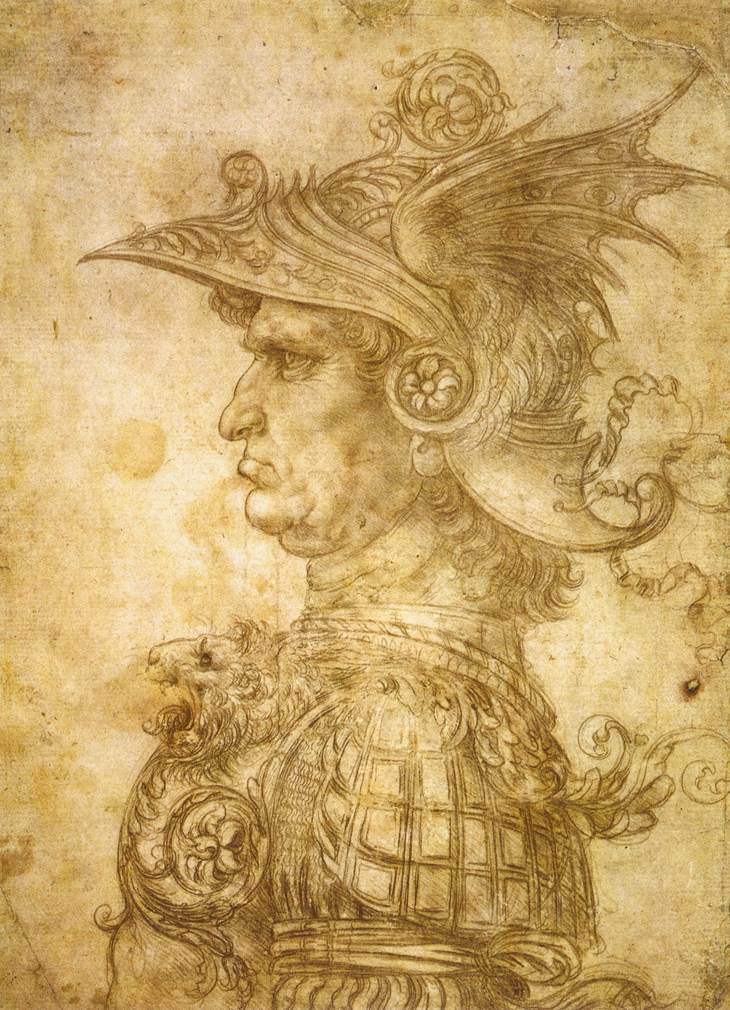
Rysunek Leonardo da Vinci Il Condottiero z 1480 r., przedstawiający dowódcę najemników

Militarna siła zakonu krzyżackiego w XV w., opierająca się na dzierżących latyfundia rycerzach i stanowiących polityczne kierownictwo Zakonu dostojnikach, służących w ciężkiej kawalerii, została złamana w wyniku klęski pod Grunwaldem i nigdy nie została odbudowana. Dodatkowo wybuch powstania w Prusach w lutym 1454 roku pozbawił wielkiego mistrza kontroli nad jakąkolwiek częścią państwa zakonnego i współpracy dotychczasowych poddanych, co uniemożliwiło zwołanie pospolitego ruszenia właścicieli dóbr ziemskich. Z konieczności zakon krzyżacki przeznaczył wszelkie posiadane środki finansowe na zwerbowanie najemników z krajów niemieckich oraz z Czech. Zawodowe wojska najemne stanowiły zarówno załogi krzyżackich twierdz i miast, jak i służyły do prowadzenia systematycznych działań wojennych przy oblężeniach, odsieczach oraz atakach na związkową żeglugę. Od początku wojny dowodzili nimi doświadczeni i zdolni dowódcy zawodowi Bernard Szumborski (Bernard von Zinberg), Fritz Raweneck (Raveneck), Kaspar Nostyc (Nostitz), Oldrzych (Urlich) Czerwonka oraz energiczny dostojnik zakonu krzyżackiego, siostrzeniec wielkiego mistrza i komtur Elbląga, Henrich Reus von Plauen.
Poparcia Zakonowi udzieliły rządzone przez zniemczonych Piastów księstwa śląskie, wystawiając własne kontyngenty zawodowych wojsk najemnych.

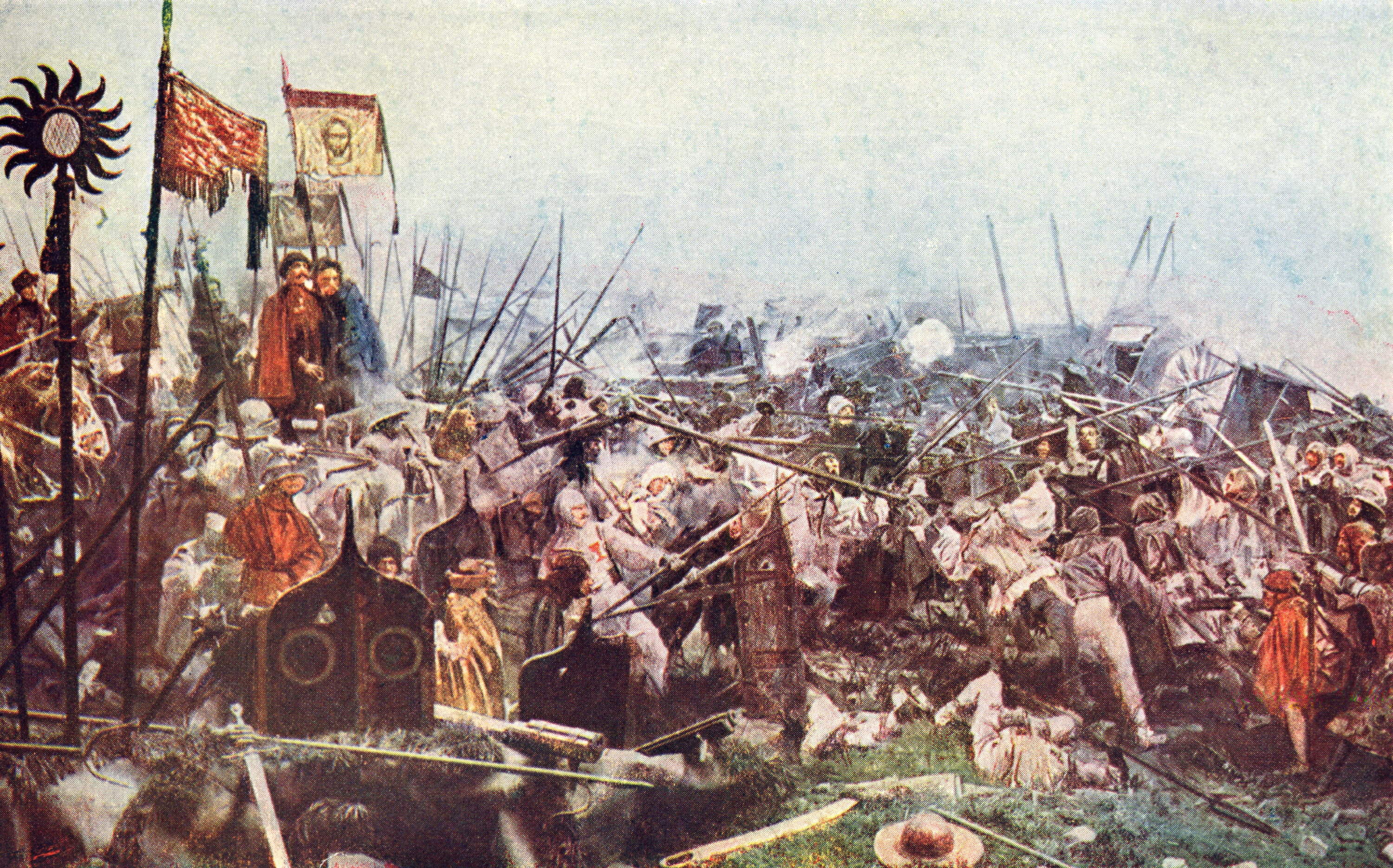
Wojska czeskie broniące szyku taborowego (wagenburga) – typowa taktyka piechoty w połowie XV wieku

Wyczerpanie rezerw finansowych utrudniało wielkiemu mistrzowi kontynuację wojny za pomocą wojsk zawodowych, jednak Krzyżakom udało się pozyskać stałe dochody z podatku z rewindykowanych ziem zakonnych (zwłaszcza Sambii) i posiadłości krzyżackich w Niemczech (baliwatów) oraz pożyczki i zapomogi od sojuszników. Ważnym źródłem utrzymania części załóg twierdz było łupienie statków i konwojów przewożących towary pomiędzy miastami Związku Pruskiego oraz haracze wymuszane od handlarzy, przewożących towary wzdłuż pruskich rzek. Działania na wodach śródlądowych Krzyżacy prowadzili za pomocą flot uzbrojonych łodzi, obsadzonych marynarzami i najemnikami wynajętymi przez popierające ich miasta.
W miarę przedłużania się działań wojennych zakon krzyżacki odzyskiwał poparcie wśród pospólstwa niektórych miast Związku Pruskiego, co umożliwiało skuteczne przeprowadzenie prokrzyżackich spisków: działająca wewnątrz miasta prokrzyżacka frakcja w sprzyjających okolicznościach paraliżowała obronę, umożliwiając odzyskanie miasta wojskom zakonnym.
Do działań na Morzu Bałtyckim zakon krzyżacki, podobnie jak Związek Pruski, najmował kaprów, a także usiłował przekupić kaprów najętych przez miasta Związku Pruskiego.

#### Dania i Amsterdam
Zainteresowane handlem morskim z państwem zakonu krzyżackiego i Inflantami Królestwo Danii i miasto Amsterdam zmuszone zostały, na skutek ataków kaprów Związku Pruskiego, do uzbrojenia statków zmierzających do portów krzyżackich i inflanckich. W Danii, podobnie jak w Szwecji, poszczególne okręgi zobowiązane były wystawić okręty wraz z załogami na wezwanie króla. Jednakże systematyczne działania przeciwko nieprzyjacielskiej żegludze prowadzono za pomocą kaprów.
Statki wojenne różniły się od handlowych zamontowaniem w przedniej i tylnej części pokładu kasztelu – nadbudówki z drewna ułatwiającej abordaż lub ostrzał innej jednostki.

## Przebieg wojny

### I etap wojny (1454 – jesień 1455): próba inkorporacji państwa pruskiego

#### Kampania wiosenno-letnia 1454: oblężenie Sztumu, Malborka i Chojnic
21 kwietnia 1454 r. Królestwo Polskie dostarczyło zakonowi krzyżackiemu akt wypowiedzenia wojny z dnia 22 lutego 1454 r., a 28 maja 1454 r. Król Kazimierz IV Jagiellończyk przyjął w Toruniu hołd od stanów pruskich ziemi chełmińskiej, anektując ziemie państwa zakonu krzyżackiego do Królestwa. W kolejnych dniach hołdy złożyły stany ziemi elbląskiej i biskupi pruscy (w Elblągu 10 i 11 czerwca 1454 r.), Gdańsk (16 czerwca 1454 r.) oraz stany i miasta dolnopruskie (19 czerwca 1454 r. w Królewcu). Gubernatorem został Jan Bażyński (Johannes von Baysen).
Związek Pruski zmobilizował wojska najemne i skierował je pod dowództwem brata gubernatora Ścibora Bażyńskiego do oblężenia Malborka, Chojnic, Sztumu. 1 kwietnia 1454 r. załoga Malborka pod dowództwem komtura von Plauena pobiła oblegających pod Kałdowem i przerwała oblężenie oraz rozpoczęła ataki na związkową żeglugę na Nogacie i niszczące wypady na Elbląg. W maju 1454 r. wojska gdańskie pod dowództwem Wilhelma Jordana ponownie obległy Malbork.
Sztum został zdobyty przez związkowców 8 sierpnia 1454 r., co umożliwiło skierowanie większych sił pod ostatnie dwie utrzymywane przez Krzyżaków twierdze: Malbork i Chojnice.

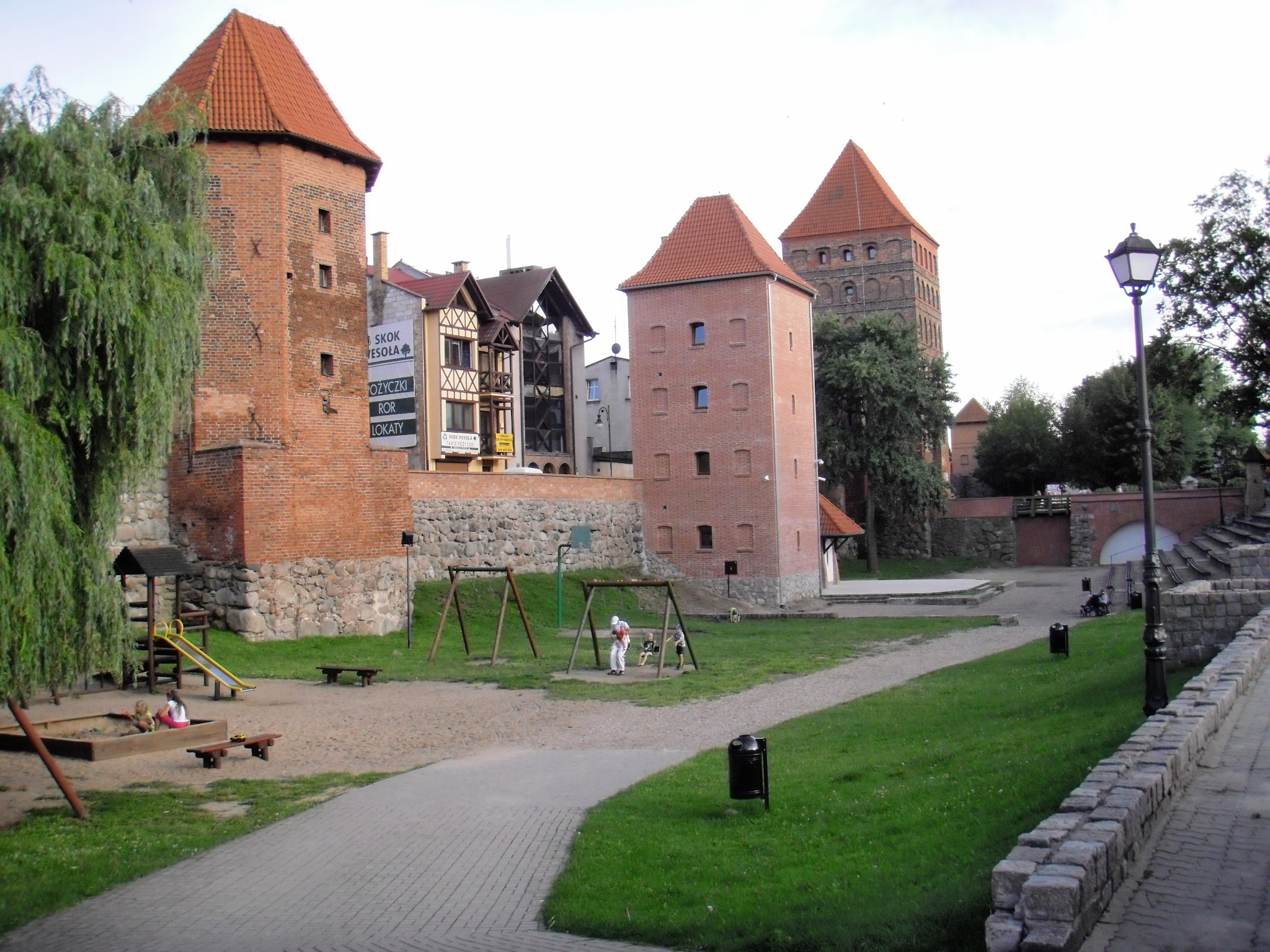
Mury obronne Chojnic z basztami, z 2 poł. XIV w. W 1454 r. fortyfikacje miasta pozwoliły Krzyżakom utrzymać najważniejszą twierdzę na szlaku łączącym Prusy z Brandenburgią

Pozornie rozpaczliwa sytuacja zakonu krzyżackiego latem 1454 r. nie odzwierciedlała jednak faktycznego układu sił. Królestwo Polskie nie mogło udzielić związkowcom wydatnej pomocy, gdyż przeżywało wówczas głęboki kryzys finansowy, związany z ruiną skarbu królewskiego na skutek prowadzonej przez poprzedniego króla Władysława Warneńczyka nieudanej wojny o Węgry i klęski w bitwie pod Warną w Bułgarii w 1444 r. Król Kazimierz IV Jagiellończyk nie mógł tym samym zmobilizować wojsk najemnych, gdyż nie miałby środków finansowych na ich opłacenie, i zdecydował się skierować przeciwko krzyżackiej twierdzy w Chojnicach pospolite ruszenie z województw wielkopolskiego i kujawskiego oraz chorągwie nadworne.
Z drugiej strony wielki mistrz Zakonu Ludwig von Erlichshausen w momencie wybuchu wojny nie kontrolował żadnej części państwa zakonu krzyżackiego i w efekcie nie mogąc zwołać pospolitego ruszenia, liczyć mógł jedynie na oddziały sojusznicze i najemników. Na ten cel przeznaczono wszystkie krzyżackie środki finansowe, w tym środki uzyskane z pożyczek oraz dochody z krzyżackich posiadłości w Rzeszy Niemieckiej (baliwatów). Zmobilizowane w Czechach i w Niemczech oddziały w liczbie ok. 15 tysięcy żołnierzy oddano pod dowództwo zdolnego i doświadczonego dowódcy Bernarda Szumborskiego. Do Krzyżaków dołączyły wojska księcia Rudolfa Żagańskiego (1900 ludzi). Ponieważ związkowcy zajęli wszystkie krzyżackie porty morskie, jedynym sposobem sprowadzenia najętej armii do Prus był lądowy marsz przez Nową Marchię i księstwa pomorskie pod oblegane przez pospolite ruszenie z Wielkopolski i Kujaw Chojnice.

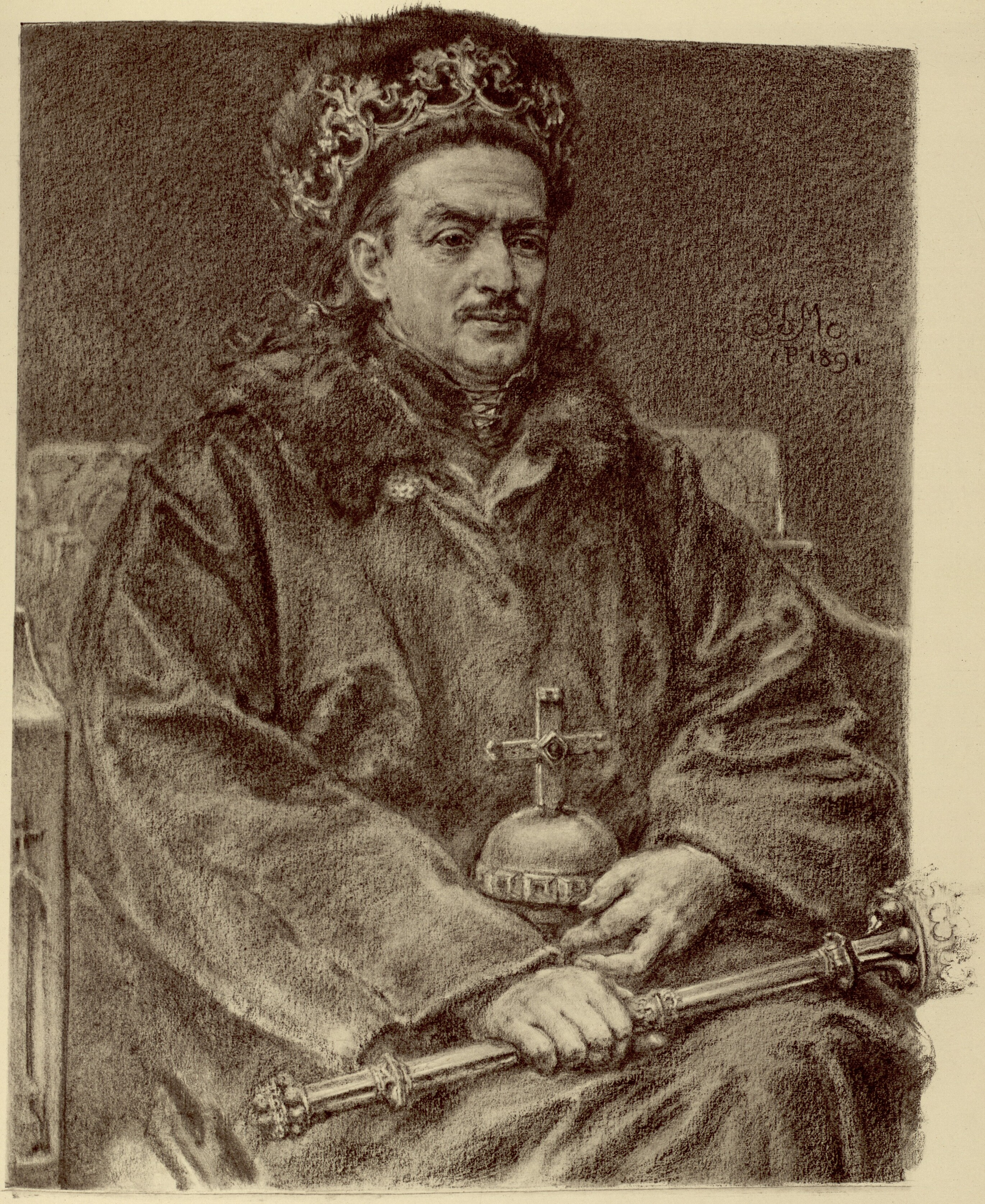
Król Kazimierz IV Jagiellończyk panował w Polsce w latach 1447–1492, zwycięstwo w wojnie trzynastoletniej było największym sukcesem tego władcy

Zmobilizowana w ramach pospolitego ruszenia pod Cerekwicę szlachta wielkopolska uznała niekontrolowane rządy magnackie i przewagę Małopolski za przyczynę ruiny finansowej Królestwa Polskiego i wzorem wypraw wojennych z lat 1414, 1419 i 1422 roku zażądała od władcy nadania różnych przywilejów. Wykorzystując trudną sytuację króla Kazimierza IV, pozbawionego wojsk nadwornych, wysunęła postulaty zwiększenia roli średniej szlachty i sejmików regionalnych kosztem ograniczenia wpływów oligarchii i wyższego kleru na rządy państwa polskiego w zamian za zgodę na wzięcie udziału w wyprawie. Akceptacja przez króla żądań rycerstwa i wystawienie przywileju dla szlachty wielkopolskiej w dniu 15 września 1454 r. w Cerekwicy umożliwiły podjęcie działań przeciwko Chojnicom siłami pospolitego ruszenia.

#### Kampania jesienno-zimowa 1454: marsz armii zakonnej w głąb państwa pruskiego
Zanim oblężenie Chojnic przyniosło jakiekolwiek skutki, pod twierdzę z odsieczą od zachodu nadeszły najemne wojska krzyżacko-śląskie dowodzone przez Bernarda von Zinnenberg i Rudolfa von Sagan. Liczyły one 15 000 żołnierzy i składały się w 40% z piechoty obsadzającej husyckie wozy bojowe. Król Kazimierz IV zdecydował się na bitwę i pod naciskiem wewnętrznie skłóconej rady powierzył dowództwo nad swoją liczącą ponad 16 000 żołnierzy armią niedoświadczonym wojskowo Wielkopolanom oraz zawarł porozumienie dotyczące spłaty żołdu z dowódcami pruskich najemników. Nie wyznaczono dowódcy naczelnego.
18 września 1454 r. Bitwa pod Chojnicami zakończyła się ciężką klęską wojsk polskich i pokazała wyższość najemnych wojsk nad pospolitym ruszeniem rycerstwa – po pierwszym udanym ataku polskiej kawalerii, w którym zginął von Sagan, a von Zinnenberg dostał się do niewoli natarcie polskie załamało się przy próbie zdobycia krzyżackiego wagenburga, a wojsko zostało zaskoczone wypadem załogi Chojnic na swoje skrzydło. Armia królewska została rozbita, poniosła straty przekraczające 3500 zabitych i wziętych do niewoli, a król musiał ratować się ucieczką.

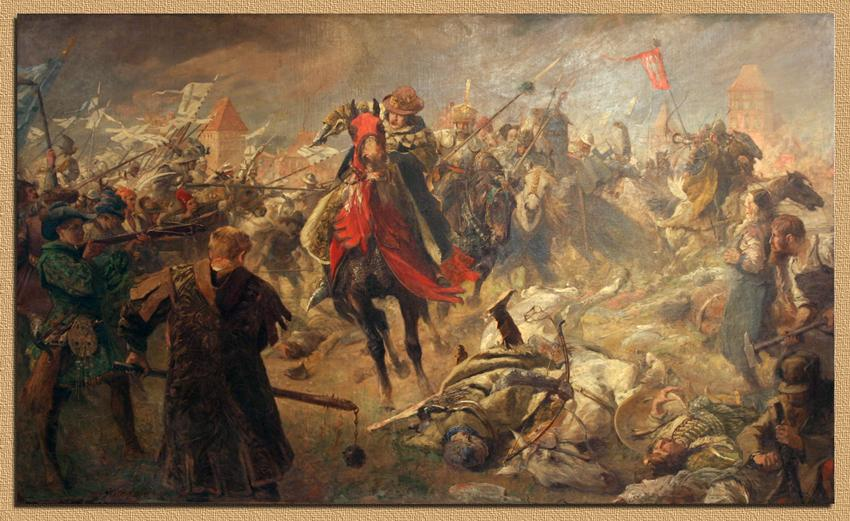
Bitwa pod Chojnicami 18 września 1454 roku – największa klęska wojsk Królestwa Polskiego w wojnie trzynastoletniej

Na skutek zwycięstwa pod Chojnicami armia krzyżacka uzyskała otwarty dostęp do państwa pruskiego i odsieczy Malborka, a ponadto wydzielone oddziały najemników mogły obsadzić odzyskane przez wielkiego mistrza miasta i twierdze. Jednocześnie prestiżowa klęska Kazimierza IV była wstrząsem dla znacznej części miasteczek i rycerstwa Prus i Pomorza, nieprzekonanych co do nowej władzy, a akt inkorporacji państwa pruskiego został podważony wśród państw Europy.
Klęska pod Chojnicami wymagała energicznych działań strony polskiej celem utrzymania stanu posiadania, gdyż w zmiennych warunkach najemne załogi twierdz przedstawiły wygórowane żądania i rozpoczęły rekwizycje wśród mieszczan i chłopów, skutkujące niepokojem i zbiegostwem. Coraz trudniejsze stawało się także utrzymanie przez Polskę i Toruń kontaktu z Gdańskiem i Dolnymi Prusami. W efekcie kolejne miasta i twierdze w obawie o krzyżackie represje za uprzednią zdradę albo ze względu na wzrost prokrzyżackich sympatii zaczęły przechodzić na stronę Zakonu, a wierność królowi utrzymały jedynie te twierdze na Pomorzu, które otrzymały wystarczająco szybko wsparcie militarne.
21 września 1454 r. zniesiono oblężenie Malborka, w dorzeczu Wisły po krótkim oblężeniu Krzyżakom poddał się Tczew, bez walki zajęto Gniew i Starogard oraz Iławę (15 listopada 1454 r.) i Tapiawę w dorzeczu Pregoły. Król Kazimierz IV zmuszony został do przekazania 3 stycznia 1455 r. Lęborka i Bytowa dożywotnio księciu pomorskiemu Erykowi II, gdyż nie był w stanie obronić zachodniej części Pomorza Gdańskiego. Jednocześnie władze Zakonu, nie dysponując dostatecznymi środkami na zapłacenie żołdu najemnikom, zdecydowały się podpisać z dowódcami oddziałów najemnych 9 października 1454 r. umowę, gwarantującą przyszłą zapłatę pod zastaw utrzymywanych przez najemników miast i twierdz w zamian za zgodę najemników na dalszą służbę.

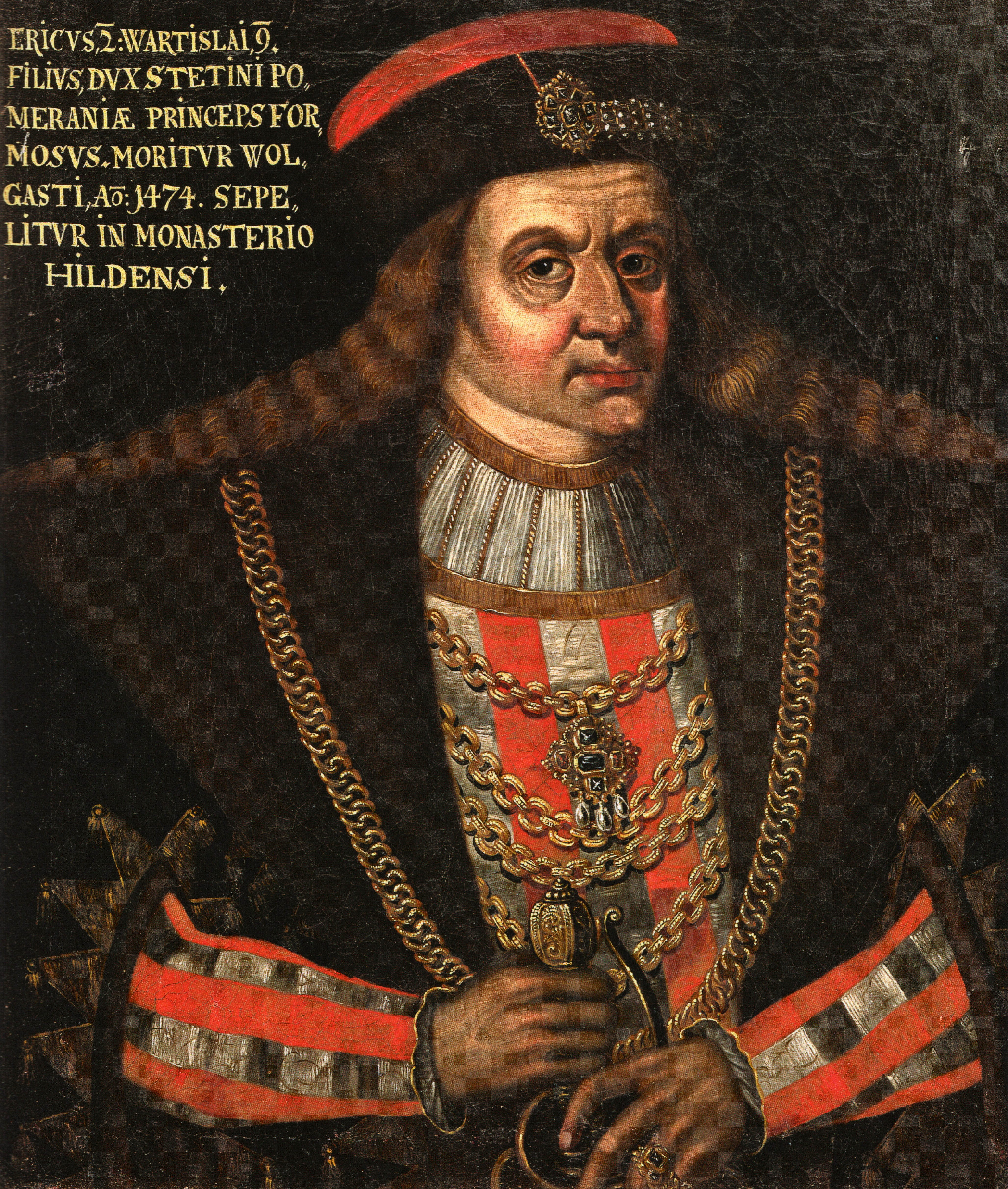
Książę Eryk II Pomorski

Z doraźną pomocą Związkowi Pruskiemu pospieszyła Litwa – na rozkaz Kazimierza IV starosta żmudzki Jan Kieżgajło obsadził rejon Połągi, blokując ewentualną możliwość dostarczenia Krzyżakom posiłków z Inflant.
Król Kazimierz IV usiłował przeciwdziałać dalszym postępom krzyżackiej kontrofensywy poprzez zorganizowanie wyprawy małopolskiego pospolitego ruszenia do Prus. Wymagało to przyznania szlachcie Małopolski i ziemi ruskich przywilejów podobnych do przywilejów cerekwickich, co nastąpiło 11 i 12 listopada 1454 r. w Nieszawie. Podjęta w efekcie wyprawa została zatrzymana przez Krzyżaków pod Łasinem 18 grudnia 1454 r. Strona polska oblegała bezskutecznie twierdzę do 13 stycznia 1455 r., kiedy – wobec braku widoków na jej zdobycie – zdecydowano się na odwrót. Umożliwiło to wojskom krzyżackim podjęcie próby opanowania Gdańska, udaremnionej na skutek porażki Krzyżaków w potyczce pod Biskupią Górką na przedmieściach Nowego Miasta Gdańska 13 stycznia 1455 r.
Kolejna wyprawa wielkiego mistrza doprowadziła do odbicia z rąk związkowych Działdowa (15 lutego 1455 r.), natomiast 9 marca 1455 r. Krzyżacy nie zdołali opanować Torunia ani Chełmna, gdyż wzmocniona załoga związkowa udaremniła prokrzyżacki spisek w tych miastach.
Zdobycie przez Krzyżaków pięciu z jedenastu twierdz strzegących przeprawy przez dolną Wisłę umożliwiło wojskom zakonu krzyżackiego swobodne manewrowanie na obydwu jej brzegach, przeprawianie się przez rzekę i tym samym atakowanie dowolnego miasta pod kontrolą Związku Pruskiego. Jednocześnie zagroziło handlowej żegludze związkowej na Wiśle, grożąc odcięciem Gdańska i Elbląga od Torunia, Chełmna i polskiego zaplecza i w konsekwencji ruiną ekonomiczną miast należących do Związku Pruskiego.
W lutym 1455 r. krzyżacka załoga Gniewu zagarnęła konwój statków z Torunia i Grudziądza oraz wespół z załogą Tczewa zbudowała na brzegu Wisły ziemno-drewniany fort (basteję), aby blokować ruch statków na rzece. W tej sytuacji Rada Miasta Gdańska zdecydowała się wprowadzić system zbrojnych konwojów 23 kwietnia 1455 r., a zjazd Związku Pruskiego w Elblągu uchwalił w lutym 1455 r. nowy podatek na ten cel. Popierał go patrycjat (najbogatsi mieszczanie i przedstawiciele kupców), ale przeciwne było pospólstwo (reprezentanci cechów rzemieślniczych), wśród którego spory związane z nową opłatą i koszty przedłużającej się wojny wywołały falę niezadowolenia z polityki Związku Pruskiego.

#### Bitwa o Knipawę i kampania letnio-jesienna 1455
W konsekwencji tego niezadowolenia 24 marca 1455 r. w dwóch z trzech głównych dzielnic Królewca (Königsberg) – Starym Mieście i Lipniku (Löbenicht) – wybuchły rewolty prokrzyżackie, a wierna Kazimierzowi IV Jagiellończykowi pozostała jedynie dzielnica portowa Knipawa (Kneiphof).

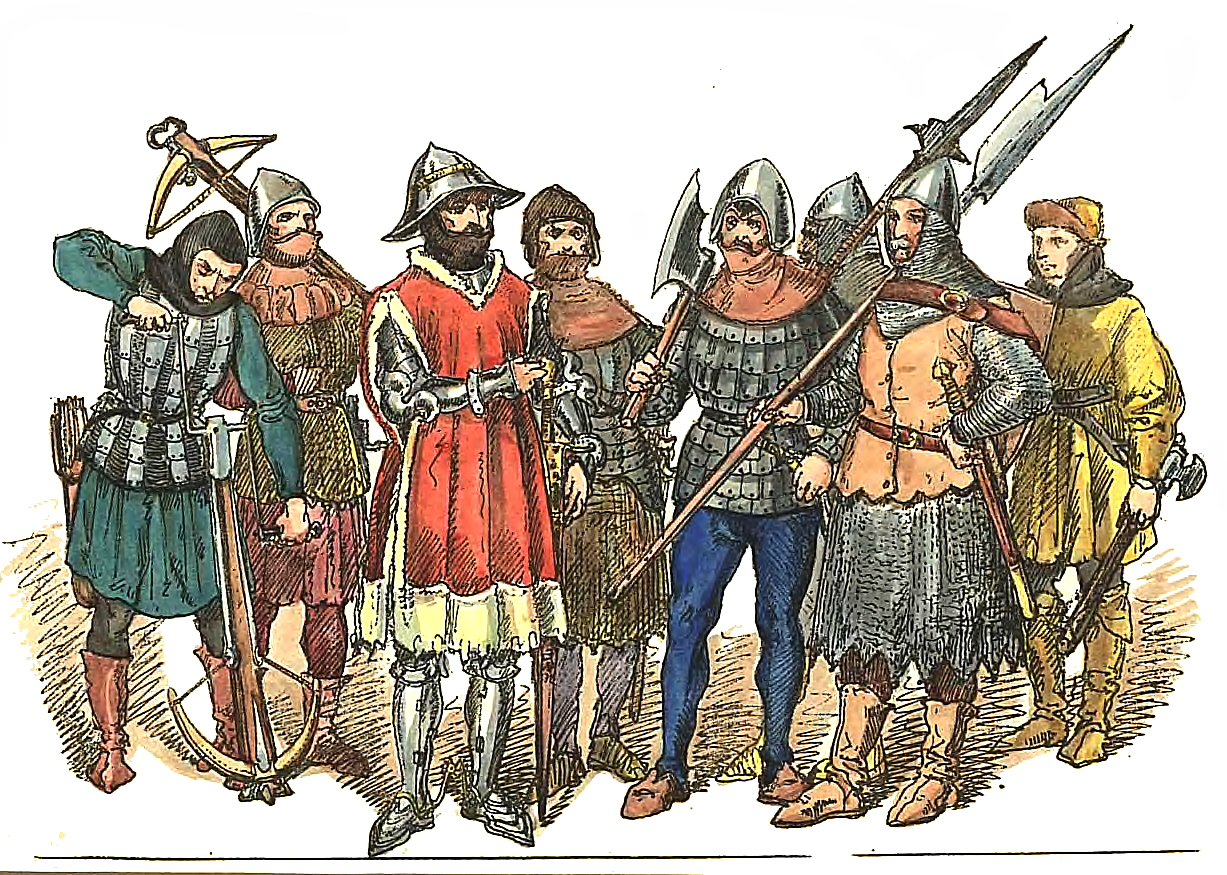
Wojsko Królestwa Polskiego 1447–1492

7 kwietnia 1455 r. wielki mistrz doprowadził do zawarcia regionalnego rozejmu ze związkowymi załogami twierdz Starogard i Nowe nad Wisłą (które odmówiły walk, gdy nie wypłacono im żołdu w umówionym terminie) i wyruszył z Malborka na czele wyprawy mającej zhołdować Dolne Prusy. 13 kwietnia 1455 r. dotarł do Królewca i rozpoczął oblężenie Knipawy, a 16 kwietnia 1455 r. przyjął hołd Starego Miasta Królewca i Lipnika, a następnie zhołdował Tapiawę (ponownie) i Labiawę w dorzeczu Pregoły oraz Regnatę i Tylżę w dorzeczu Niemna.
Pod wrażeniem tych sukcesów po stronie państwa zakonu krzyżackiego opowiedział się – wbrew stanowisku rad miejskich Rygi, Dorpatu i Rewla mistrz inflancki. W reakcji Litwini pod wodzą Kieżgajły wkroczyli na teren Zakonu i zajęli niewielkimi siłami zamek w Kłajpedzie (Memel) u ujścia Niemna.
Związek Pruski usiłował przyjść Knipawie z pomocą, ale do portu dotarły jedynie konwoje kwietniowe z Gdańska z niewielką (400 najemników) pomocą zbrojną. Majowe konwoje z żywnością zostały odparte przez żołnierzy von Plauena, a 25 maja 1455 r. odsiecz zorganizowana przez dolnopruskie pospolite ruszenie (2000 żołnierzy) pod dowództwem Ramsza Krzykoskiego została rozbita pod Pruską Iławą (ponad 1000 zabitych i wziętych do niewoli).

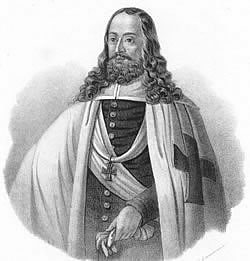
Krzyżacki dowódca z okresu wojny trzynastoletniej Heinrich Reuss von Plauen. W 1469 roku wybrany wielkim mistrzem zakonu krzyżackiego

Kolejna próba zniesienia oblężenia Knipawy, podjęta przez Kazimierza IV w czerwcu 1455 r. zakończyła się niepowodzeniem; król nie zdołał nakłonić Litwy do podjęcia działań zbrojnych przeciwko Zakonowi, a zorganizowana przez niego i przez miasto Gdańsk wyprawa 1600 najemników pod dowództwem Jana Skalskiego okazała się zbyt słaba i ograniczyła się do zajęcia Starego Miasta Braniewa i Dobrego Miasta oraz spustoszenia rejonu Bałgi. Uzyskawszy posiłki (600 najemników z Inflant oraz 1500-osobowy kontyngent Baltazara, księcia Żagania) von Plauen dysponował 4000 żołnierzami i 6 lipca 1455 r. rozpoczął ostateczny szturm Knipawy. 14 lipca 1455 r. dzielnica skapitulowała na honorowych warunkach.
W lipcu wojska Zakonu, atakując z Chojnic, opanowały Czarne i Debrzno, 10 lipca 1455 r. wyprawa zakonna z Gniewa spaliła Świecie, a w sierpniu zakon krzyżacki opanował Olsztyn i południową Warmię. Związkowcom udało się natomiast 21 lipca 1455 r. spalić Frombork i obsadzić warowną katedrę w tym mieście, a w sierpniu odeprzeć krzyżacki atak na Welawę (200 zabitych Krzyżaków). We wrześniu 1455 r. król Kazimierz IV zorganizował największą wyprawę pospolitego ruszenia do Prus (30–40 tys. zbrojnych), jednakże ofensywa załamała się 7 października po raz drugi pod bezskutecznie obleganą twierdzą w Łasinie. Nieefektywność pospolitego ruszenia w obleganiu miast prowadziła do przekonania, że w przyszłości wojnę prowadzić należy za pomocą wojsk najemnych.
W listopadzie 1455 r. wypad najemników krzyżackich z Królewca doprowadził do spalenia zamku i przedmieść w Kłajpedzie oraz odwrotu Litwinów z rejonu tego miasta. Wzmocnieni posiłkami z Inflant (200 najemników) Krzyżacy przeprowadzili w grudniu 1455 r. uderzenie na litewską Połągę, gdzie zniszczyli litewskie umocnienia ziemne, otwierając tym samym drogę z Prus do Inflant oraz trwale zdobywając drugi – po Królewcu – port nad Bałtykiem.

#### Skutki upadku Królewca dla dalszych działań wojennych

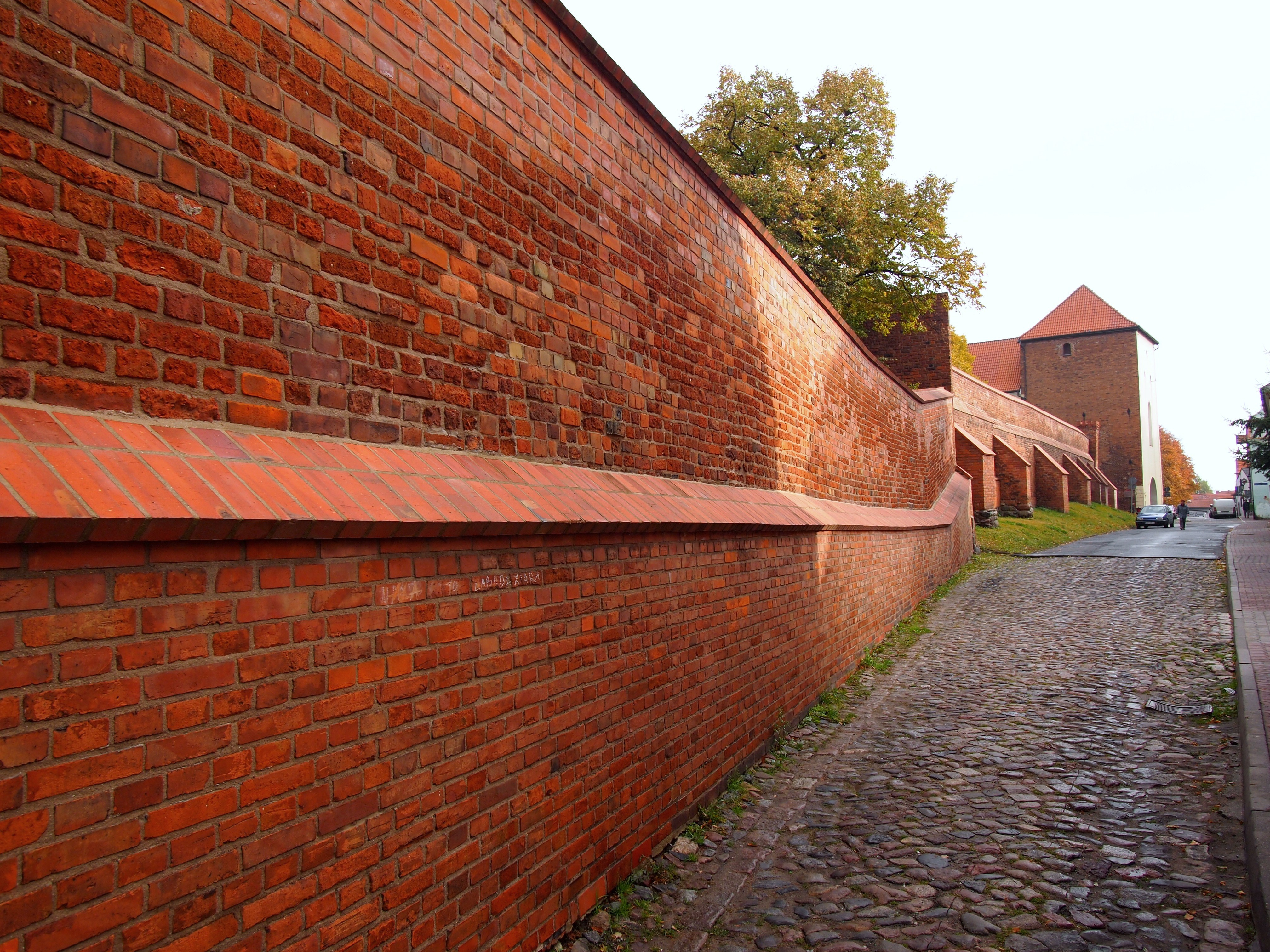
Odcinek murów miejskich Chełmna z widoczną bramą Grudziądzką. Miasto Chełmno, jedna z siedzib Związku Pruskiego 24 października 1457 roku przeszło na stronę Zakonu Krzyżackiego

Upadek Królewca trwale zmienił sytuację strategiczną walczących stron: Zakonowi Krzyżackiemu udało się odzyskać port nad Bałtykiem i tym samym możliwość morskiej komunikacji z Inflantami i zachodnią Europą oraz ostatecznie opanować ujście Pregoły – jednej z dwóch wielkich rzek państwa pruskiego. Stawiało to w bardzo ciężkiej sytuacji pozostające wciąż w rękach związkowych twierdze nad Pregołą i jej głównym dopływem – Łyną oraz spowodowało spadek znaczenia i prestiżu Związku Pruskiego we wschodniej części państwa zakonu krzyżackiego. Dodatkowo flota królewiecka przeszła na stronę Krzyżaków, zmuszając Gdańsk i Elbląg do wydzielenia części statków z Wisły i Nogatu do działań na Zatoce Świeżej i Zalewie Wiślanym. Ponadto w 1455 r. rada miasta Gdańska została zmuszona do podjęcia działań zbrojnych na Morzu Bałtyckim, aby sparaliżować krzyżacki handel, a także dowóz żywności i uzbrojenia dla Zakonu.
Sukces ten wywarł duże wrażenie na kapitule warmińskiej, która zgodziła się na opanowanie przez wielkiego mistrza posiadłości biskupich (Olsztyna i Fromborka), a także na poszczególnych miastach Związku Pruskiego. Wśród przeciwników Zakonu zapanowało przygnębienie, pojawiły się głosy o bezcelowości kontynuowania wojny oraz o braku perspektyw odniesienia ostatecznego sukcesu militarnego. Próba inkorporacji państwa zakonnego do Królestwa Polskiego zakończyła się niepowodzeniem.

### II etap wojny (1455–1458): wojna na wyniszczenie

#### 1456 – lato 1457: najemnicy panami położenia w Prusach[165]
Kryzys stronie związkowej udało się przełamać na skutek nieugiętej postawy miast pomorskich, które pod wodzą Gdańska oraz Jana i Ścibora Bażyńskich zdecydowane były na dalsze prowadzenie wojny.

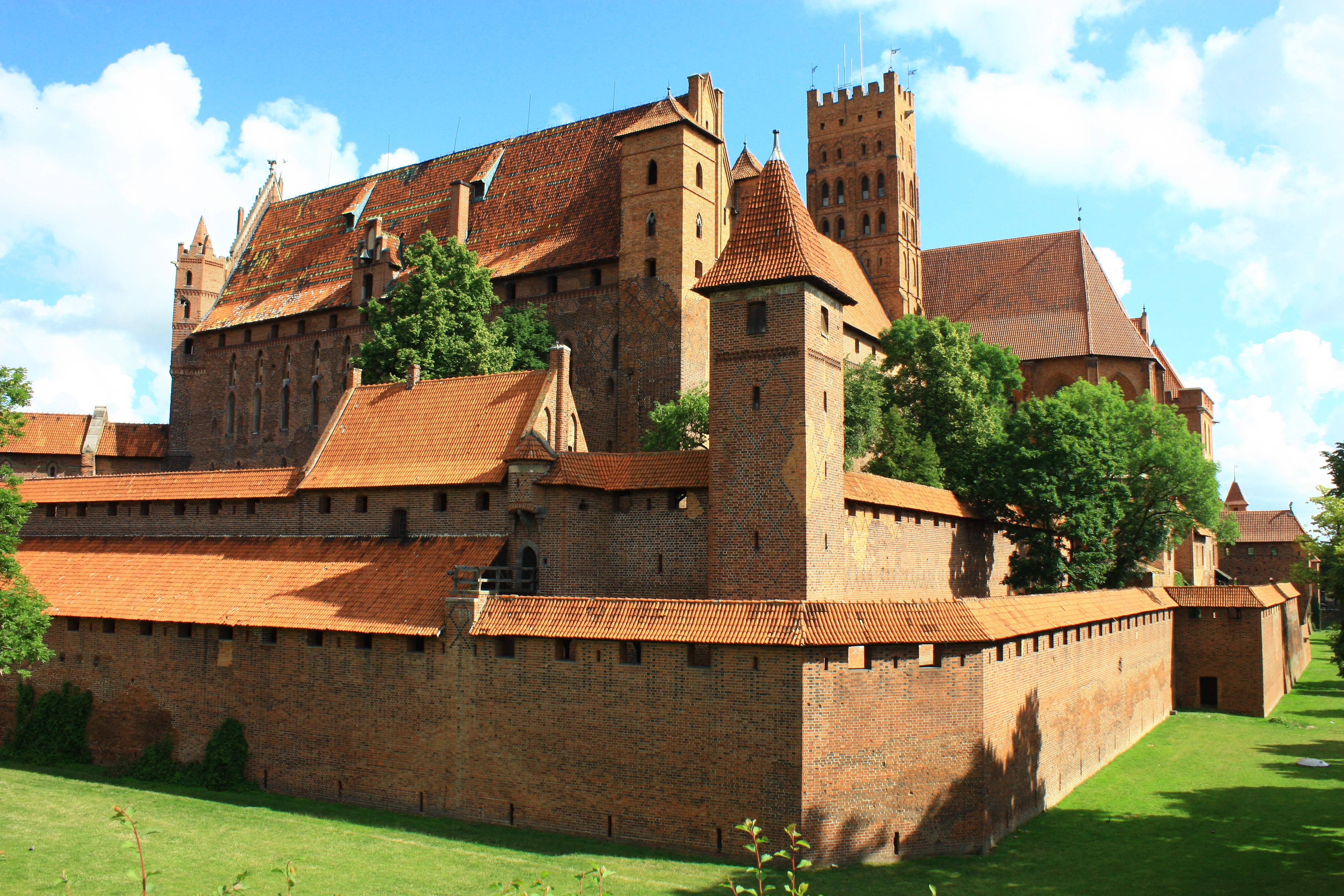
Zamek Wysoki w Malborku – niespłaceni najemnicy krzyżaccy przejęli zbrojnie twierdzę 2 maja 1455 r. i wobec bankructwa obydwu stron konfliktu stali się panami położenia w Prusach

Serię krzyżackich sukcesów zahamował kryzys finansowy związany z koniecznością opłacania wojsk najemnych, którymi Zakon prowadził działania wojenne. Już w kwietniu 1455 roku dług wielkiego mistrza u własnych oddziałów przekroczył 400 000 złotych węgierskich (czyli 640 000 grzywien pruskich). Najemnicy nie zgodzili się na kolejną prolongatę spłaty i odmówili dalszego prowadzenia działań wojennych, a brak perspektyw na spłatę tej kwoty doprowadził 2 maja 1455 r. do buntu najemników krzyżackich. Czescy i niemieccy rotmistrzowie na czele swoich wojsk przejęli twierdze w Malborku, Tczewie i Iławie pod zastaw niespłaconych zobowiązań i zatrzymali w krzyżackiej stolicy wielkiego mistrza Ludwiga von Erlichshausena w roli zakładnika.

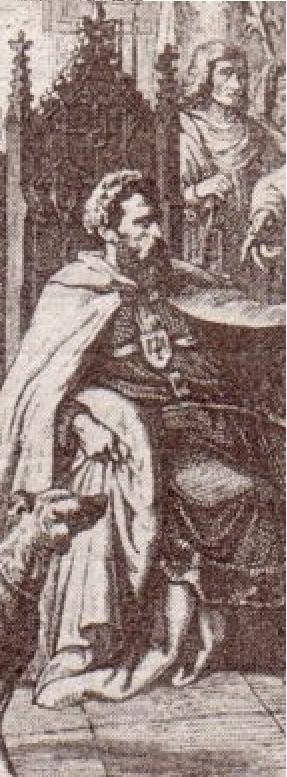
Wielki mistrz zakonu krzyżackiego Ludwig von Erlichshausen przekazujący twierdzę w Malborku najemnikom w 1455 roku

W czerwcu 1455 r., po rozbiciu dolnopruskiego pospolitego ruszenia w bitwie pod Iławą Pruską najemnicy dysponowali największą operującą w Prusach siłą zbrojną i mogąc dyktować obu zbankrutowanym stronom konfliktu warunki, zostali panami położenia, a nie spodziewając się odzyskać swych długów od wielkiego mistrza, przywódca rotmistrzów Oldrzych (Ulryk) Czerwonka (Oldřich Červenka) złożył propozycję sprzedaży utrzymywanych przez najemników 21 miast i twierdz Polsce. Wobec wygórowanych żądań najemników i trwającej od września do października 1455 r. nieudanej wielkiej wyprawy pospolitego ruszenia pod Łasin negocjacje prowadzone były przewlekle. Sytuacja negocjacyjna skomplikowała się, gdy w grudniu 1455 r. najemnicy krzyżaccy rozczarowani brakiem postępu w negocjacjach z przedstawicielami Związku Pruskiego i Królestwa Polskiego zagrozili złożeniem oferty kupna twierdz wszystkim potencjalnie zainteresowanym stronom (poza zakonem krzyżackim i Królestwem Polskim były to Inflanty, Brandenburgia, księstwa pomorskie oraz wygnany król Szwecji Karol Knutsson i biskupi warmińscy), aby przekazać zajęte twierdze w zamian za zaspokojenie swoich wierzytelności.
W styczniu 1456 r. Krzyżacy odbili twierdzę w Rynie oraz dokonali zemsty na buntujących się przeciwko samowoli krzyżackich załóg chłopach w rejonie Wielkich Jezior Mazurskich, a następnie opanowali w lutym 1456 r. katedrę we Fromborku i podjęli nieudaną wyprawę do ziemi chełmińskiej, w trakcie której ponieśli porażki pod Brodnicą i Lubawą. Na wiosnę – wobec braku środków finansowych po obydwu stronach na dalsze prowadzenie wojny – działania zbrojne na lądzie zamarły. Obydwie strony ograniczały się do niszczących wypadów uzbrojonych łodzi – 21 lutego 1456 r. Gdańszczanie wygrali potyczkę pod Tczewem (ok. 25 zabitych i wziętych do niewoli Krzyżaków), od sierpnia atakowali niezniszczone dotychczas przez działania wojenne Sambię i rejon Bałgi. 1 listopada 1456 r. gdański desant pod dowództwem Henryka von Stadena i Michała Ertmanna rabujący Sambię w rejonie Lőchstadt i Rybaków został rozbity przez krzyżacką załogę Królewca (ponad 250 zabitych i wziętych do niewoli, w tym dowódcy).
W lutym 1456 r. Rada Miasta Gdańska, po uprzednim ostrzeżeniu Związku Hanzeatyckiego, wystawiła listy kaperskie czterem kolejnym kapitanom, zezwalając im na atakowanie statków krzyżackich, inflanckich i duńskich oraz napadania na krzyżackie wybrzeża. Gdański desant (1000 najemników) wespół z Litwinami Kieżgajły ponownie obsadził rejon Połągi, przecinając drogę lądową z Inflant do Prus. 21 marca 1456 r. von Plauen nagłym atakiem zdobył litewskie umocnienia.
W czerwcu 1456 r. po raz kolejny nieopłacone w terminie związkowe załogi twierdz Nowe i Starogard odmówiły wykonywania rozkazów i rozpoczęły ściąganie haraczu od przepływających Wisłą statków handlowych na poczet zaległego żołdu.

##### Sprzedaż twierdz pruskich w 1457
Po negocjacjach prowadzonych przez Bażyńskich oraz kanclerza Jana Gruszczyńskiego ze strony związkowej i polskiej zawarto z reprezentowanymi przez Czerwonkę najemnikami 29 lipca 1456 r. układ w Toruniu przewidujący przekazanie do 6 grudnia 1456 r. w trzech turach 21 miast i twierdz stronie polskiej w zamian za olbrzymią kwotę 436 000 złotych węgierskich.
W odpowiedzi krzyżaccy dowódcy Szumborski i von Plauen wykorzystali rozbieżności zdania pomiędzy rotmistrzami czeskimi i niemieckimi i 14 sierpnia 1456 r. doprowadzili do wydania im przez najemników niemieckich 15 twierdz w zamian za doraźne zaliczki. 16 sierpnia 1456 r. Czerwonka zawarł z królem nowy układ, przewidujący przekazanie sześciu twierdz (Malborka, Tczewa, Iławy, Chojnic, Czarnego i Debrzna), ale załogi trzech ostatnich twierdz ostatecznie dały się przekonać do czekania na zapłatę przez Krzyżaków. Wielki mistrz potrzebne na zaliczki środki pozyskał dzięki specjalnemu podatkowi pobieranemu w Sambii oraz pożyczce otrzymanej z Inflant (200 000 zł węgierskich).

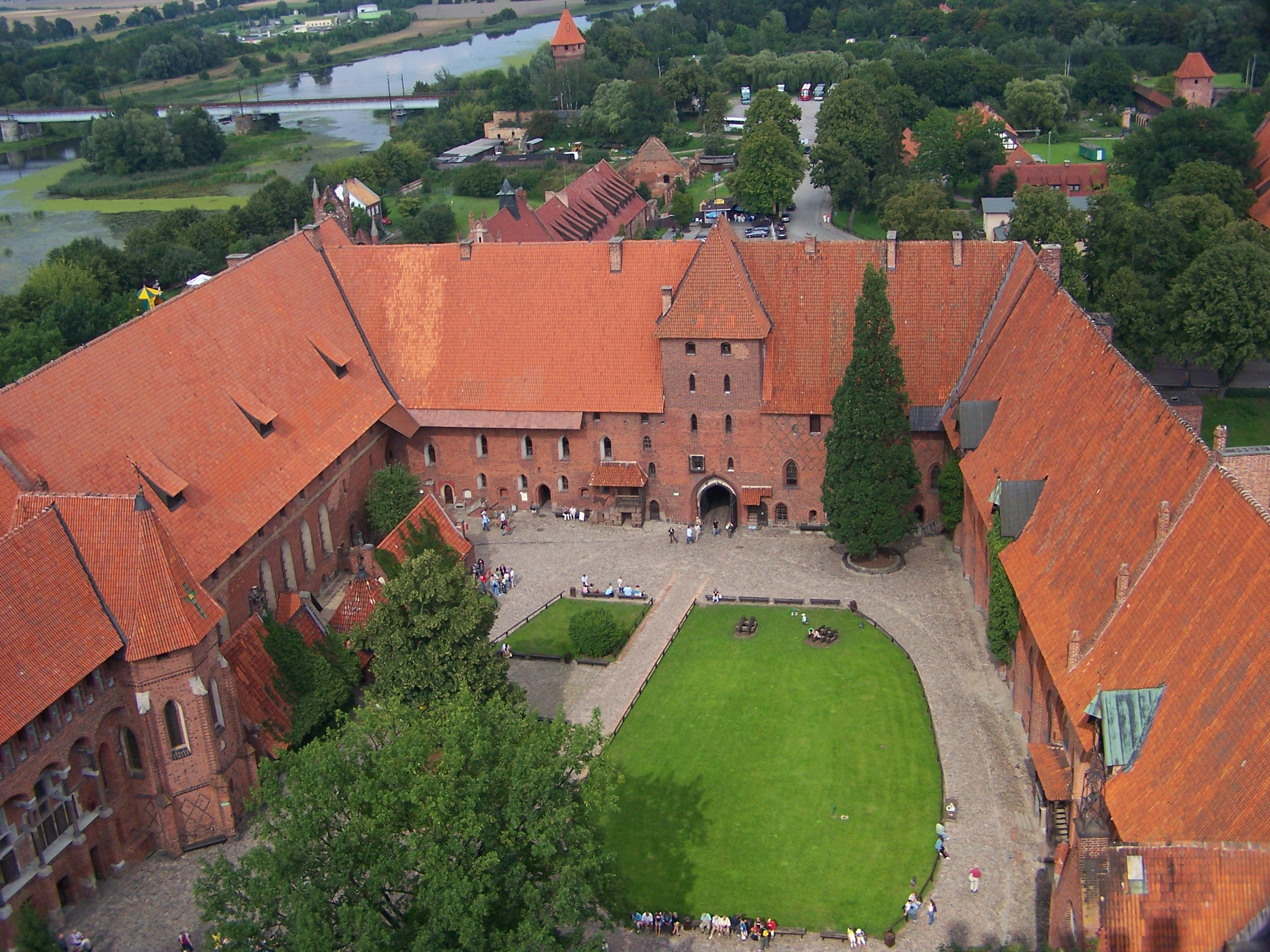
Dziedziniec Zamku Średniego w Malborku – po zakupie twierdzy od najemników król Kazimierz IV wjechał uroczyście do Malborka 8 czerwca 1457 roku

Latem 1456 r. Litwini pod dowództwem Kieżgajły raz jeszcze umocnili się w Połądze, a 5 sierpnia 1456 r. flota Gdańska uderzyła na Kłajpedę, spustoszyła okolice i rozpoczęła blokadę morską miasta.
We wrześniu 1456 r. na tle zbierania podatków koniecznych na spłatę najemników wybuchł w Toruniu antykrólewski bunt, stłumiony przez zbrojne załogi statków osłaniających konwoje wiślane.
Strona polska miała duży problem z zebraniem obiecanej najemnikom kwoty. Król Kazimierz IV, zbierając fundusze, wydał Gdańskowi tzw. Wielki Przywilej 15 i 25 maja 1457 r. nadający miastu duże uprawnienia handlowe i sądownicze na wybrzeżu Bałtyku, znacznie ograniczające władzę królewską oraz pożyczył od Karola Knutsona 15 000 grzywien pod zastaw Pucka i Łeby i ostatecznie 6 czerwca 1457 r. nabył od najemników miasto i twierdzę w Malborku (do którego król wjechał uroczyście 8 czerwca), a 13 czerwca Tczew i Iławę za łączną kwotę 190 000 złotych węgierskich. Starostą malborskim został Czerwonka, a wielki mistrz Ludwig von Erlichshausen uciekł do Chojnic.

#### Lato 1457 – jesień 1458: walki o opanowanie dróg wodnych
Król Kazimierz IV 24 sierpnia 1457 r. nadał przywileje Elblągowi, a 26 sierpnia 1457 r. Toruniowi w zamian za zobowiązanie do dalszego finansowania działań wojennych. Poza przywilejami Toruń uzyskał obietnicę likwidacji konkurencyjnego targu w Nieszawie.

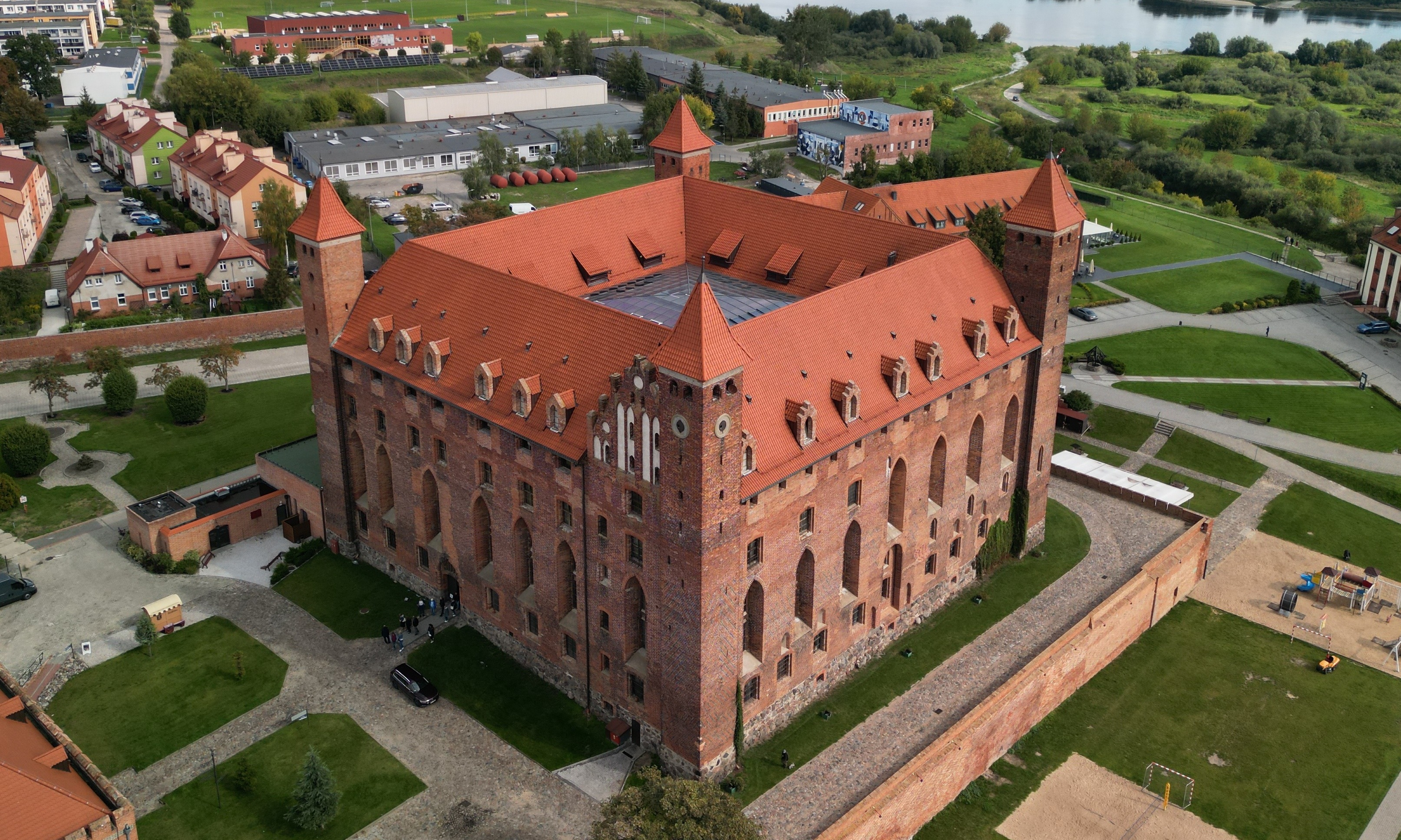
Zamek krzyżacki w Gniewie nad Wisłą, jedna z twierdz o kluczowym znaczeniu dla przebiegu wojny trzynastoletniej

Chcąc rozszerzyć powodzenie, król Kazimierz IV zorganizował wyprawę pospolitego ruszenia z Wielkopolski i najemników (ok. 1300 ludzi) wspieranych przez flotę gdańską (kilkanaście łodzi, ok. 350 najemników) pod dowództwem Prandoty Lubieszowskiego przeciwko ostatniej utrzymywanej przez Krzyżaków twierdzy nad Wisłą – Gniewowi (Mewe). Oblężenie rozpoczęte 30 lipca 1457 r. pomimo początkowych sukcesów (załodze brakowało zapasów i woli walki) skończyło się 22 września 1457 r. niepowodzeniem na skutek zdrady rycerza z pospolitego ruszenia (skazanego później na śmierć przez sąd królewski), który wszczął w polskim obozie bunt.
W trakcie trwania oblężenia Gniewu wielki mistrz von Erlichshausen zdołał potajemnie przedostać się łodzią rybacką z Chojnic do Królewca, który uczynił w sierpniu 1457 r. nową stolicą Zakonu i stamtąd prowadził dalszą walkę przeciwko królowi i Związkowi. Pozyskał na ten cel ograniczone, lecz stałe środki z nowo uchwalonych opłat w Sambii, ponadto pod naciskiem Czerwonki Bernard Szumborski został ostatecznie zwolniony z królewskiej niewoli i mógł objąć dowództwo nad armią krzyżacką. Rozpoczął on ofensywę w dorzeczu Łyny, plądrując okolice Welawy i Sępolna oraz wygrywając bitwę pod Kinkajmami, w której pokonał dowodzone przez Ottona Machwica związkowe oddziały z Warmii.

##### Bitwa o Malbork

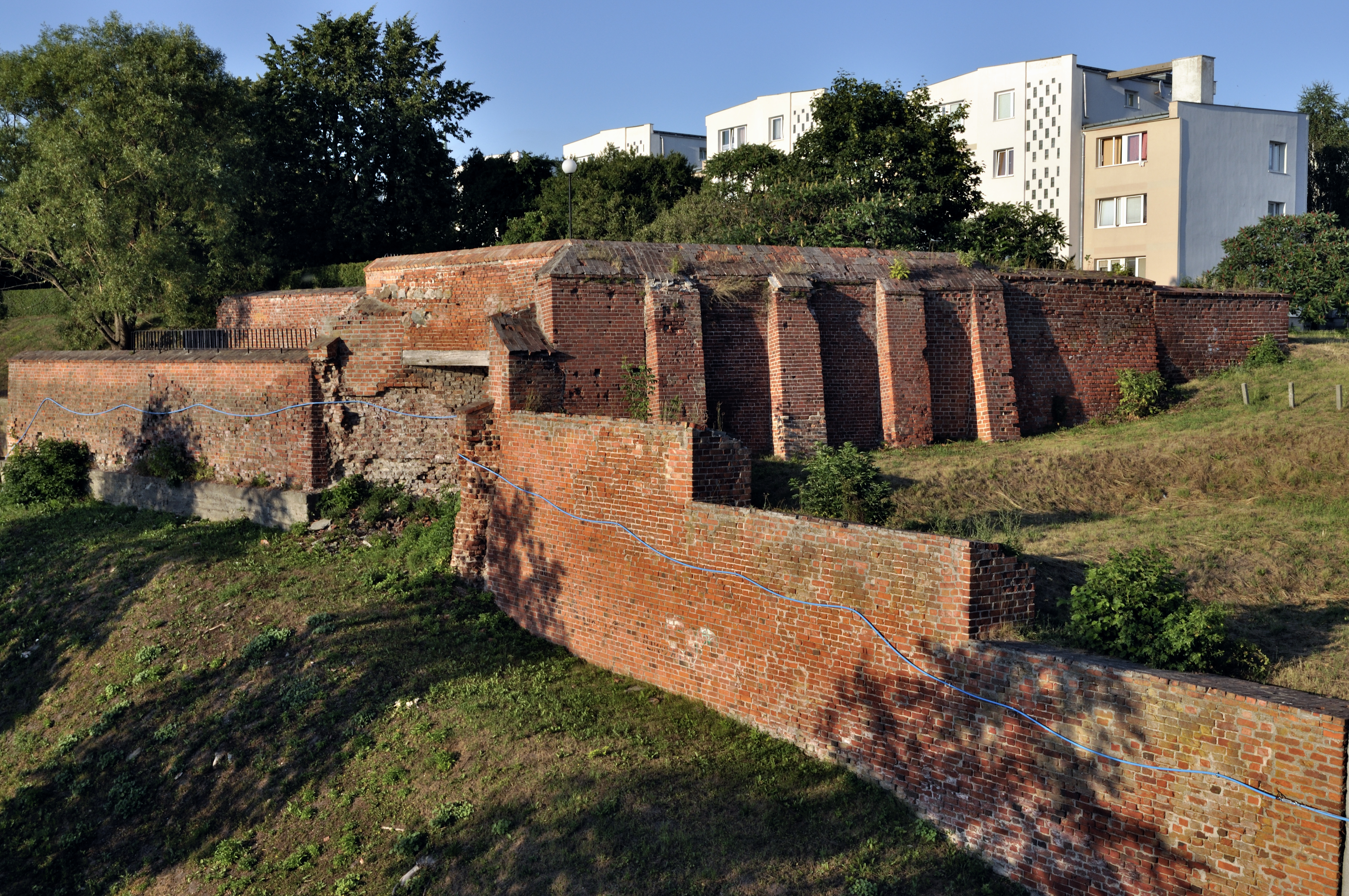
Resztki murów obronnych miasta Malborka – od 28 września 1457 roku do 6 sierpnia 1460 roku miasto znajdowało się w rękach Krzyżaków

Po rozpoznaniu sytuacji w Malborku oraz nawiązaniu kontaktu z przychylnymi Krzyżakom mieszkańcami miasta wielki mistrz von Erlichshausen wyprawił się pod Malbork i w nocy z 27 na 28 września 1457 r. wkroczył do miasta, zajmując je. Podjęty natychmiast szturm na twierdzę (zamek) został odparty przez załogę twierdzy dowodzoną przez Czerwonkę. W następnych dniach Krzyżacy umocnili się w mieście i rozpoczęli blokadę twierdzy, a Czerwonka podjął nękający ostrzał miasta z murów zamku. Pozostawiając patową sytuację, Szumborski rozpoczął wyprawę przez Żuławy Wiślane w kierunku Gdańska, zajmując mniejsze miejscowości, ale 1 października 1457 r. po potyczce pod Nowym Stawem marsz Krzyżaków został zatrzymany przez broniące się w formacji wagenburga oddziały gdańskie dowodzone przez Lubieszowskiego. Odwrót wojsk krzyżackich umożliwił wojskom związkowym z Elbląga i Gdańska nawiązanie współpracy z załogą twierdzy w Malborku i nadesłanie jej zaopatrzenia.
W drugiej połowie października Szumborski podjął wyprawę do ziemi chełmińskiej. Znacząca grupa mieszkańców Chełmna, rozgoryczona upadkiem gospodarki i znaczenia miasta oraz niechętnych Kazimierzowi IV, który nie nadał Chełmnu przywilejów na wzór Gdańska, Elbląga i Torunia, wyraziła gotowość ponownego uznania władzy Zakonu. Przewodził im najemnik Mikołaj Skalski. Uzyskawszy jej poparcie Szumborski 24 października 1457 r. opanował Chełmno, jedno z głównych miast siedzib związku pruskiego.

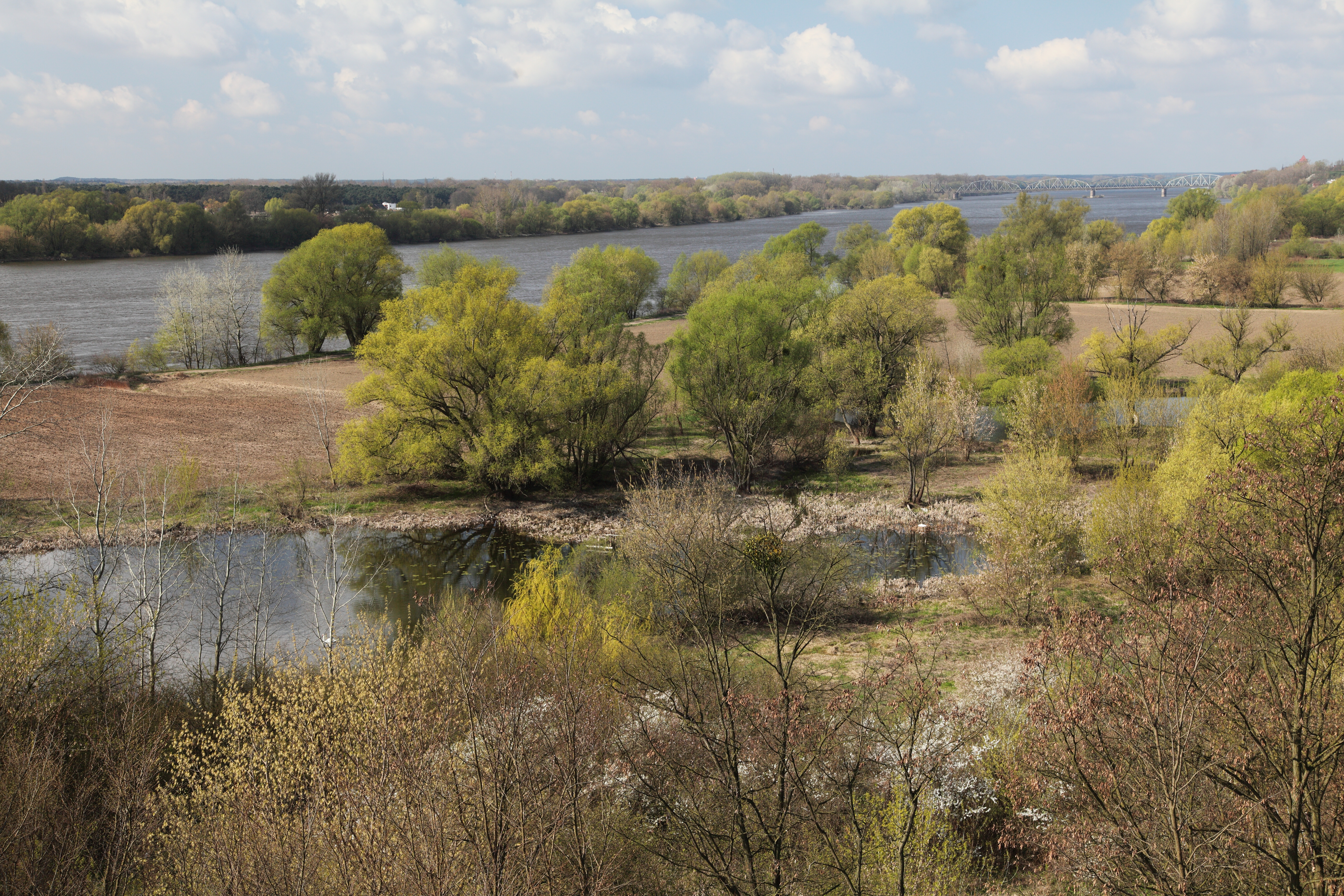
Dolina Wisły w okolicach Torunia

Odwrót Krzyżaków do Królewca umożliwił podjęcie 7 listopada 1457 r. wyprawy 4000 zbrojnych z Torunia, osłanianych przez uzbrojone łodzie, aby znieść blokadę twierdzy malborskiej. W dniu 20 listopada wyprawa dotarła do Malborka i rozpoczęła oblężenie miasta. Efektem konsekwentnie prowadzonej blokady i ostrzału Malborka było zrujnowanie miasta i spalenie młynów oraz upadek morale wygłodzonej załogi, która podjęła rokowania kapitulacyjne z oblegającymi. Sytuacja zmieniła się 19 stycznia 1458 r., gdy po dotarciu do Malborka i przełamaniu się do miasta konwoju z pomocą, dowodzonego przez Szumborskiego, krzyżacki garnizon został wzmocniony i dobrze wyekwipowany, a dowództwo objął Augustyn Trotzeler. Wypady krzyżackie zrujnowały Żuławy Wiślane, ale przeciwdziałanie Czerwonki i Ścibora z Ponieca skutkowało powstrzymaniem krzyżackiej ofensywy na Powiślu. Intensywność walk o miasto zmalała, natomiast 18 marca 1458 r. oblegający odparli rajd 400 najemników inflanckich eskortujących konwój z żywnością, zmuszając ich do wycofania się do Gniewu.
Krzyżacy zdołali jednak dostarczyć do oblężonego Malborka część zaopatrzenia drogą wodną przez Nogat oraz – pod dowództwem Szumborskiego – spalić 23 marca 1458 r. przedmieścia Torunia. 24 kwietnia 1458 r. krzyżacka załoga Gniewa w potyczce pod Walichnowami zaskoczyła i pokonała eskortę wiślanego konwoju z Torunia zdobywając i plądrując wszystkie statki, co – pomimo odbicia części statków przez przybyłą z odsieczą flotę elbląską – zdezorganizowało ruch związkowych konwojów na Wiśle, a 27 maja 1458 r. do oblężonego Malborka dotarł kolejny krzyżacki konwój z żywnością.

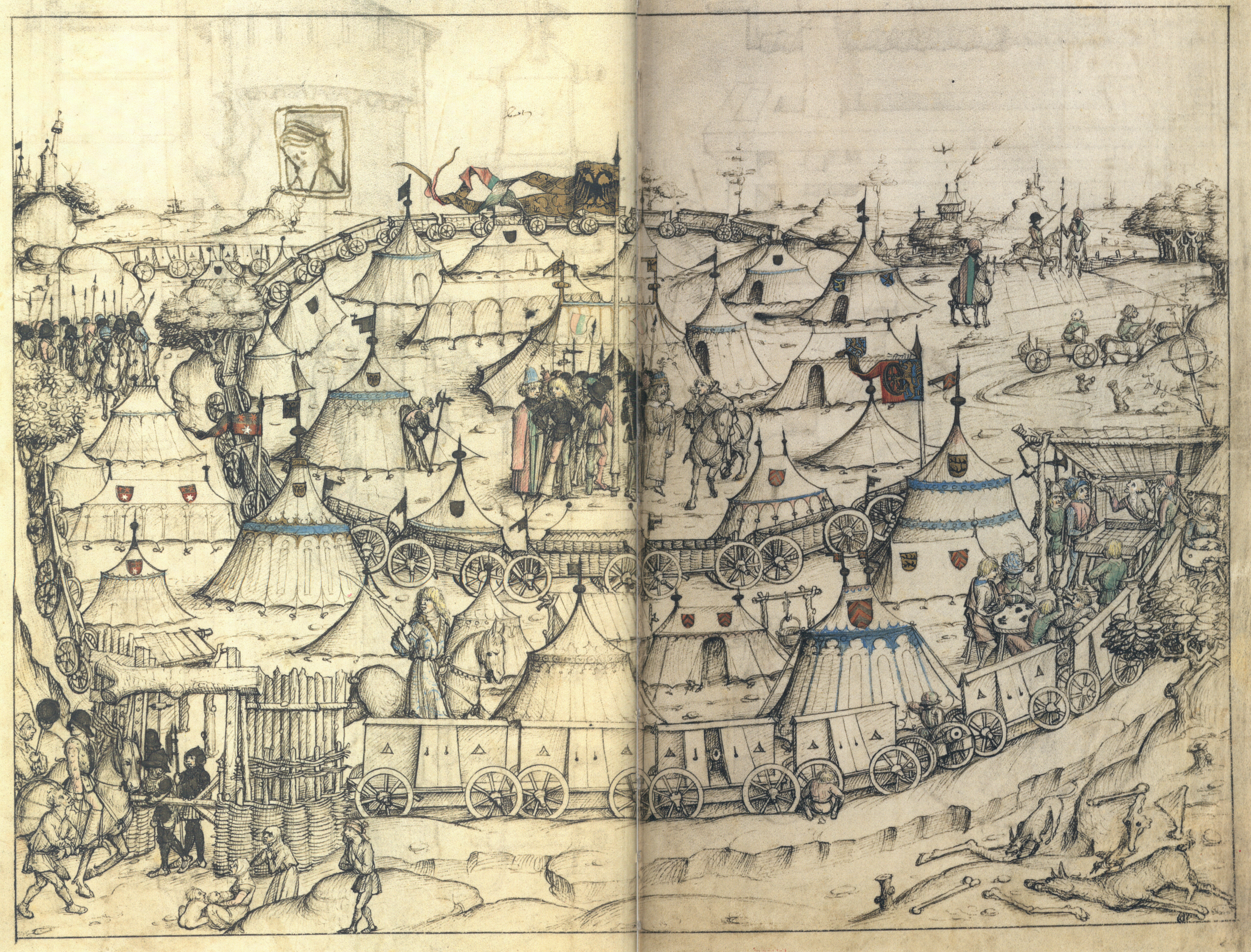
Tabor warowny na widoku z ok. 1480 roku

W reakcji na te niepowodzenia 20 lipca 1458 r. rozpoczęła się kolejna wyprawa pospolitego ruszenia (20 000 szlachty oraz 600 Tatarów z nadwornych chorągwi królewskich), dowodzona przez Piotra z Szamotuł. Po zdobyciu twierdzy w Papowie Biskupim wyprawa ruszyła pod Malbork, ale po dotarciu do oblężonego miasta nie zdecydowano się na szturm i przystąpiono do ponownego oblężenia miasta. W nocy z 15 na 16 sierpnia 1458 r. Krzyżacy zdobyli twierdzę w Nowem i rozpoczęli nękanie związkowej żeglugi handlowej z drugiej – obok Gniewa – pozycji nad dolną Wisłą.
Wobec nierozwiązanej sytuacji pod Malborkiem – strona polska nie potrafiła zdobyć miasta, a krzyżacka twierdzy – obydwie wyczerpane strony konfliktu zgodziły się na 9-miesięczny rozejm, podpisany 14 października 1458 r. w Prabutach, w trakcie którego nastąpić miały rokowania pokojowe.

#### Działania zbrojne na Morzu Bałtyckim w latach 1455–1458: wojna gdańsko-duńska

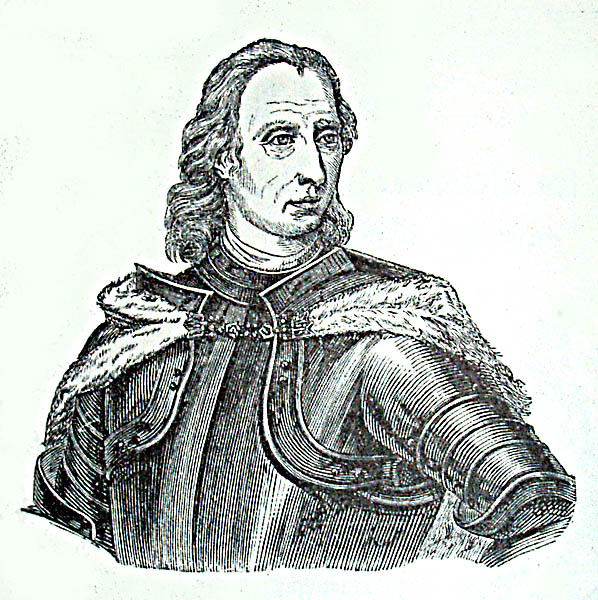
Chrystian I Oldenburg, król Danii; zainteresowany objęciem protektoratu nad Inflantami poparł zakon krzyżacki w wojnie trzynastoletniej

Poparcie Krzyżaków przez Inflanty na wiosnę 1455 r. wpisało konflikt pomiędzy Związkiem Pruskim i Polską a zakonem krzyżackim w szerszy kontekst rywalizacji o opanowanie wybrzeży Morza Bałtyckiego. Rządzona przez Christiana I Oldenburga Dania, zainteresowana opanowaniem portów na wschodnich wybrzeżach Bałtyku, po zawarciu układów z Inflantami oraz Lubeką we Flensburgu 1 czerwca 1455 r. wypowiedziała wojnę Królestwu Polskiemu i Związkowi Pruskiemu, a okręty duńskie rozpoczęły patrolowanie wybrzeża pruskiego. 14 lipca 1455 r. zakon krzyżacki odzyskał Królewiec (port w Knipawie), a w końcu listopada 1455 r. drugi port nad Bałtykiem – Kłajpedę. Krzyżacy uzyskali tym samym możliwość kontaktu z sojusznikami drogą morską oraz zagarniając ujścia Pregoły i Niemna i rozpoczęli przejmowanie handlu z Litwą opartego na kowieńskim szlaku wodnym.
W reakcji rada miasta Gdańska zmuszona została w 1455 r. do wystawienia listów kaperskich 13 kapitanom uzbrojonych statków morskich, zezwalając im na atakowanie statków zmierzających do i z Królewca oraz Kłajpedy, aby sparaliżować krzyżacki handel i dowóz żywności i uzbrojenia dla Zakonu. W 1456 r. Wojnę morską rozszerzono o zezwolenie na atakowanie statków płynących do Inflant oraz Dani, po czym nastąpiła wzajemna konfiskata towarów i statków duńskich w portach Związku Pruskiego i związkowych w Danii. W lutym 1456 r. rada miasta Gdańska, po uprzednim ostrzeżeniu Związku Hanzeatyckiego, wystawiła listy kaperskie 4 kolejnym kapitanom, zezwalając im na atakowanie statków krzyżackich, inflanckich i duńskich oraz napadanie na krzyżackie wybrzeża.
Odcięcie utrzymywanych przez wielkiego mistrza terytoriów od polskiego zaplecza gospodarczego spowodowało znaczny wzrost cen niektórych towarów, skutkujący dużą zyskownością handlu. Skłaniało to kupców hanzeatyckich i holenderskich do ryzykowania podróży do krzyżackich portów. W maju 1456 r. zmierzający do Królewca konwój amsterdamski dowodzony przez burmistrza miasta Mewesa Reymerssona został napadnięty przez Gdańszczan w okolicy Cieśniny Bałgijskiej, co skutkowało rozpoczęciem przez Amsterdam działań zbrojnych przeciwko flocie związkowej.

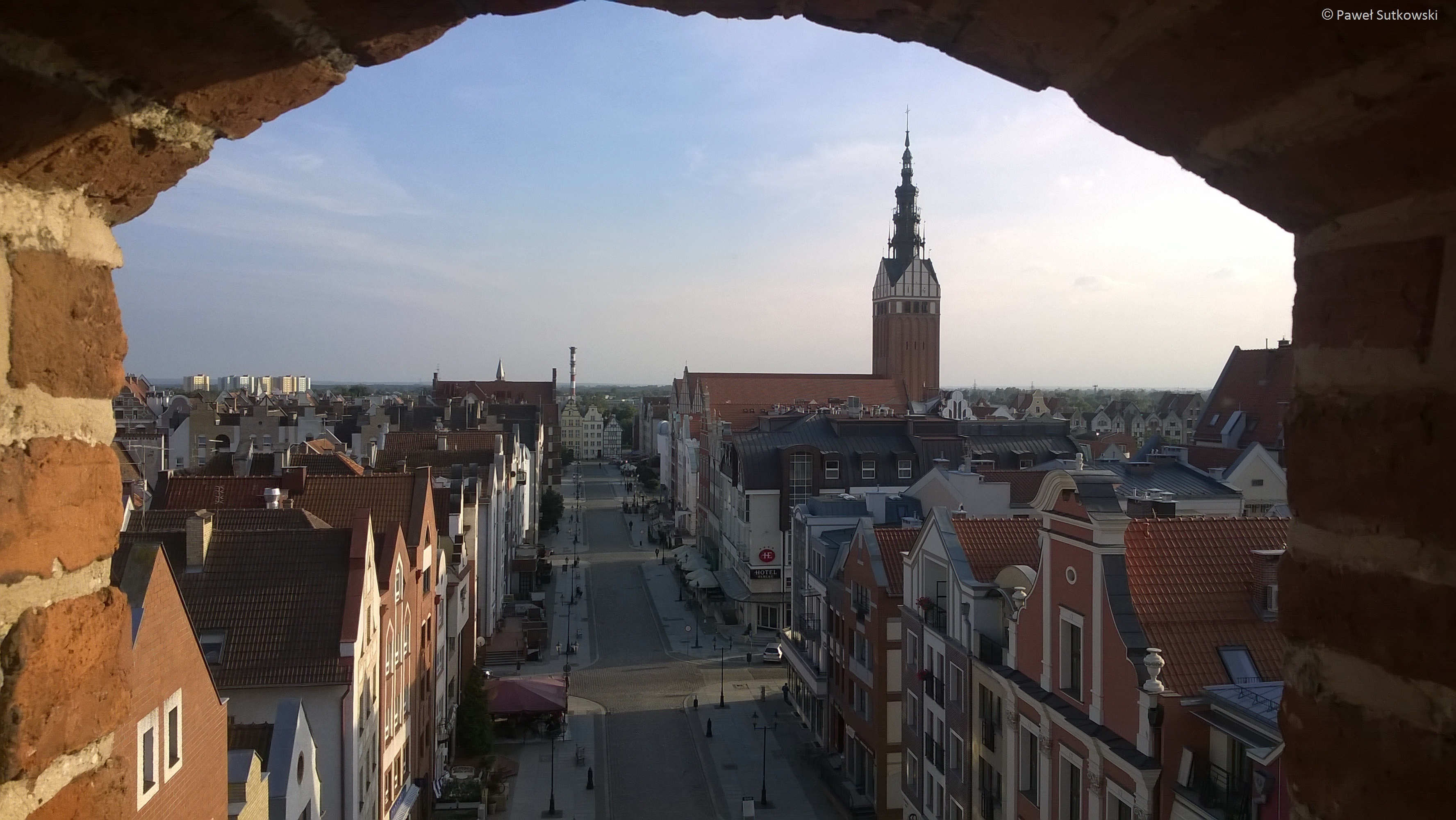
Stare Miasto w Elblągu, widok z Bramy Targowej

Powtarzające się starcia o Cieśninę Bałgijską, połączone z próbą zablokowania jej przez Związkowców zatopionymi wrakami odcięły Elbląg od Morza Bałtyckiego, na skutek czego handel elbląski skoncentrował się na przeładunku towarów eksportowanych i importowanych przez Gdańsk.
W lutym 1457 roku produńska opozycja wygnała ze Szwecji narodowego króla Karola Knutssona i 26 czerwca 1457 r. przywróciła władzę Christianowi I. W nocy z 14 na 15 sierpnia 1457 r. uzbrojone statki Gdańskie pod dowództwem Jakuba Heine w I bitwie koło Bornholmu rozbiły i zmusiły do odwrotu konwój duński zmierzający z pomocą dla Krzyżaków (jeden statek zatopiono).
Z początkiem 1458 r. Gdańsk zdecydował się na nieograniczoną wojnę morską i nasilenie ofensywy: wystawiono 21 listów kaperskich na wiosnę 1458 r. oraz 12 listów latem 1458 roku, a statki upoważniono do atakowania żeglugi duńskiej i inflanckiej w Cieśninach Duńskich i wzdłuż wybrzeży Pomorza Zachodniego i Meklemburgii, a także do napadania miast i portów Danii, duńskiej Norwegii oraz Gotlandii. Zdobycie przez gdańskich kaprów 45 statków sparaliżowało bałtycki handel, na skutek czego Związek Hanzeatycki zaczął naciskać na skonfliktowane strony, dążąc do przerwania działań wojennych. Zawieszenie broni pomiędzy Danią a Polską zawarto 28 lipca 1458 roku w Gdańsku, pozbawiając zakon krzyżacki głównego sojusznika, chociaż rozejm był sporadycznie naruszany przez obydwie strony.

### III etap wojny (jesień 1458 – wiosna 1462): kontrofensywa zakonu krzyżackiego

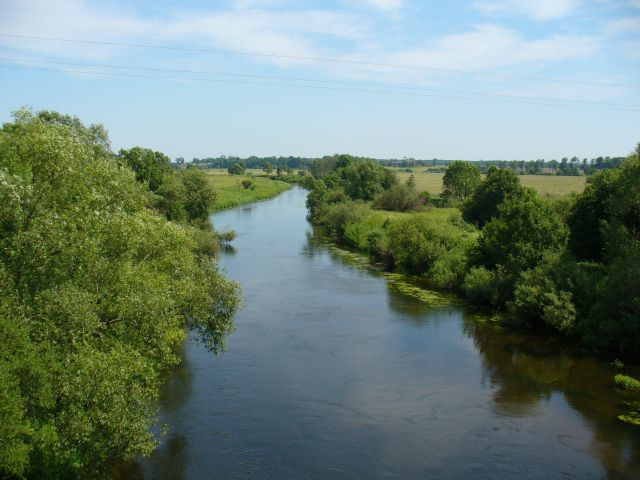
Dolna Łyna w okolicach ujścia do Pregoły

#### jesień 1458 – lato 1459 – okres rozejmu
Na sejmie piotrkowskim w styczniu 1459 r. przewagę zdobyła frakcja zdecydowana na kontynuację działań wojennych i pertraktacje pokojowe zostały zerwane. Okres rozejmu wykorzystali kupcy dla wznowienia handlu na wodnym szlaku handlowym na Wiśle i Pregole, gdyż rada Gdańska dla uniknięcia zadrażnień czasowo zrezygnowała z systemu konwojowego. Umożliwiło to dostarczenie zaopatrzenia do związkowych twierdz nad Łyną, ale na wiosnę 1459 r. wybuchły konflikty na tle pobierania haraczu od kupców przez krzyżackie załogi twierdz w Nowem i Gniewie oraz Tapiawie i Królewcu, jak i przez związkową twierdzę w Świeciu. Król Kazimierz IV Jagiellończyk zabronił nabywania glejtów bezpieczeństwa od najemników obydwu stron i w letnim sezonie handel rzeczny załamał się. Pomiędzy kwietniem a czerwcem 1459 r. zmarł książę Pomorza Eryk.

#### 1459: wznowienie działań wojennych
Działania zbrojne zostały wznowione 13 lipca 1459 r., lecz ograniczyły się do potyczek niewielkich oddziałów na Żuławach (pod Malborkiem) i Pomorzu (pod Lęborkiem) – obydwie strony, wyczerpane przedłużającą się wojną, nie mogły zmobilizować większych sił. Kolejny rozejm, nie obejmujący Pomorza Gdańskiego, stany pruskie zawarły w Elblągu listopadzie 1459 r.
Rada Miasta Gdańska przystąpiła do reorganizacji systemu konwojowego na Wiśle, narzucając stałą opłatę na najemników po jednej grzywnie pruskiej od łasztu towaru i ustanawiając komisję egzekwującą opłaty. Sejm piotrkowski 18 grudnia 1459 r. uchwalił zakaz odsprzedawania towarów krzyżackim załogom twierdz, a także podatek od towarów oraz od dochodów kleru na cele wojny. Wojewoda kujawski i Rada Miasta Torunia uzyskali prawo konfiskaty towarów od tych kupców, którzy wchodzili w układy z krzyżackimi najemnikami. Osłona październikowego konwoju do Gdańska odparła krzyżacki atak na statki i w odwecie spaliła przedmieścia Nowego.

#### Kampania 1460: walki na Pomorzu Gdańskim
Nowym gubernatorem Prus po śmierci Jana Bażyńskiego został jego brat Ścibor Bażyński. Z początkiem 1460 r. Krzyżacy jako pierwsi rozpoczęli działania zbrojne; oddział pod dowództwem Kaspera Nostyca wkroczył na teren Królestwa Polskiego i zdobył twierdzę w Wałczu, a oddział dowodzony przez wielkiego mistrza ruszył w górę Pregoły pod Welawę. Flotylla 24 okrętów związkowych pod dowództwem Jana Skalskiego zaatakowała pozbawione osłony wybrzeża Sambii i Zalewu Wiślanego, dokonując zniszczeń i rabunków, lecz nie była w stanie poważnie zagrozić tyłom armii krzyżackiej.

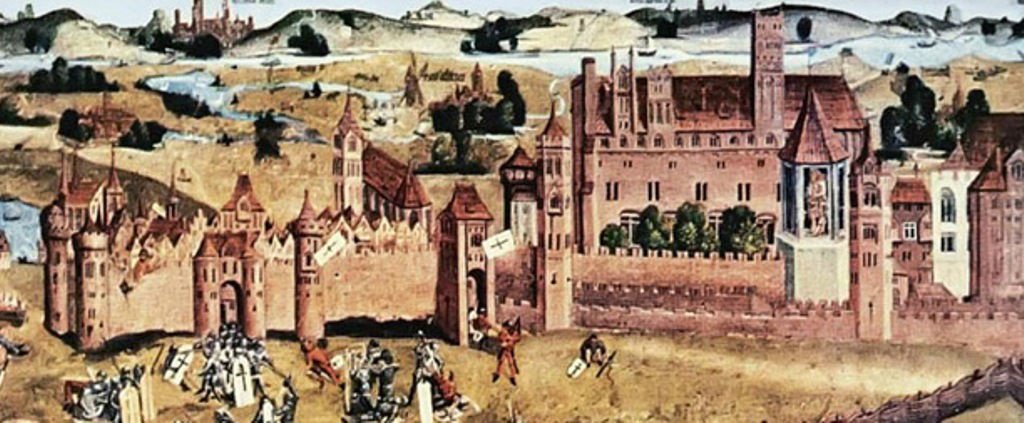
Oblężenie Malborka 1460 r.

W 1460 r. zmarł polski dowódca wojsk najemnych Prandota Lubieszowski. W marcu 1460 r. przed sądem królewskim w Pradze stawił się Oldrzych Czerwonka, oskarżony przez Bernarda Szumborskiego o złamanie zasad honoru poprzez sprzedaż zamków Polsce. Jerzy z Podiebradów rozstrzygnął spór pomiędzy najemnikami, będącymi poddanymi czeskimi na korzyść dowódcy krzyżackiego i Czerwonka został wtrącony do więzienia. Szumborski za uzyskaną pożyczkę zaciągnął 3000 najemników, na czele których wkroczył na Pomorze. Dołączyła do niego załoga Wałcza, która spaliła twierdzę po jej opuszczeniu. 

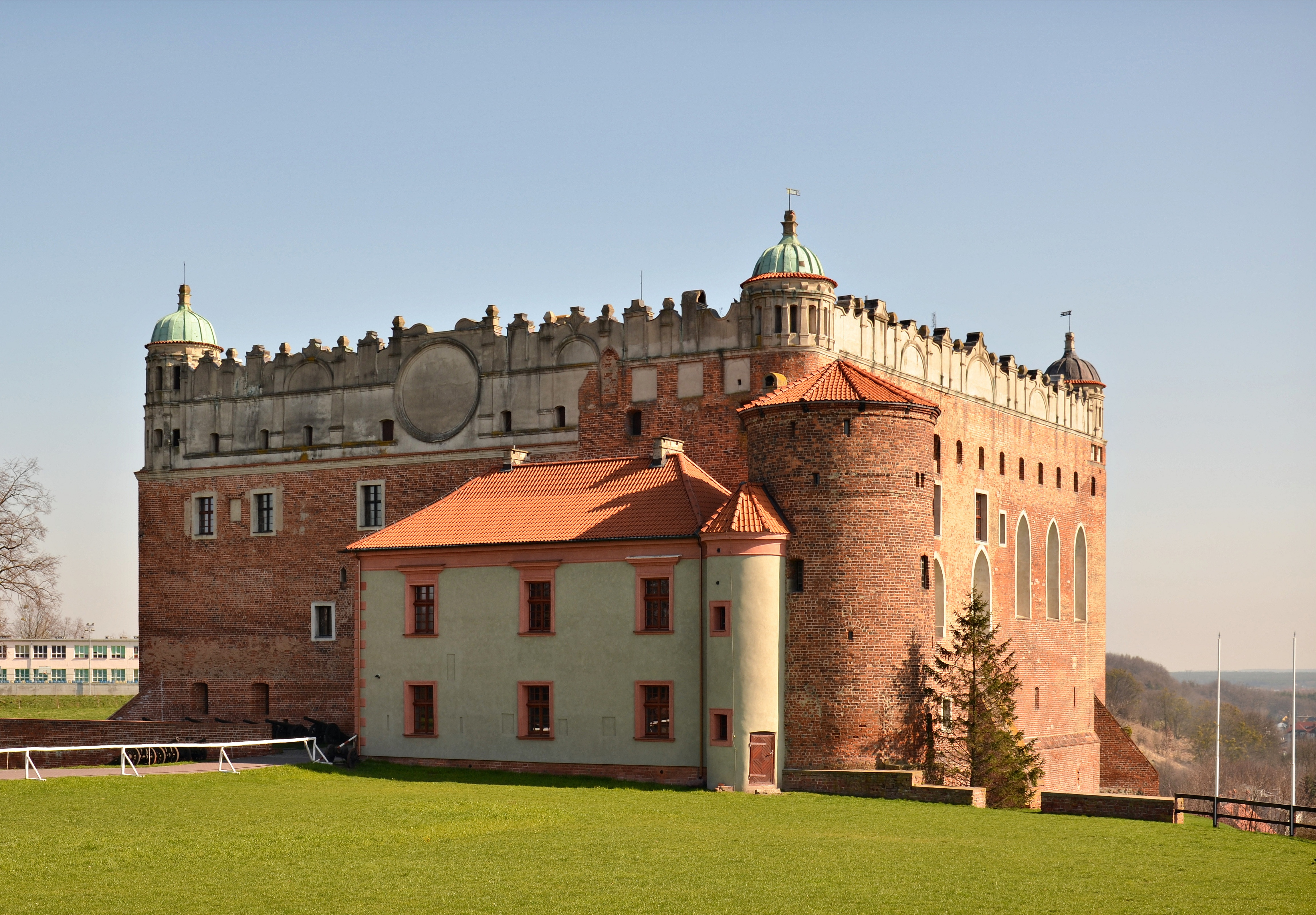
Zamek krzyżacki w Golubiu

Zanim Szumborski zdołał dotrzeć z odsieczą do Malborka, miasto skapitulowało przed wojskami królewskimi 6 sierpnia 1460 r. W reakcji Szumborski podzielił swoje siły; oddział dowodzony przez Rawenecka zaatakował Pruszcz Gdański i spalił przedmieścia Gdańska, biorąc ponad 300 Gdańszczan do niewoli, a następnie przeprowadził rajd wybrzeżem Zatoki Gdańskiej, 10 października 1460 r. zajął Lębork i Bytów, a 13 października 1460 r. Puck. Siły dowodzone przez Szumborskiego przekroczyły Wisłę i w oparciu o bazę w Chełmnie zdobyły Golub nad Drwęcą (przed 19 września 1460 r.), blokując zamek, a w nocy z 10 na 11 listopada jego siły zajęły twierdzę w Świeciu. W konsekwencji z końcem 1460 r. większość twierdz Pomorza Gdańskiego została opanowana przez Krzyżaków, a główne siedziby związku pruskiego – Gdańsk i Toruń – zostały bezpośrednio zagrożone.
Przeciwdziałanie Kazimierza IV ograniczyło się do zdobycia funduszy na zaciągnięcie 800 najemników, którzy zostali wysłani do obsadzenia Gdańska. Dowództwo nad tym oddziałem objął burgrabia krakowski Piotr Dunin. Pomimo krzyżackich sukcesów system konwojowy pozwolił związkowcom utrzymać transport na Wiśle.

#### Konflikt o Warmię i Dolne Prusy 1460–1461

Paweł Legendorf, biskup warmiński od 1460 r. W latach 1460–1464 utrzymywał neutralność Warmii, w 1464 r. opowiedział się przeciwko Krzyżakom

19 sierpnia 1458 r. tytularny biskup warmiński Eneasz Sylwiusz Piccolomini (Enea Silvio de Piccolomini) wybrany został papieżem i przyjął imię Piusa II. Skonfliktowany z Kazimierzem IV Jagiellończykiem mianował swoim następcą Pawła Legendorfa. Biskup Legendorf w październiku 1460 r. porozumiał się z wielkim mistrzem von Erlichshausenem co do neutralności Warmii. Związkowe załogi Pasłęka (Hollandt), Ornety (Wormditt) i Miłakowa (Liebstadt) w Północnej Warmii wobec braku otrzymania żołdu zawarły rozejm z Krzyżakami. 27 października 1460 r. przed wojskami zakonu krzyżackiego skapitulowała Welawa. Legendorf pomiędzy styczniem a sierpniem opanował Dobre Miasto (Guttstadt), Jeziorany (Seeburg) i Lidzbark (Lautenburg). Przeciwdziałanie floty związkowej pod dowództwem Jana Skalskiego uniemożliwiło opanowanie nadbrzeżnego Braniewa w kwietniu 1460 r. oraz doprowadziło do ponownego ograbienia wybrzeży Sambii, lecz nie zapobiegło to kolejnym sukcesom krzyżackim w dorzeczu Łyny.

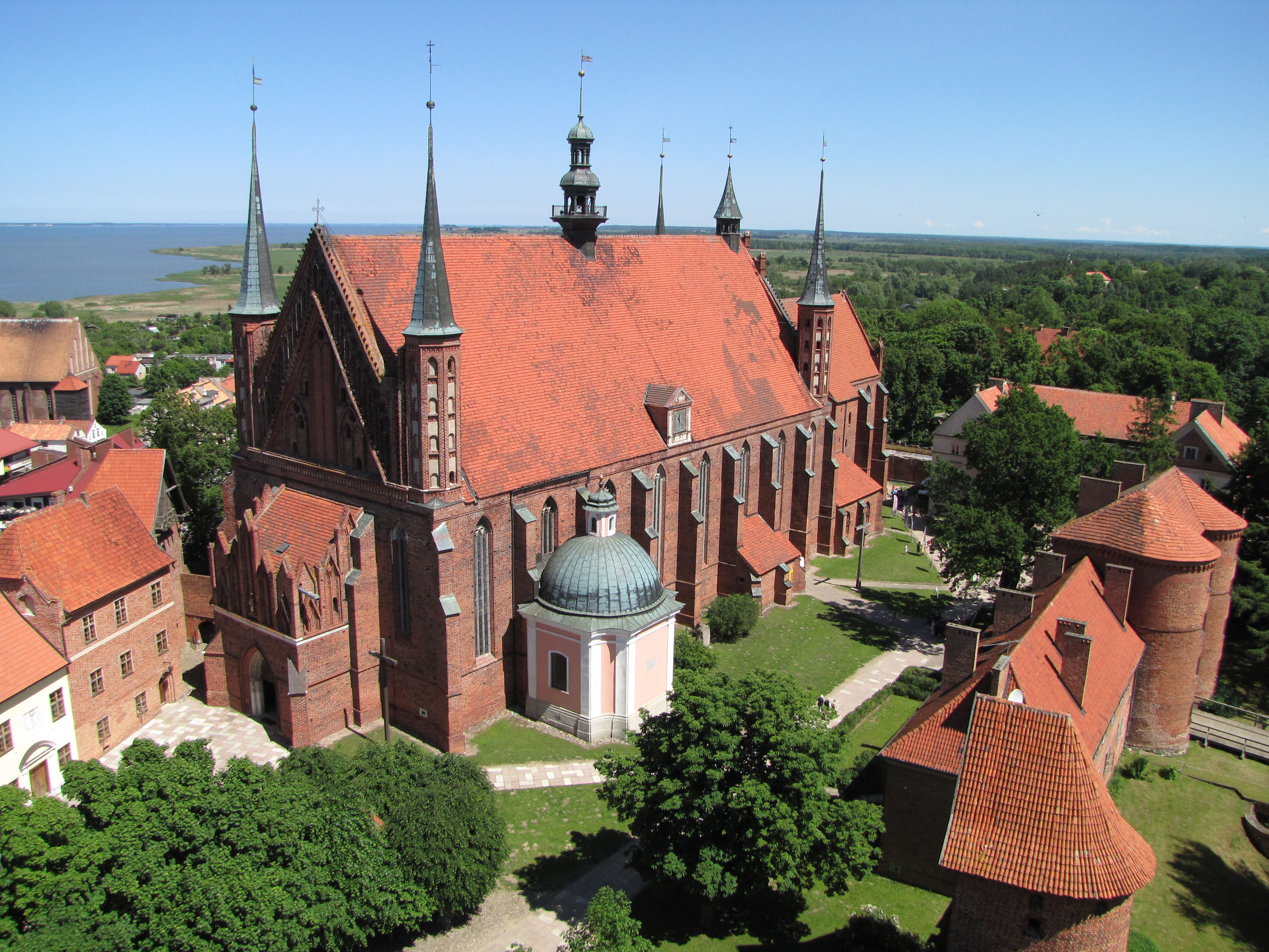
Katedra we Fromborku

Pospolite ruszenie Wielkopolski i Małopolski wsparte kontyngentami mazowieckimi, zwołane przez króla Kazimierza IV na Kujawy zamiast – zgodnie z początkowym planem – do Dolnych Prus zostało skierowane na zachodnie Pomorze Gdańskie.
W nocy z 10 na 11 września 1461 r. przeciwne dalszemu bazowaniu floty Skalskiego w mieście Braniewo przeszło na stronę biskupa Legendorfa, który natychmiast po tym sukcesie zaatakował Frombork i obległ utrzymywaną przez związkowców katedrę.
W nocy z 15 na 16 września 1461 r. wielki mistrz von Erlichshausen zdobył Frydland, 18 października Sępopol (Schippenbeil) nad Łyną i Kętrzyn (Rastenburg), a 27 października 1461 r. – Morąg (Mohrungen). W efekcie kampanii 1461 r. Dolne Prusy znalazły się ponownie pod panowaniem zakonu krzyżackiego, a Warmia została opanowana przez biskupa Pawła Legendorfa.
Związkowcy wsparci najemnikami królewskimi kontratakowali nad Zalewem Wiślanym, zmuszając w październiku 1461 r. Legendorfa i Krzyżaków do odwrotu spod Fromborka, a w nocy z 29 na 30 listopada 1461 r. bezskutecznie atakując Braniewo, gdzie Skalski został ranny.

#### Kampania 1461: ostatnia wyprawa pospolitego ruszenia

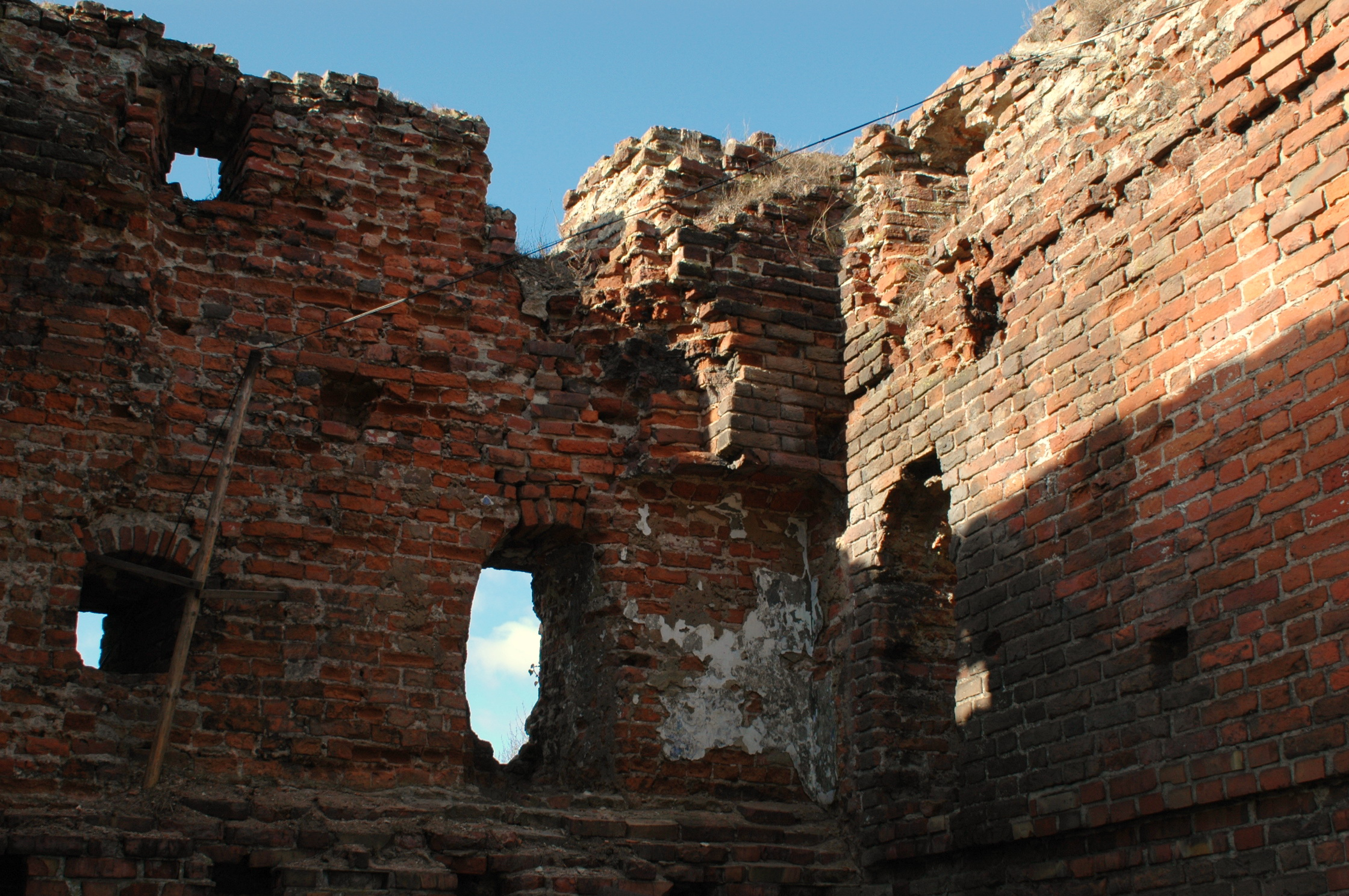
Ruiny murów miejskich Debrzna

Początkowo zamiarem króla Kazimierza IV było skierowanie wyprawy zwołanego wczesnym latem 1461 r. na Kujawy pospolitego ruszenia nad Łynę, na pomoc załogom twierdz oblężonych przez Krzyżaków i biskupa Legendorfa. W tym celu zaczęto przygotowywać most, po którym wyprawa miała przekroczyć Wisłę. Ostatecznie doradcy królewscy wymogli zmianę celu wyprawy na zachodnie Pomorze Gdańskie, aby przeprowadzić zbrojną demonstrację na granicy pogrążonego w chaosie po śmierci Eryka Pomorskiego Księstwa Słupskiego i zaatakować twierdzę w Chojnicach, przez którą Krzyżacy sprowadzali posiłki drogą lądową.
16 lipca 1461 r. w Krakowie w trakcie wywołanych swoją postawą rozruchów z ręki mieszczan zginął starosta chełmski Andrzej Tęczyński, brat kasztelana krakowskiego Jana. Na wieść o śmierci i zbezczeszczeniu ciała przedstawiciela najpotężniejszego rodu możnowładzkiego zebrane rycerstwo wysunęło żądania ukarania miasta i zagroziło, że w przeciwnym przypadku samo ruszy pod Kraków zbrojnie wymierzyć sprawiedliwość. Król Kazimierz IV stanął po stronie szlachty, obiecując spełnienie żądań, i wyprawa 25 sierpnia 1461 r. przekroczyła przedwojenną granicę Prus, 1 września 1461 r. zdobyła twierdzę w Debrznie i przystąpiła do blokady utrzymywanych przez Nostyca Chojnic. Jednocześnie karna ekspedycja na teren Księstwa Słupskiego splądrowała Szczecinek.

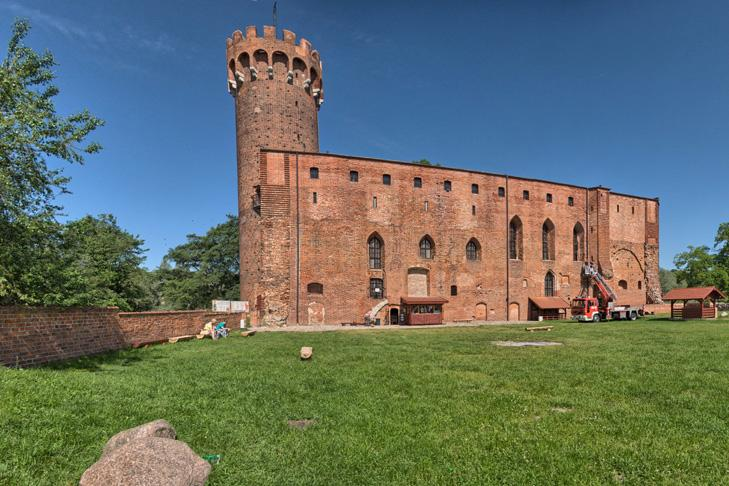
Zamek krzyżacki w Świeciu

Brak postępu blokady Chojnic, polityczne walki frakcyjne i pogarszające się warunki atmosferyczne wpłynęły na podjęcie we wrześniu dwóch istotnych decyzji, to jest o demobilizacji pospolitego ruszenia oraz o uchwaleniu podatku na dalsze prowadzenie wojny za pomocą najemników, za czym orędował kasztelan Jan Tęczyński. Kazimierz IV wycofał się spod Chojnic i 25 września 1461 r. na zjeździe stanów pruskich w Bydgoszczy przeprosił za dotychczasowe niepowodzenie i przedstawił zmienioną strategię działania, która została przyjęta przez związkowców.
16 października 1461 r. Związek Pruski odbił twierdzę w Świeciu, a 31 października 1461 r. przybyłe na Pomorze siły pod dowództwem awansowanego na marszałka nadwornego Piotra Dunina, liczące 2000 najemników, zdobyły szturmem twierdzę w Łasiniu i – po przeniesieniu łodzi z Nogatu – twierdzę w Sztumie. W nocy z 11 na 12 listopada 1461 r. Dunin i Szymborski starli się pod Brodnicą; Krzyżacy, współpracując z mieszkańcami, zajęli miasto, ale nie zdołali zdobyć twierdzy. Wyprawa Dunina z Łasina dostarczyła na zamek zaopatrzenie i zadała oblegającym go Krzyżakom dotkliwe straty. Związkowcom udało się wśród zaciętych walk eskorty z wypadami krzyżackimi z Nowego i Gniewa utrzymać niezakłócony ruch konwojów na Wiśle.

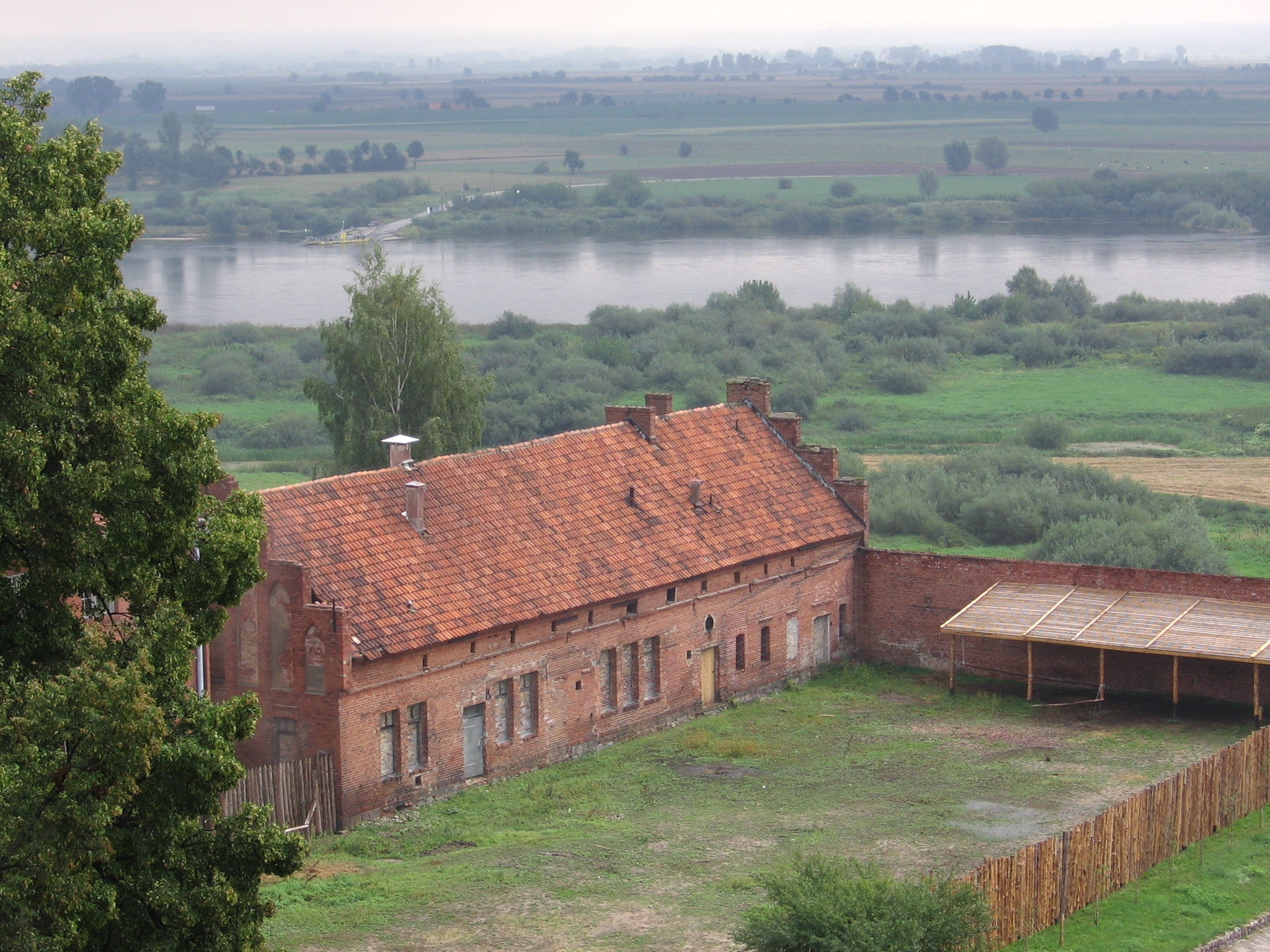
Wisła widziana z twierdzy w Gniewie

8 grudnia 1461 r. Raweneck opanował Stargard, 6 stycznia 1462 r. Krzyżacy pod wodzą Nostyca odbili Debrzno, a 5 marca 1462 r. skapitulowała twierdza w Brodnicy.

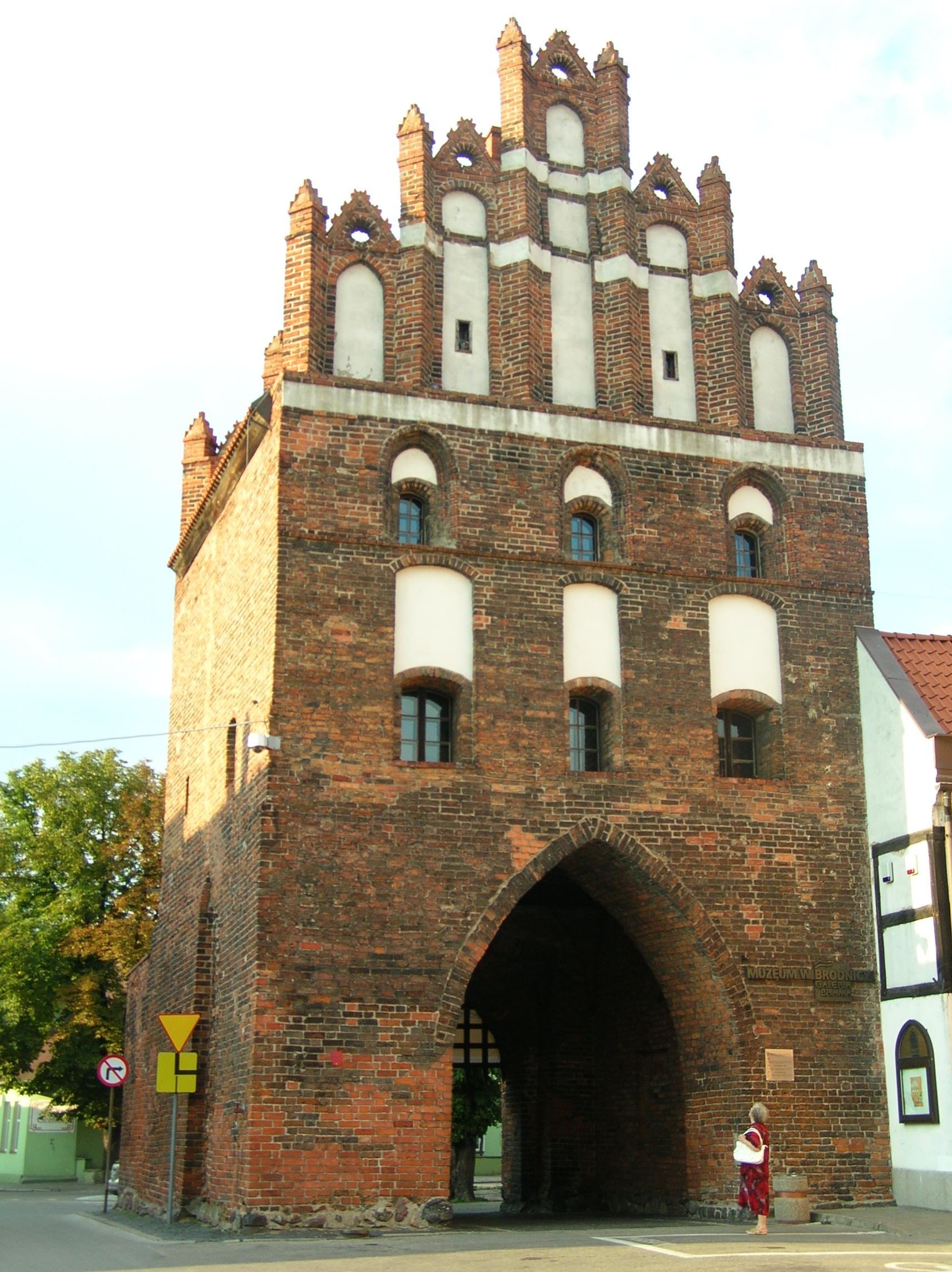
Brama Chełmińska (Kamienna) w Brodnicy

Ostateczne zmiany ustroju Królestwa Polskiego i polskiej strategii prowadzenia wojny, ustalone podczas negocjacji w obozie pospolitego ruszenia pod Chojnicami dokonały się w grudniu 1461 r. na sejmie w Nowym Mieście Korczynie. Realizując złożoną rycerstwu obietnicę, król Kazimierz IV zwołał szlachecki sąd do rozpatrzenia sprawy zabójców Andrzeja Tęczyńskiego wbrew Statutom piotrkowsko-wiślickim i przywilejom Kazimierza Wielkiego z 7 grudnia 1358 roku nakazującym szlachcicowi pozywać mieszczanina przed trybunał miejski. Sąd, działając w oparciu o przywileje cerekwicko-nieszawskie, skazał na śmierć burmistrza Krakowa Stanisława Leitmitera oraz pięciu mieszczan odpowiedzialnych za utrzymanie spokoju w Krakowie. 15 stycznia 1462 r. ścięto ich na Wawelu. Jednocześnie sejm nowokorczyński uchwalił wysokie podatki na zaciągnięcie najemników i kontynuację wojny z zakonem krzyżackim.
Strona polska i związkowa w połowie 1462 roku z terytoriów spornych posiadała na Warmii już tylko Ornetę i Frombork, w Prusach Górnych Nidzicę i Pasłęk, na Powiślu Malbork i Elbląg, a z twierdz strzegących Wisły – Świecie i Tczew. Utrzymywanie komunikacji pomiędzy Polską i Toruniem, a zagrożonym po ostatnich krzyżackich sukcesach Gdańskiem i Żuławami wymagało utrzymywania systemu konwojowego pod ochroną zbrojnej eskorty. Sytuacja zagrożenia skutkowała zawiązaniem prokrzyżackiego spisku w radzie miasta Gdańska, krwawo stłumionego przez propolską większość rady.

#### Działania zbrojne na Morzu Bałtyckim w latach 1459–1463: wojna kaperska
Zakon krzyżacki pozbawiony duńskiego sojusznika w 1459 r. rozpoczął z pomocą Amsterdamu formowanie własnej floty kaperskiej i ostrzegł miasta hanzeatyckie przed handlem z Gdańskiem. W czerwcu 1460 r. flota krzyżacka liczyła 6–8 okrętów o niewielkiej wartości bojowej, gdyż doświadczone załogi zostały kilka lat wcześniej najęte przez Związek Pruski.

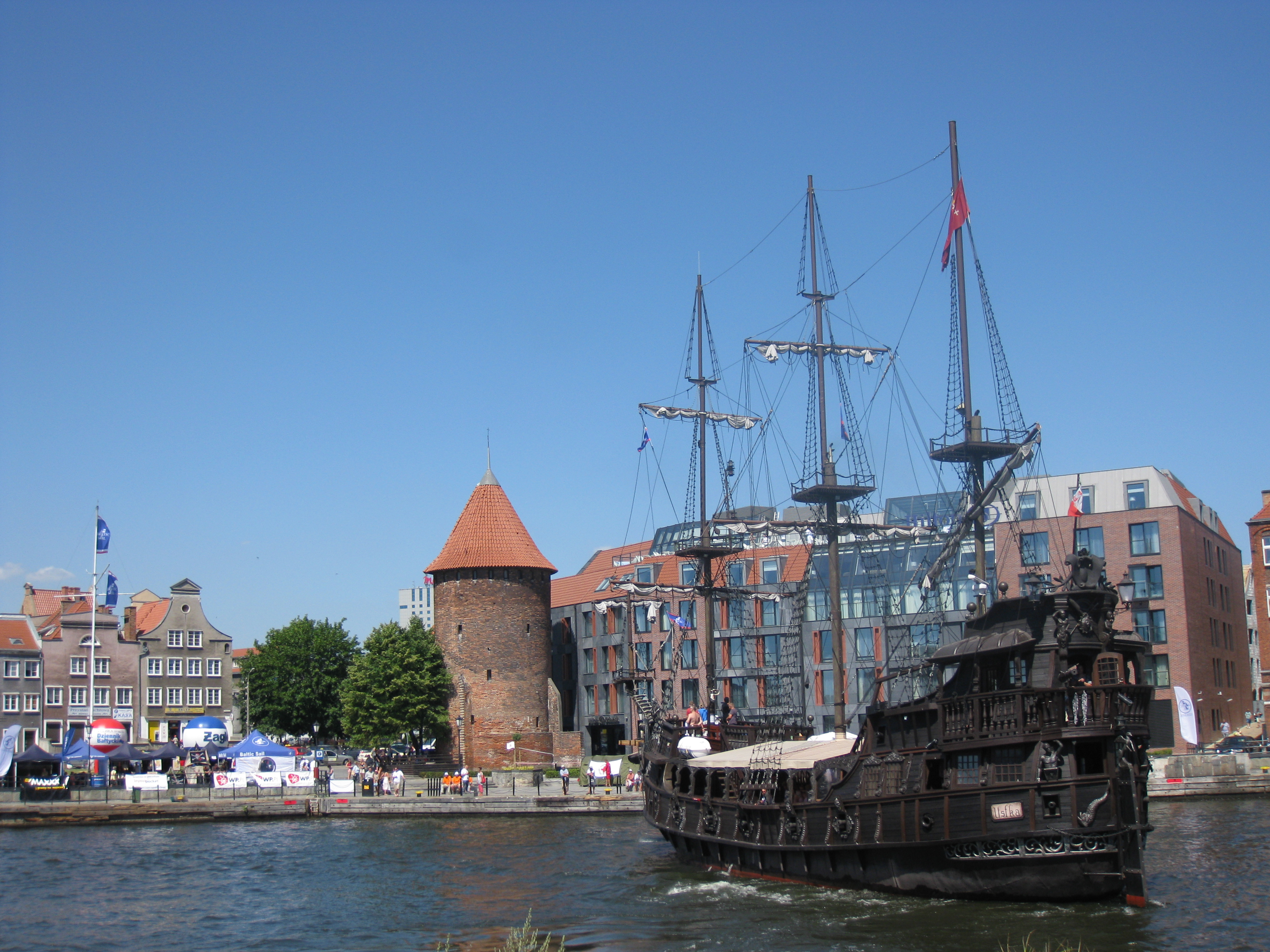
Gdańsk: baszta Łabędź i historyczny gdański port

Od 1460 r. Związek Pruski na żądanie Hanzy ograniczył wojnę morską do patrolowania wschodnich wybrzeży Bałtyku oraz wyspy Gotlandii i atakowania jedynie statków krzyżackich i inflanckich oraz statków zmierzających do Kłajpedy lub Królewca. Lubeka w lutym 1460 r. skierowała trzy własne uzbrojone okręty na Pomorze celem kontroli przestrzegania przez Gdańsk zasad rozejmu i zwalczania niezależnych od stron konfliktu piratów. 8 lipca 1460 r. gdański okręt kaperski „Lyckuff” dowodzony przez Szymona Lubbelowa zdobył w II bitwie koło Bornholmu trzy krzyżackie okręty, a trzy kolejne zostały w drugiej połowie lipca 1460 r. przechwycone przez okręty lubeckie („kogi pokoju”). W październiku 1460 r. zakon krzyżacki zdobył nowe porty bałtyckie – Łebę i Puck. Krzyżackie załogi tych twierdz uzbroiły kilka okrętów i podjęły na wiosnę 1461 r. blokadę morską Gdańska, zdobywając 8 statków polskich. W reakcji Gdańsk uzbroił ok. 20 okrętów kaperskich, które latem wysłał w okolice Helu, Inflant i Gotlandii, przeganiając okręty krzyżackie i zdobywając 10 statków holenderskich. Wznowienie wojny morskiej wywołało protesty Danii i skutkowało represjami wobec kupców i kaprów gdańskich. W efekcie Związek Pruski zdecydował się na oddanie zagarniętych statków Holendrom i wydawanie statkom neutralnym certyfikatów do handlu z miastami inflanckimi.
W wyniku mediacji Związku Hanzeatyckiego 6 sierpnia 1462 r. Związek Pruski i Królestwo Polskie zawarły układ pokojowy z Królestwem Danii w Lubece, we wrześniu 1462 r. zawarto rozejm z miastami inflanckimi, a w październiku 1462 r. – rozejm z Amsterdamem w Brugii. W kwietniu 1463 r. Hanza skierowała cztery „kogi pokoju” przeciwko okrętom krzyżackim napadającym statki neutralne.
Latem 1463 r. własną flotę kaperską, w oparciu o flotę Skalskiego z Fromborka i pokłóconego z radą miasta Gdańska kapra Jakuba Vochsa, wystawił Elbląg i po zakończeniu rozejmu zaatakował wyspę Färö koło Gotlandii.

### IV etap wojny (lato 1462–1466): ofensywa polska

#### Przełomowa kampania 1462[115]
W pierwszej połowie 1462 r. żadna ze stron konfliktu nie przeprowadziła aktywnych działań ze względu na możliwość czeskiej mediacji na zjeździe w Głogowie. Ostatecznie wielki mistrz von Erlichshausen nie stawił się w Głogowie, a król Kazimierz IV 27 maja 1462 r. zawarł kompromisowy układ z Jerzym z Podiebradu, dający Królestwu Polskiemu wolną rękę dla działań w Prusach. Ponadto z czeskiej niewoli zwolniony został Ulrich Czerwonka. Aktywność wykazała jedynie krzyżacka załoga Chojnic, plądrując w czerwcu 1462 r. Krajnę.
Strona polska wykorzystała czas na zgromadzenie i reorganizację sił oraz zaciągnięcie nowych najemników, na co przeznaczono środki finansowe pożyczone od rady miasta Torunia. 1 lipca 1462 r. rozpoczęła się ofensywa Dunina nad Wisłą – pod osłoną wojsk najemnych i chorągwi nadwornych 300 chłopów zniszczyło zasiewy pod Chełmnem, aby zagłodzić krzyżacką załogę miasta, a następnie wojska królewskie odparły wypad Krzyżaków na Zamek Dybów pod Toruniem i rozpoczęły ostrzał utrzymywanego przez Krzyżaków Golubia.
15 lipca 1462 r. koalicyjne siły krzyżackie i warmińskie pod dowództwem von Erlichshausena i Legendorfa w sile 3000 ludzi obległy Frombork. Ujawnił się przy tym konflikt pomiędzy biskupem Legendorfem a wielkim mistrzem von Erlichshausenem o katedrę we Fromborku. W reakcji Dunin przerzucił część swoich sił nad Zalew Wiślany i przy pomocy okrętów Gdańska i Elbląga dokonał skutecznego desantu w Sambii, całkowicie niszcząc Rybaki (Fishhausen) w nocy z 7 na 8 sierpnia 1462 r., a 24 sierpnia 1462 r. obległ Braniewo i dokonał najazdu na północną Warmię. Obawa przed splądrowaniem Sambii oraz konflikt pomiędzy wielkim mistrzem von Erlichshausenem a biskupem Legendorfem o prawo do fromborskiej katedry zmusiły wojska warmińsko-krzyżackie do odstąpienia od oblężenia. Krzyżacy wycofali się do Królewca.
Umożliwiło to wojskom Dunina powrót do Gdańska i rozpoczęcie pod koniec sierpnia 1462 r. działań w celu realizacji głównego celu kampanii – odcięcia pozostałych utrzymywanych przez Krzyżaków twierdz na zachodnim Pomorzu Gdańskim od Prus. Po wzmocnieniu 900-osobowym oddziałem gdańskich najemników, dowodzonym przez Macieja Hagena, dwutysięczna armia Dunina przemaszerowała brzegiem Zatoki Gdańskiej, pacyfikując kaszubskie wsie i odcinając krzyżacką załogę Pucka od dostaw żywności.

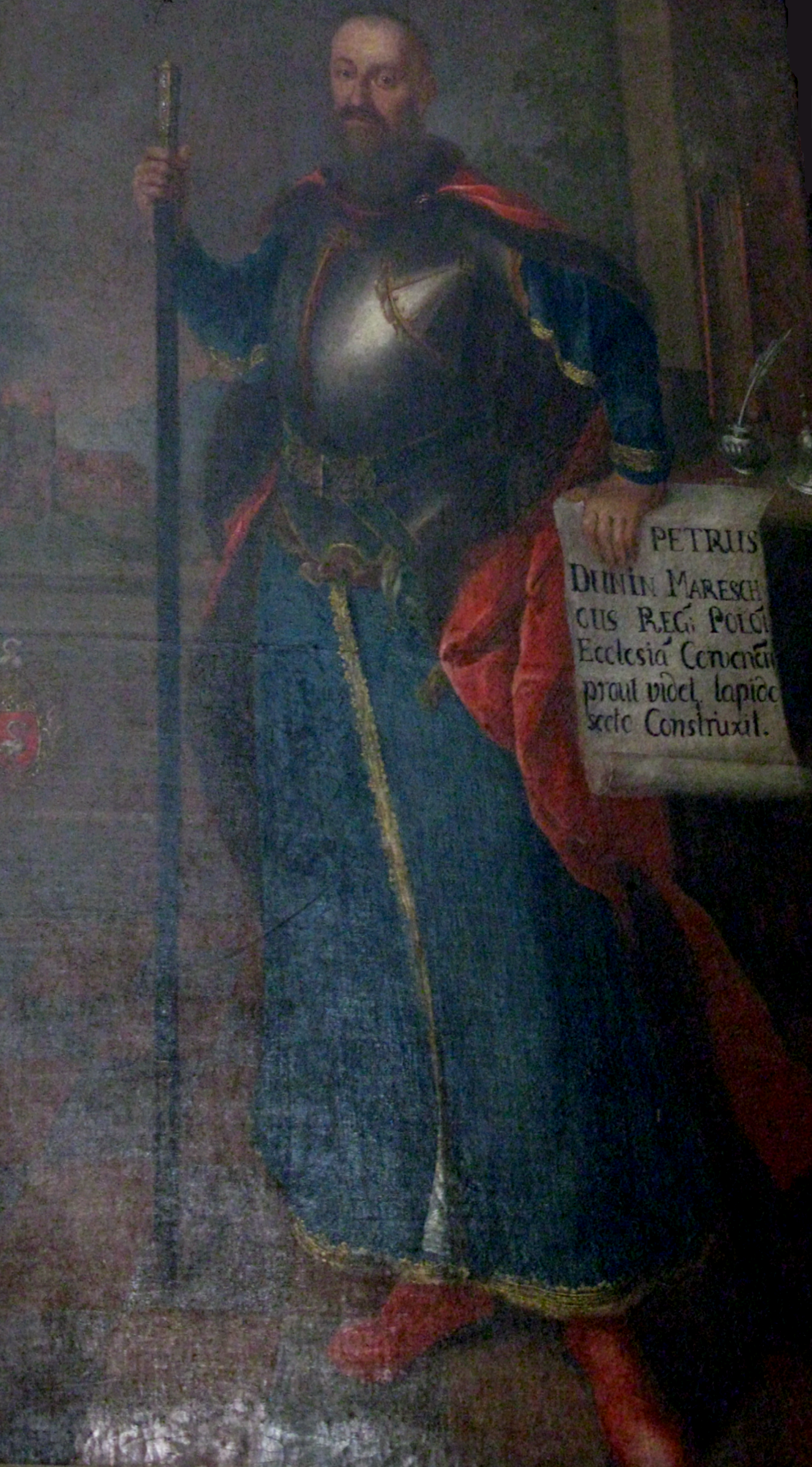
Portret imaginacyjny Piotra Dunina, wykonany w XVIII wieku

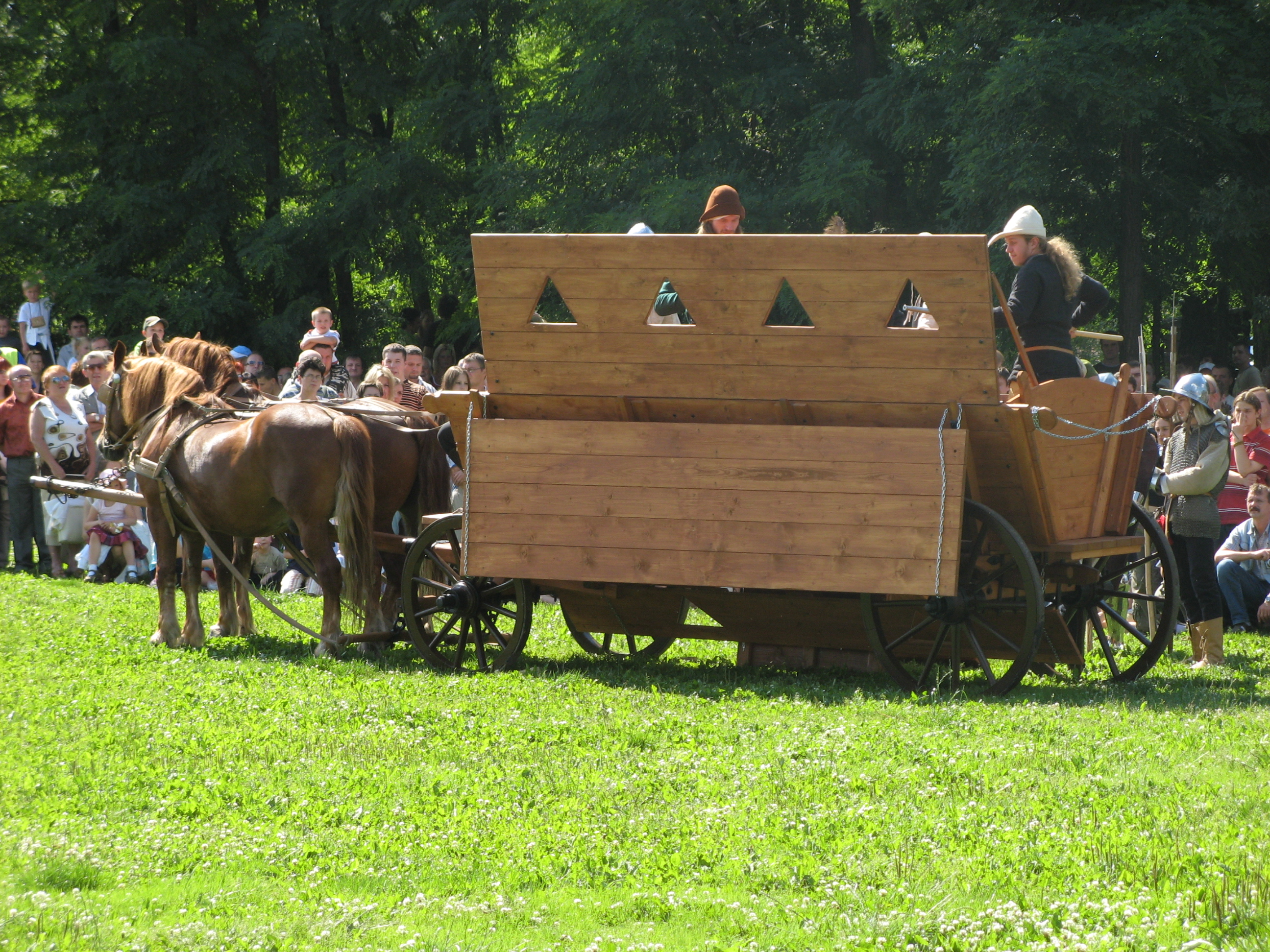
Husycki wóz bojowy (replika) tworzący po połączeniu obóz warowny. Obydwie strony używały podobnego sprzętu w bitwie pod Świecinem

W reakcji von Raveneck i Nostitz zebrali załogi twierdz Nowe, Lębork, Kiszewa, Gniew, Starogard i Puck, liczące 1000 konnych, 400 piechurów i 1300 uzbrojonych miejscowych chłopów. Na czele tych sił 16 września 1462 r. osaczyli umocniony tabor Dunina pod Świecinem, budując palisadę i tarasując potencjalne drogi odwrotu. 17 września 1462 r. doszło do rozstrzygającej bitwy: po kilku godzinach zaciętych starć kawalerii krzyżacki atak na polską piechotę załamał się, a von Raveneck zginął. Kontratak sił Dunina doprowadził do zdobycia krzyżackiego obozu i masakry wojsk Zakonu – poległo około tysiąca żołnierzy, w tym 300 żołnierzy jazdy, 70 najemników dostało się do niewoli, Polacy zdobyli także 200 wozów z działami i sprzętem bojowym. Po stronie polskiej i Związku Pruskiego zginęło w walce 100 żołnierzy, a spośród ponad 150 ciężko rannych część zmarła potem w Gdańsku. Poległ między innymi rajca gdański Maciej Hagen, zaś Piotr Dunin został poważnie raniony w rękę i draśnięty w udo pociskiem armatnim. Prowadząca pościg kawaleria polska odparła idący na pomoc Krzyżakom oddział pomorski dowodzony przez Eryka II Pomorskiego. Jedynie niedobitkom armii krzyżackiej dowodzonym przez Nostitza udało się wycofać do Chojnic. Klęska pod Świecinem rozstrzygnęła wojnę na zachodnim Pomorzu Gdańskim, dziesiątkując załogi krzyżackich twierdz i załamując ich morale. Dunin przejął całkowitą inicjatywę i zdobył Skarszewy 30 września 1462 r. oraz Kościerzynę 4 października 1462 r.
Sukcesom strony polskiej i związkowej na zachodnim Pomorzu nie mógł przeciwdziałać Bernard Szumborski, który 17 września 1462 r. przegrał potyczkę pod Jasieńcem w pobliżu Nowego i nie był w stanie zapobiec upadkowi miasta Golubia, zdobytego 25 października 1462 r. przez Czerwonkę.

#### Decydująca kampania 1463: operacja gniewska

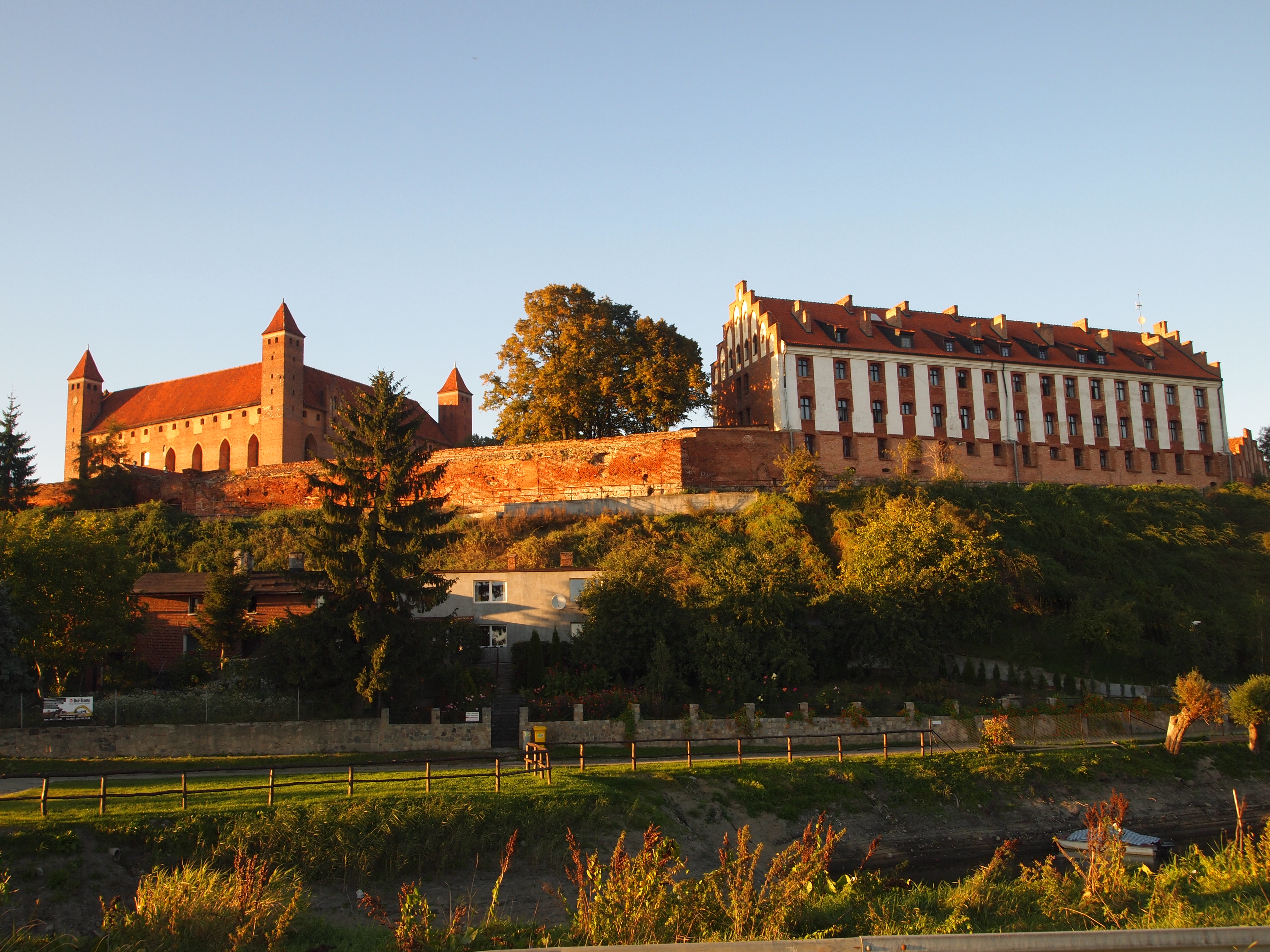
Fortyfikacje Gniewu nad Wisłą – twierdza na szlaku żeglownym Wisły powyżej wypływu Nogatu miała kluczowe znaczenie dla utrzymania komunikacji pomiędzy Gdańskiem a Polską

Po klęskach poniesionych jesienią 1462 r. zdziesiątkowane siły zakonu krzyżackiego w dorzeczu Wisły znalazły się w impasie, a dowódcom pozbawionych zaplecza i bezpośredniego kontaktu z Królewcem najemników brakowało pieniędzy na opłacenie podkomendnych. Utrzymanie krzyżackiego stanu posiadania zależało od interwencji sił wielkiego mistrza znajdujących się w dorzeczu Pregoły.
Planowaną ofensywę na Pomorzu Gdańskim wojskom krzyżackim z Królewca utrudniała dolna Wisła, nad brzegami której na początku 1463 r. zakon krzyżacki utrzymywał jedynie dwie twierdze: Gniew i Nowe. Dostęp do nich blokowały znajdujące się w rękach związkowców i króla Kazimierza IV Elbląg oraz Malbork. W tej sytuacji wielki mistrz von Erlichshausen podjął decyzję o oczekiwaniu na działania strony polskiej i stosownego do okoliczności przeciwdziałania oraz o wzmocnieniu załogi kluczowej twierdzy w Gniewie (Mewe), którą dowodził komtur Ulryk von Isenhofen.
Wykorzystując zdobytą inicjatywę operacyjną, Piotr Dunin kontynuował działania zmierzające do odcięcia Pomorza Gdańskiego od Prus: 6 lipca 1463 r. oddziały Czerwonki ponownie zniszczyły zasiewy pod Chełmnem, a 27 lipca 1463 r. Tomiec z Młodkowa rozpoczął atak na twierdzę i miasto Gniew. Kupcy z Torunia i Mazowsza naciskali na radę Gdańska, aby Gniew stał się priorytetowym celem ofensywy, gdyż strategiczne położenie miasta powyżej wypływu Nogatu z Wisły stwarzało największe zagrożenie dla związkowych konwojów wiślanych. Korpus oblężniczy składający się z królewskich najemników i kontyngentów wystawionych przez rady miejskie Gdańska i Torunia liczył ok. 1000 osób oraz ok. 10 uzbrojonych łodzi. Pierwsze szturmy na silnie ufortyfikowane, położone w dogodnym do obrony miejscu miasto i zamek zostały odparte i związkowe dowództwo zdecydowało się na zmianę taktyki – otoczyło miasto umocnieniami polowymi i rozpoczęło ścisłą blokadę od strony lądu i rzeki.
Ponieważ sytuacja oblężonej twierdzy nie pozwalała na utrzymanie jej przez zakon krzyżacki siłami samej załogi, wielki mistrz von Erlischhausen zdecydował się na przeprowadzenie odsieczy. W sierpniu 1463 r. wydzielony oddział pod dowództwem von Plauena wyruszył z Prus Dolnych i 7 września pod Nowem połączył się z oddziałem Szumborskiego z ziemi chełmińskiej, tworząc od południa 1200-osobowe zgrupowanie wojsk krzyżackich. Zgrupowanie obeszło od zachodu oblężony Gniew i następnego dnia dotarło do Starogardu.
Północne zgrupowanie wojsk krzyżackich, liczące 1500 żołnierzy i ponad 300 marynarzy zaokrętowanych na 44 statki i łodzie wyruszyło z Królewca na odsiecz Gniewu 7 września 1463 r. Płynąca Zalewem Wiślanym na południowy zachód z zamiarem przedarcia się na Wisłę flota wiozła także zaopatrzenie całej armii. Wielki mistrz von Erlichshausen zaplanował koncentrację obu zgrupowań pod Kiezmarkiem na Żuławach.
Związkowcy poinformowani o przygotowaniach wielkiego mistrza podjęli działania mające na celu osłonę korpusu oblężniczego: Wzmocniono załogi Malborka i Elbląga, który dodatkowo zgromadził swoją flotę u ujścia Nogatu. Gdańsk zablokował polowymi umocnieniami Szkarpawę w rejonie Żuławek i obsadził zaporę 10 okrętami i 500 najemnikami pod dowództwem rajcy Macieja Kolmenera (Macieja z Chełmna) i kapitana Wincentego Stolle, a także ściągnął z Morza Bałtyckiego okręty kaperskie, aby uniemożliwić Krzyżakom poruszanie się wzdłuż północnych wybrzeży Mierzei Wiślanej.
9 września 1463 r. flota zakonna, przewożąca północne zgrupowanie wojsk krzyżackich, podjęła próbę sforsowania zapory pod Żuławkami, ale po dwóch dniach starć została odparta. 12 września 1463 r. w Starogardzie do południowego zgrupowania zakonnego dołączył 800-osobowy wydzielony oddział z załóg krzyżackich twierdz na Pomorzu Gdańskim i całe 2000-osobowe zgrupowanie wyruszyło wzdłuż Wisły na północ, tworząc wagenburg na jej lewym brzegu w rejonie Czatkowy (Czattkau). Jedynie wydzielony oddział przekroczył Szkarpawę i zaatakował gdański konwój z zaopatrzeniem.

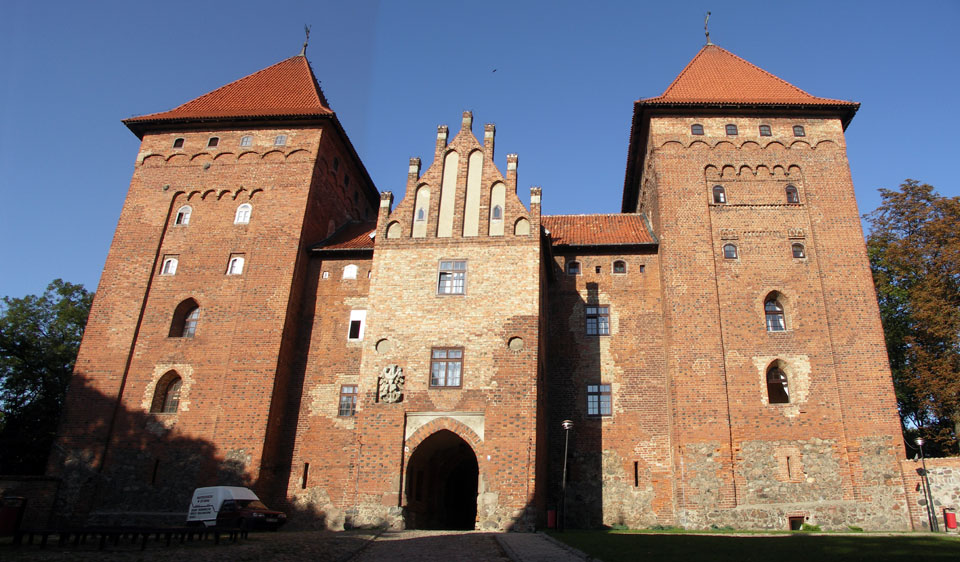
Twierdza w Nidzicy, utrzymywana przez oddziały wierne Kazimierzowi IV w latach 1454–1466

Obawiając się ataku okrętów elbląskich na tyły swojej floty, wielki mistrz von Erlichshausen wycofał się 13 września 1463 r. na szersze wody Zalewu Wiślanego (Zatoki Świeżej) w okolice Wysoczyzny Elbląskiej, gdzie siły krzyżackie zostały osaczone i pozbawione kontaktu z Królewcem przez floty Elbląga, Gdańska i kapra Vochsa, liczące 33 okręty. 15 września 1463 r. w bitwie na Zalewie Wiślanym (Zatoce Świeżej) związkowcy, wykorzystując korzystne warunki atmosferyczne i przewagę jakości swojej mniejszej floty, całkowicie zniszczyli flotę krzyżacką, zdobywając lub zatapiając 43 statki oraz zabijając około 1000 i biorąc do niewoli prawie 500 Krzyżaków. Jedynie okręt wielkiego mistrza von Erlichhausena zdołał z niedobitkami wycofać się do Królewca. Na wieść o klęsce sił głównych nieopłacone i zdemoralizowane południowe zgrupowanie wojsk krzyżackich rozpadło się, a jego poszczególne oddziały powróciły do utrzymywanych przez Krzyżaków twierdz i do Chełmna.
29 września 1463 r. flota elbląska pod dowództwem Skalskiego zaatakowała i złupiła osadę Święty Albrecht pod Królewcem. 24 października 1463 r. związkowcy odparli atak von Plauena na Pasłęk. 13 grudnia 1463 r. Bernard Szumborski zawarł rozejm z królem Kazimierzem IV, na mocy którego pozostające w jego posiadaniu miasta Chełmno, Brodnica i Starogród w ziemi chełmińskiej uznały królewskie zwierzchnictwo. W grudniu najemnicy królewscy, atakując z Nidzicy, splądrowali Olsztyn.
Pozbawiony nadziei odsieczy Gniew skapitulował 1 stycznia 1464 r. Zwycięska dla Związku Pruskiego i Polski operacja gniewska zadecydowała o wyniku wojny. Utraciwszy kluczową twierdzę na Pomorzu Gdańskim, całą flotę królewiecką i większą część armii oraz czeskiego i warmińskiego sojusznika wielki mistrz von Erlichhausen nie mógł już liczyć na korzystny dla zakonu krzyżackiego układ pokojowy.

#### Kampania 1464: kontynuacja ofensywy Związku Pruskiego
16 marca 1464 r. biskup warmiński Paweł Legendorf układem w Elblągu poddał Warmię królowi Kazimierzowi IV i zobowiązał się do wypowiedzenia wojny zakonowi krzyżackiemu po przesłaniu przez króla Kazimierza IV posiłków na tereny Warmii. 

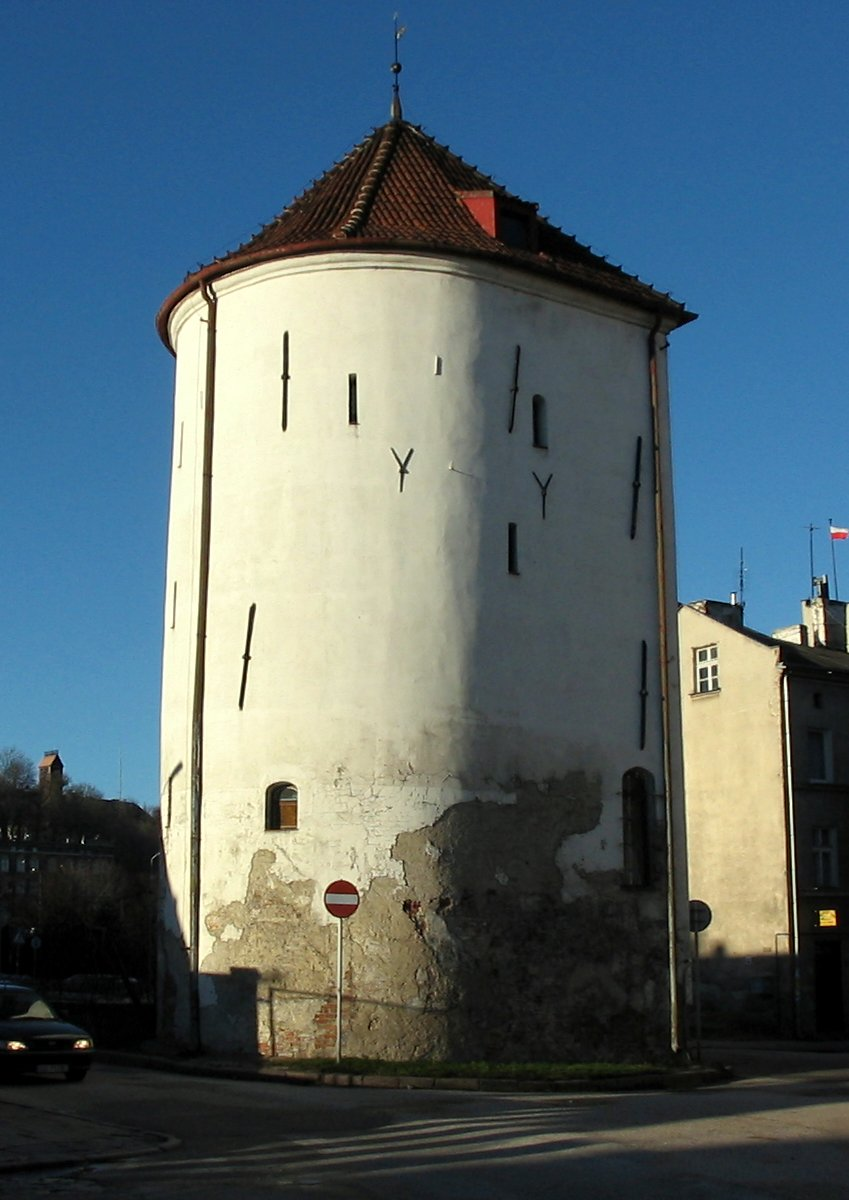
Gdańsk, Baszta Biała zbudowana w latach 1461–1462

1 kwietnia 1464 r. flota elbląska wygrała potyczkę o Cieśninę Bałgijską, pokonując krzyżackie łodzie obsadzone najemnikami z Inflant, a 2 lipca 1464 r. elbląski desant pod dowództwem Skalskiego zniszczył stocznie pod Starym Miastem Królewcem, uniemożliwiając Krzyżakom odbudowę floty aż do końca wojny trzynastoletniej.
23 kwietnia 1464 r. oddziały gdańskie pod dowództwem Macieja Kolmenera zablokowały utrzymywany przez Krzyżaków Puck, a krzyżaccy najemnicy z Łeby zawarli ze związkowcami rozejm. W czerwcu 1464 roku kaprowie krzyżaccy z Zalewu Kurońskiego zdobyli 10 gdańskich statków, ale odwetowy atak Gdańszczan dowodzonych przez radców miejskich i kapra Lubellowa na Kłajpedę zdołał je odbić. Do końca wojny kaprowie gdańscy patrolowali Cieśninę Bałgijską i Cieśninę Kłajpedzką, zdobywając pojedyncze statki inflanckie usiłujące przełamać blokadę oraz zwalczali krzyżackich kaprów.

28 lipca 1464 r. Tomiec z Młodkowa na czele najemników królewskich rozpoczął oblężenie Nowego, ostatniej twierdzy krzyżackiej nad Wisłą. 30 lipca 1464 r. nagły skoordynowany wypad załóg krzyżackich z obleganej twierdzy oraz ze Starogardu i twierdz pomorskich pokonał oddziały związkowe, zadając im dotkliwe straty, ale 1 sierpnia 1464 r. pod Nowe dotarł Dunin na czele 700 kawalerzystów i 20 statków toruńskich, przywracając oblężenie. 13 sierpnia 1464 r. oblegający zostali wzmocnieni chorągwiami królewskimi oraz artylerią i pod odparciu ataku załogi otoczyli miasto umocnieniami polowymi. 

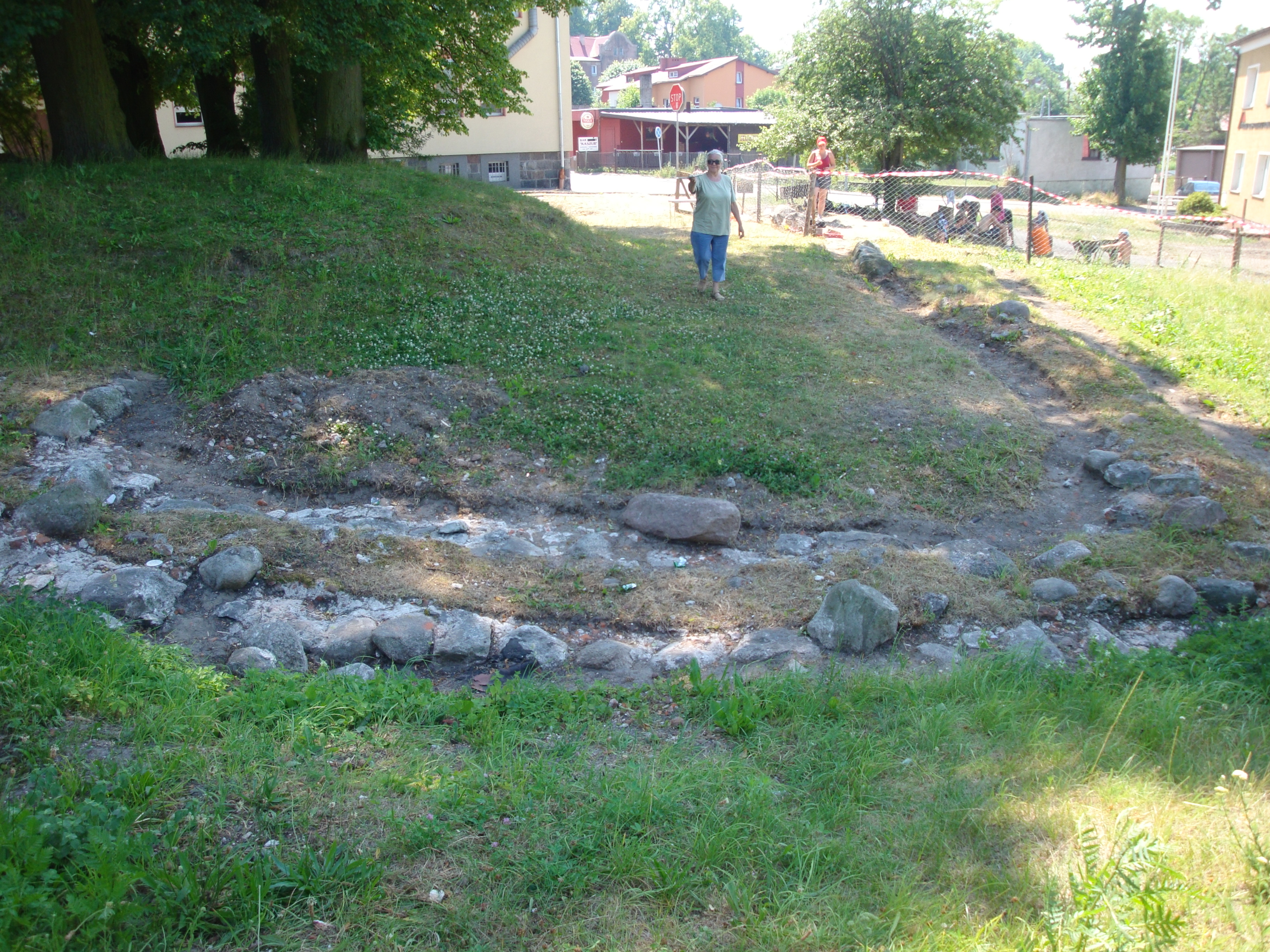
Pozostałości krzyżackiej twierdzy w Pucku. Zdobyta w październiku 1460 r. przez Krzyżaków aż do czasu odbicia zamku przez Związek Pruski we wrześniu 1464 r. twierdza była bazą wypadową krzyżackich kaprów, atakujących statki gdańskie.

24 września 1464 r. skapitulowała krzyżacka załoga Pucka, a Królestwo Polskie opanowało także Działdowo. Nie mając wystarczających sił dla przeprowadzenia odsieczy twierdzy w Nowem, von Plauen starał się zakłócić oblężenie rajdami kawaleryjskimi: 13 października 1464 r. na Elbląg i w nocy z 30 na 31 października 1464 r. na Toruń. Obydwa zakończyły się niepowodzeniem.
1 lutego 1465 r. Nowe skapitulowało na honorowych warunkach, a krzyżacka załoga twierdzy wymaszerowała do utrzymywanego przez zakon krzyżacki Starogardu. Związek Pruski odzyskał kontrolę nad całym biegiem dolnej Wisły.

#### Końcowe walki
Zakon krzyżacki z roku na rok otrzymywał mniejszą pomoc finansową z zagranicy, a próby wprowadzenia nowego podatku w Prusach wywołały sprzeciw poddanych i dostojników. Nie mogąc pozyskać środków ani na spłatę długów wobec najemników, ani na pozyskanie nowych zaciągów, wielki mistrz von Erlischausen został zmuszony do zaniechania jakichkolwiek aktywnych działań zbrojnych i przedstawienia propozycji pokojowych. Strona krzyżacka, pogodzona z przegraną wojną i utratą Pomorza, nie chciała zgodzić się na ostateczną utratę Malborka i kontroli nad Nogatem. Ten postulat był nie do zaakceptowania dla króla Kazimierza IV, który zdecydował się na kontynuowanie działań zbrojnych.
Działanie ofensywne strony polskiej wstrzymała epidemia oraz brak środków finansowych. Odpowiednie podatki uchwalono dopiero latem 1465 r. Osłabienie Krzyżaków w dorzeczu Wisły sprzyjało intensyfikacji handlu wiślanego, chociaż Związek Pruski w obawie przed wypadami załóg krzyżackich twierdz, w szczególności ze Starogardu Gdańskiego, nadal utrzymywał system konwojowy.

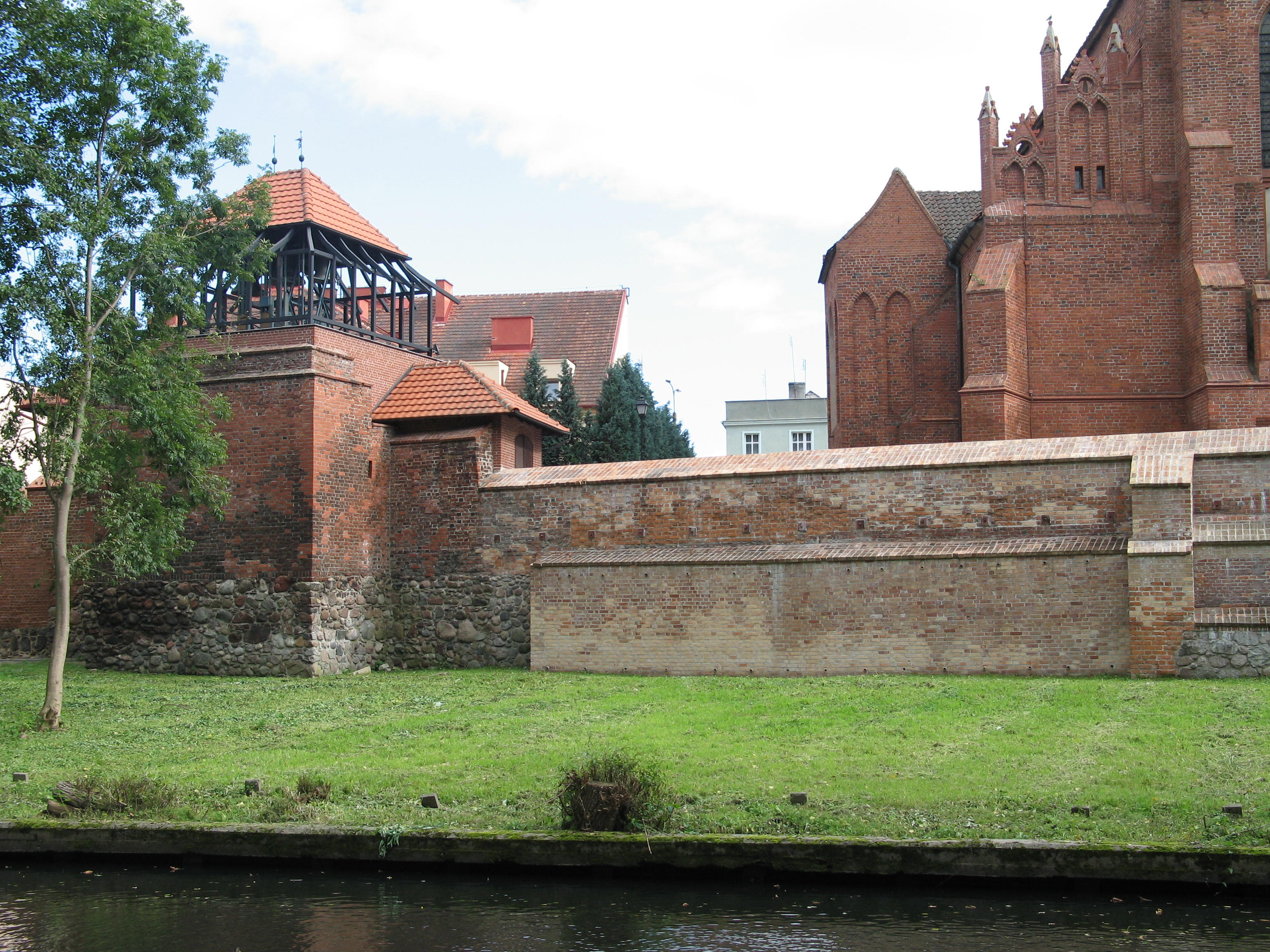
Starogard Gdański, średniowieczne mury miejskie

W lutym 1465 r. krzyżacka załoga Stargardu wzmocniona oddziałem, który opuścił Nowe, dokonała dwóch niszczących wypadów na Żuławy Gdańskie. W reakcji król Kazimierz IV wybrał Stargard na cel kolejnej ofensywy wojsk polskich. Zanim królewskie wojsko zdążyło wkroczyć do Prus, Krzyżacy ze Stargardu pod dowództwem komtura Hansa von der Salego 31 lipca 1465 r. zaatakowali twierdzę w Tczewie, a 27 sierpnia 1465 r. – twierdzę w Gniewie. Wykorzystując demoralizację nieopłaconych najemników królewskich, którzy rabowali okolicę, Krzyżacy z zaskoczenia wzięli część załóg obu zamków do niewoli, ale odsiecz z Gdańska i Malborka nie pozwoliła im opanować żadnej z twierdz.
Atak na Starogard, opóźniony przez brak funduszy na opłacenie zaległości wobec żołnierzy, rozpoczął się 21 września 1465 r. Pomimo oblężenia Krzyżacy zdołali dokonać wypadu pod Pruszcz Gdański 15 listopada 1465 r., a 4 grudnia 1465 r. część wojsk królewskich wycofała się z powodu trudności aprowizacyjnych. Pozostałe siły oblężnicze pod dowództwem Gotarda z Radlina umocniły się w pobliżu miasta i odsiecz krzyżacka z zamków na Pomorzu została odparta 12 grudnia 1465 r.
W styczniu 1466 r. ostatnią próbę przyjścia z pomocą zakonowi krzyżackiemu podjął mistrz inflancki, ale zwerbowany oddział 600 najemników został rozbity przez Żmudzinów przy próbie przedarcia się lądem do Kłajpedy, a część żołnierzy utonęła w Cieśninie Kłajpedzkiej.

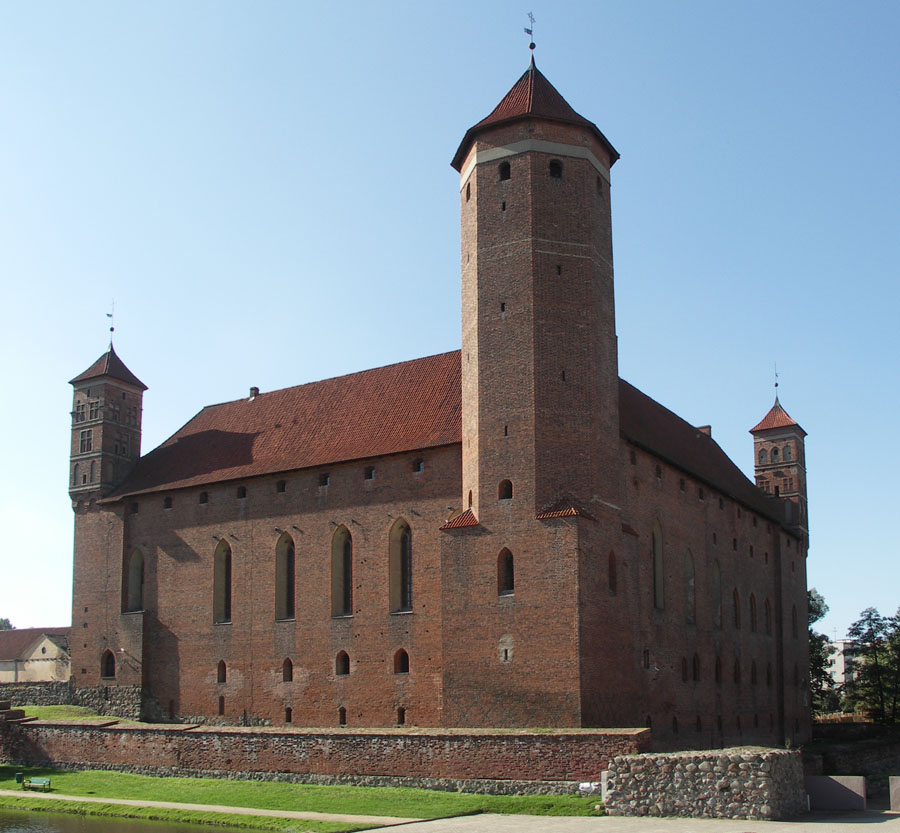
Zamek w Lidzbarku Warmińskim

11 lutego 1466 r. biskup Warmii Paweł Legendorf wypowiedział wojnę zakonowi krzyżackiemu, a w nocy z 10 na 11 kwietnia 1466 r. koalicyjne siły warmińskie i związkowe dowodzone przez Skalskiego zajęły Pieniężno (Melzak). Warmia była potencjalną podstawą ofensywy polsko-związkowej w kierunku Królewca, a biskup Legendorf stał się przywódcą stronnictwa domagającego się całkowitego usunięcia Krzyżaków znad Bałtyku. Żądał obsadzenia twierdz warmińskich przez wojska królewskie i wykorzystania ich jako podstawy ofensywy przeciwko Królewcowi, Sambii i Dolnym Prusom. W reakcji na wypowiedzenie wojny przez Legendorfa Krzyżacy pod dowództwem von Plauena (3000 zbrojnych) 22 kwietnia 1466 r. zaatakowali Pieniężno, a następnie Pasłęk, ale szturmy na obydwie twierdze zostały odparte.

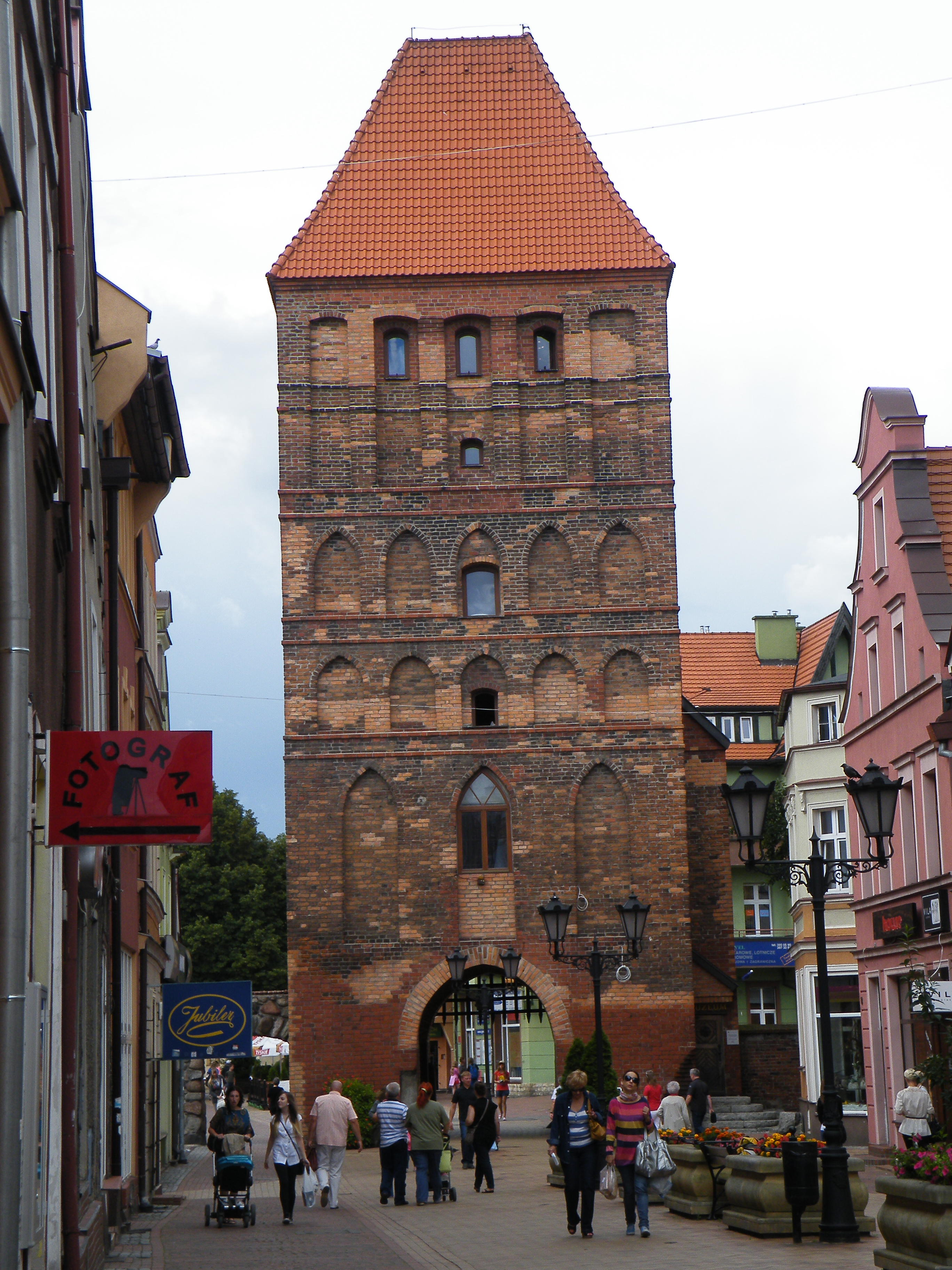
Brama Człuchowska w Chojnicach. Po dwóch nieudanych oblężeniach w latach 1454 i 1461 miasto zostało zdobyte przez wojska królewskie 28 września 1466 roku, co rozstrzygnęło wojnę na Pomorzu.

25 maja 1466 r. nagły wypad oddziału krzyżackiego z Dolnych Prus opanował Zantyr u rozwidlenia Wisły i Nogatu. Krzyżacy umocnili znajdujący się w mieście kościół i zbudowali basteję nad brzegiem Wisły, tworząc bazę wypadową przeciwko żegludze wiślanej. W reakcji związkowa załoga Malborka umocniła lewy brzeg Nogatu.
Na przełomie czerwca i lipca 1466 r. kolejny wypad krzyżacki z Królewca (600 żołnierzy) na Warmię zniszczył zasiewy w rejonie Ornety, Lidzbarka i Pieniężna, ale próba zmuszenia do kapitulacji Pieniężna poprzez oblężenie miasta zakończyła się niepowodzeniem. Koalicyjna flota gdańsko-elbląsko-fromborska pod dowództwem Skalskiego przeprowadziła dywersję na wybrzeżach Sambii oraz pod Królewcem, a także zmusiła Krzyżaków do odwrotu do Bartoszyc. Po wycofaniu Krzyżaków załogi związkowych miast dokonały odwetowych wypadów do Prus Dolnych.
W maju 1466 r. związkowo-królewskie oddziały oblężnicze wokół Stargardu zostały wzmocnione 300 najemnikami i 23 lipca 1466 r. całkowicie zamknęły pierścień oblężenia. Następnej nocy krzyżacka załoga miasta przebiła się do Chojnic i Zantyru, porzucając tabory, co pozwoliło Gotardowi z Radlina obsadzić Stargard siłami królewskimi. Na wieść o upadku Stargardu krzyżacka załoga twierdzy w Kiszewie poddała zamek królowi Kazimierzowi IV.
W sierpniu 1466 r. najemnicy związkowi z Malborka rozpoczęli akcje przeciwko krzyżackiej załodze Zantyru, lecz do 10 sierpnia 1466 r. Krzyżacy odparli wszystkie ataki zadając związkowcom ciężkie straty. 10 września 1466 r. po przybyciu uzbrojonych łodzi oraz posiłków z Malborka, Gniewa, Nowego i Tczewa walki wznowiono. 16 września 1466 r. krzyżacka odsiecz z Przezmarka (Preußisch Mark) przerwała oblężenie i umożliwiła zakonnemu oddziałowi spalenie Zantyru i odwrót do Kwidzyna.

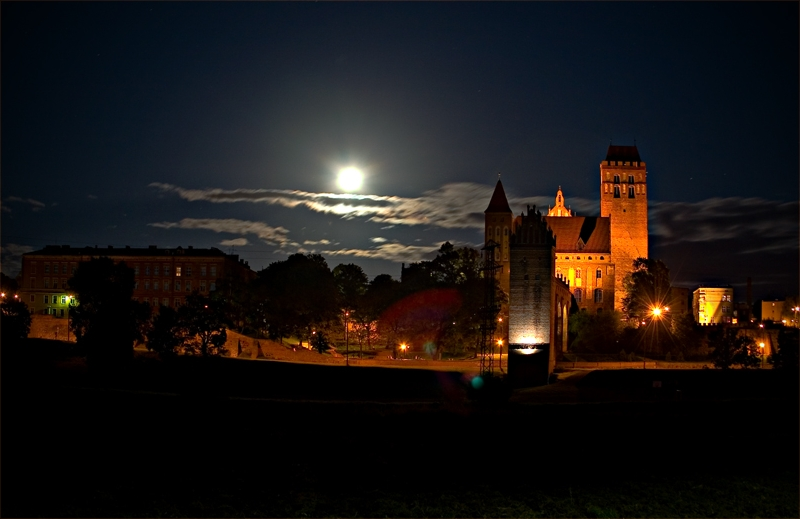
Zamek w Kwidzynie od strony zachodniej nocą

29 lipca 1466 r. dobrze przygotowana wyprawa 5000 ludzi (najemnicy królewscy wsparci chorągwiami nadwornymi i prywatnymi chorągwiami z Wielkopolski) pod dowództwem Dunina rozpoczęła decydującą kampanię przeciwko Chojnicom – ostatniej krzyżackiej twierdzy na Pomorzu. Miasto zostało otoczone umocnieniami, a próba ich przerwania przez Krzyżaków 17 września 1466 r. została odparta. Rozpoczęty następnie szturm zakończył się zniszczeniem znacznej części miasta i kapitulacją krzyżackiej załogi 28 września 1466 r. na honorowych warunkach. Zdobycie Chojnic przesądziło o rozstrzygnięciu wojny na Pomorzu.
11 października 1466 r. książę Eryk II Pomorski wykupił od krzyżackich załóg Lębork i Bytów, ponownie obejmując obydwa miasta w lenno.

## Zakończenie wojny

### Negocjacje pokojowe

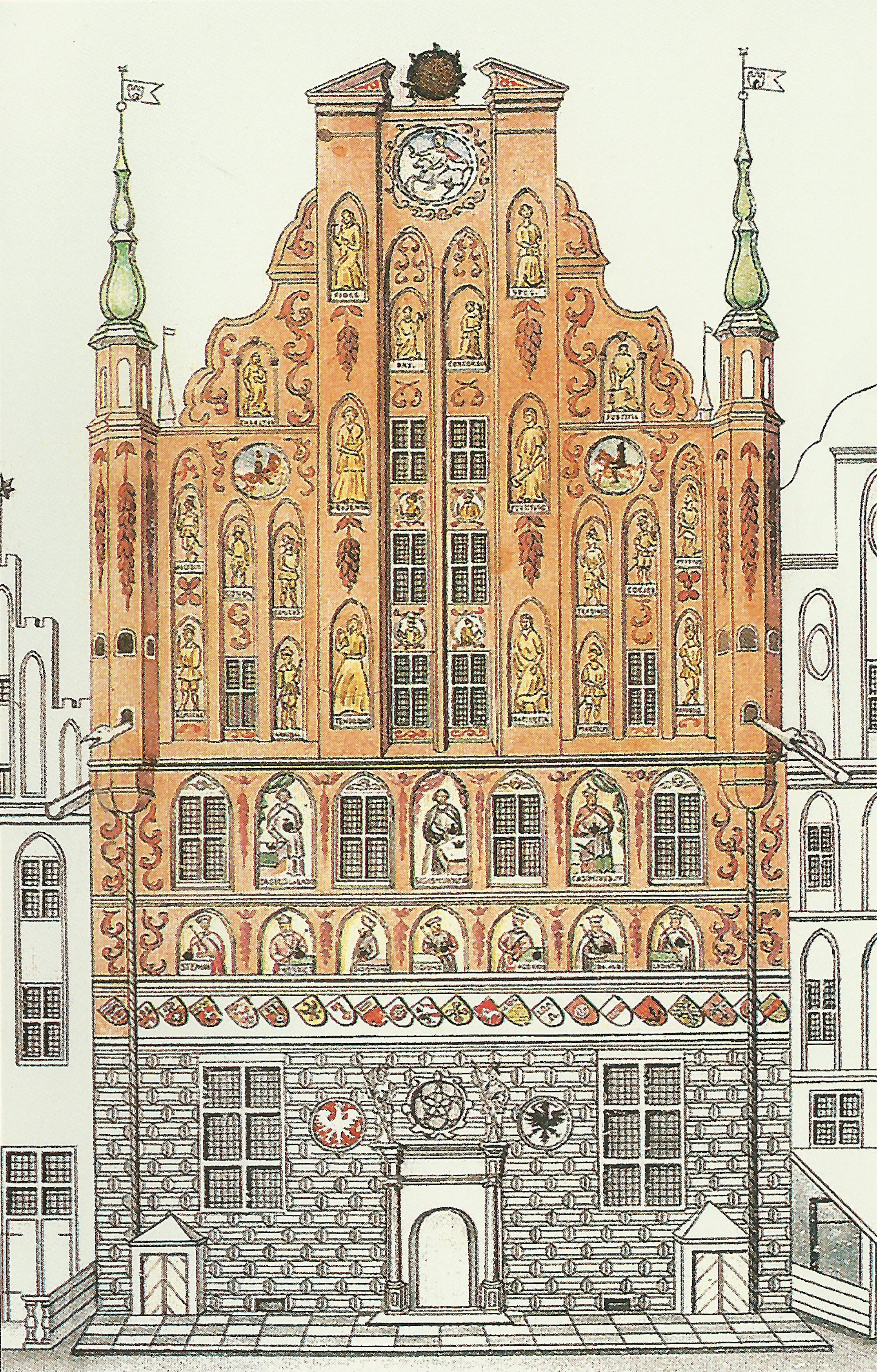
Średniowieczny Dwór Artusa w Toruniu na rysunku prawdopodobnie z 1710 roku – miejsce zaprzysiężenia II pokoju toruńskiego kończącego wojnę trzynastoletnią

Królestwo Polskie było wyczerpane długotrwałą i kosztowną wojną, szlachta niechętnie zgadzała się na dalsze finansowanie wojska. Wyczerpanie sił obydwu stron w połowie 1466 roku pogłębiła epidemia, szczególnie groźna w miastach, co skutkowało przyjęciem poglądu o niecelowości prowadzenia kolejnych kosztownych i trudnych oblężeń. W otoczeniu króla Kazimierza IV przewagę zyskiwał pogląd, że inkorporacja całego państwa zakonnego przekracza możliwości Królestwa Polskiego, a wpływy Związku Pruskiego we wschodniej części kraju były znacznie słabsze niż na Pomorzu. Przesądziło to o decyzji ograniczenia polskich żądań terytorialnych do Pomorza, Powiśla, kontrolowanej przez Szumborskiego ziemi chełmińskiej i kontrolowanej przez biskupa Pawła Legendorfa Warmii.
Korzystną koniunkturę dla negocjacji pokojowych zapoczątkowała akcja dyplomatyczna nowego papieża Pawła II, którego celem było włączenie Polski do antyczeskiej koalicji państw katolickich. Pośrednikiem pomiędzy Krakowem a Königsbergiem papież wyznaczył doświadczonego mediatora, biskupa lavantyńskiego Rudolfa z Rüdesheim, którego celem było doprowadzenie do realizacji słusznych roszczeń terytorialnych Królestwa Polskiego i stanów pruskich przy zachowaniu daleko idącej niezależności pozostałej części państwa zakonnego.
Ostateczne rozmowy w Toruniu rozpoczęły się 8 września 1466 roku. Legat Rudolf z Rüdesheim po uzgodnieniu warunków pokoju z królem Kazimierzem IV przedstawił je oczekującej w Chełmnie delegacji krzyżackiej jako podstawę negocjacyjną, grożąc jednocześnie nieuznaniem tak uzgodnionego pokoju w przypadku nie zaangażowania się Królestwa Polskiego w krucjatę antyczeską. Przedmiotem negocjacji pozostawała kwestia przynależności ziem Powiśla oraz stopnia niezależności zakonu krzyżackiego od Królestwa Polskiego. Zdecydowane zwycięstwo Polaków i związkowców pod zdobytymi po krótkim oblężeniu Chojnicami na tyle osłabiło krzyżacką pozycję negocjacyjną, że 10 października 1466 roku wielki mistrz von Erlichshausen zdecydował się na przybycie na teren królewski do Torunia i ustępstwa. 19 października 1466 roku, po 26 dniach rokowań, w toruńskim Dworze Artusa uroczyście zaprzysiężono II pokój toruński.

### II pokój toruński
Po raz kolejny wyniki rokowań nie odzwierciedlały faktycznej przewagi Polaków nad Krzyżakami, jednakże wystarczyło to do wyeliminowania Zakonu z grupy liczących się w ówczesnej Europie potęg. Pokój toruński z Królestwem Polskim i jego lennikami – książętami Mazowsza, księciem Erykiem II pomorskim, wojewodą mołdawskim, biskupem Legendorfem i kapitułą warmińską – zawarła jedynie pruska gałąź Zakonu krzyżackiego. Zachowano przyjętą w akcie poddania Stanów Pruskich Koronie z 1454 r. zasadę inkorporacji całości ziem pruskich do Królestwa Polskiego. Zachowana we wschodnich prowincjach Prus zwierzchność terytorialna Zakonu podlegała władzy króla polskiego, jednakże bez typowego dla relacji lennych aktu inwestytury. Ludwig von Erlichshausen złożył przysięgę wierności w dniu zawarcia pokoju toruńskiego, a każdy kolejny wielki mistrz zobowiązany był składać przysięgę w terminie sześciu miesięcy od dnia wyboru.
Zakon krzyżacki zrezygnował z samodzielnej polityki zagranicznej, bez zgody Polski nie mógł prowadzić wojny przeciwko katolikom i został zobowiązany do udzielenia zbrojnej pomocy Królestwu Polskiemu. Jednocześnie zachowana została zgodna z regułą zakonną kanoniczna zasada wyboru wielkiego mistrza, niezależnie od woli króla Polski, zabezpieczono niezależność instytucji kościelnej Zakonu i osobny wymiar sprawiedliwości. Wielki mistrz stawał się członkiem rady koronnej i złożenie go z urzędu wymagało zgody króla.
Strony zawierające traktat unikały precyzyjnego określenia zasady podległości lennej Prus Zakonnych, pozostawiając formalne zwierzchnictwo nad ziemiami Zakonu papieżowi. Dawało to pretekst prawny do ingerencji papieża w sprawy Prus i stanowiło wywalczone 13-letnim oporem Zakonu ustępstwo Polski wobec aktu inkorporacji z 1454 roku.
W traktacie toruńskim ustanowiono zasadę swobodnego powrotu mieszczan i szlachty do własnych majątków, wyboru miejsca zamieszkania oraz amnestii poddanych obydwu stron konfliktu i swobodę handlu.

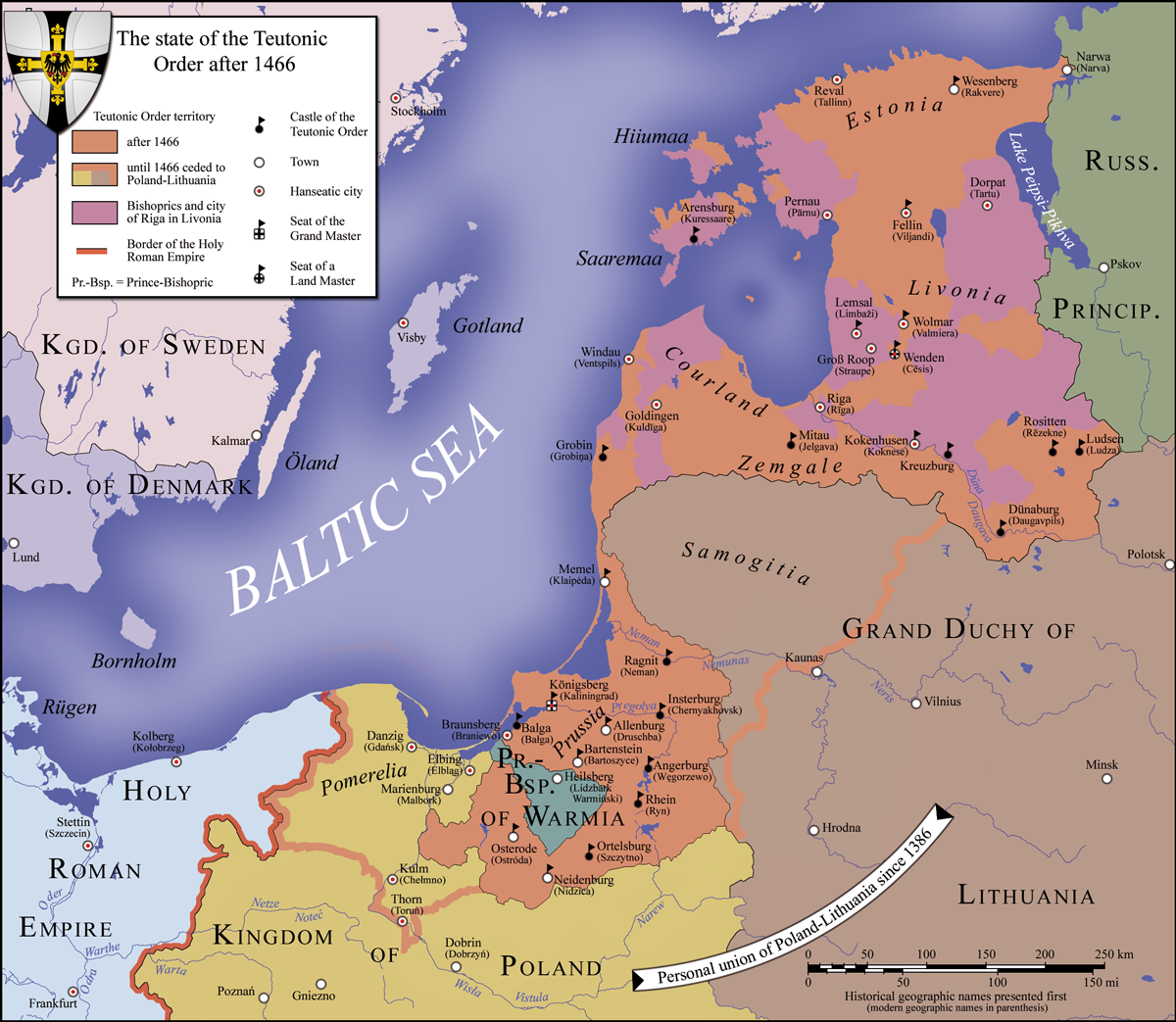
Państwo zakonu krzyżackiego w 1466 roku

Nowe ziemie podzielono na trzy województwa: chełmińskie, pomorskie i elbląskie (później malborskie). W 1467 r. upodabniając ustrój Prus do Korony zniesiono urząd gubernatora i wprowadzono sądy grodzkie i ziemskie.

#### Zmiany terytorialne
Bezpośrednio do Królestwa Polskiego przyłączone zostały tzw. Prusy Królewskie, składające się z prowincji utraconych w XIV wieku: ziemi michałowskiej, ziemi chełmińskiej z Toruniem i Pomorza Gdańskiego, a ponadto części Prus właściwych i Pomezanii: Żuław z Malborkiem, Elblągiem i Tolkmickiem oraz Dzierzgoniem. Pod zwierzchność Królestwa przeszło także cale biskupstwo warmińskie z Lidzbarkiem i Olsztynem. Prusy Królewskie uzyskały autonomię, własny sejm dzielnicowy, a urzędy miały być obsadzane jedynie przez mieszkańców dzielnic.
Pozostawiono władzy wielkich mistrzów szczątek państwa krzyżackiego, składający się głównie z jego części wschodniej – Prus Dolnych i Sambii, części Prus Górnych oraz pasa Pomezanii oddzielającego Warmię od ziemi chełmińskiej, obejmującego Działdowo oraz Kwidzyn nad Wisłą, tzw. Prusy Krzyżackie. Zakon zachowywał ujście Niemna i dochody z handlu litewskiego oraz zwierzchność nad biskupstwem pomezańskim.

## Finansowanie wojny
Wobec braku możliwości kontynuowania bezpośrednich działań militarnych zarówno przez króla Kazimierza IV, jak i wielkiego mistrza von Erlichshausena oraz postępu w dziedzinie wojskowości, na skutek którego levée en masse stało się anachroniczne i nieefektywne, o wyniku wojny zadecydowała potrzeba posiadania środków finansowych na opłacenie kosztownych zawodowych wojsk najemnych. Roczny koszt zaciągnięcia najemnika wynosił wtedy 40 złotych węgierskich.
Brak środków pieniężnych uniemożliwił Kazimierzowi IV ostateczne pobicie pokonanych Krzyżaków i likwidację państwa pruskiego.

### Strona polsko-związkowa
Wydatki wojenne Królestwa Polskiego wyniosły ok. 1,2 – 1,3 mln złotych węgierskich pochodzących ze specjalnych podatków, pożyczek od mieszczan krakowskich i magnatów. Dodatkowo w 1455 r. średnia szlachta narzuciła specjalny podatek na duchowieństwo, dotychczas niezobowiązane do płacenia podatków.

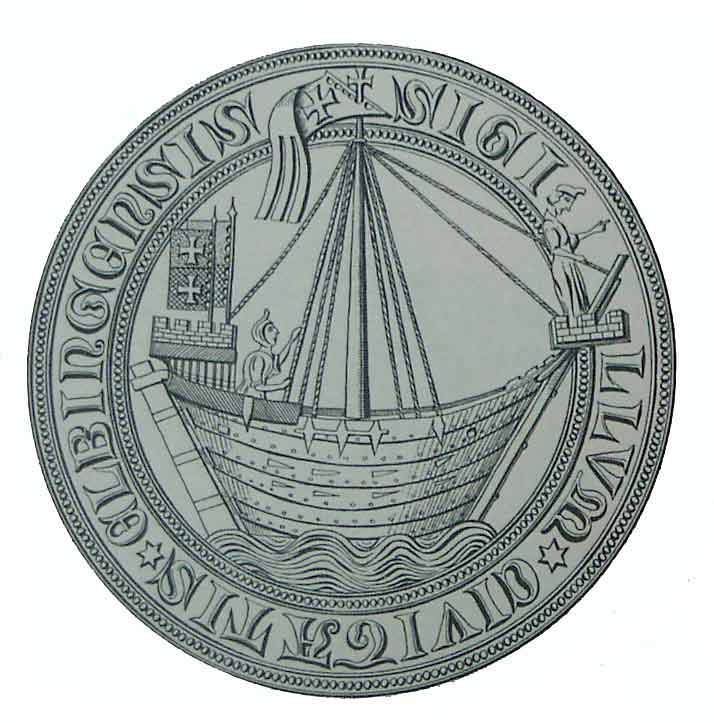
Pieczęć Elbląga od 1350 r. z wizerunkiem statku – handel stanowił podstawę gospodarki miasta

Ponadto miasta i stany zrzeszone w Związku Pruskim wydały ok. 800 tys. złotych węgierskich na koszty wojny. Ponad połowę kosztów stanów pruskich poniósł Gdańsk (470 tys. złotych węgierskich), 1/7 Toruń (125 tys. złotych węgierskich), 1/15 Elbląg (53 tys. złotych węgierskich). W konsekwencji szacuje się, że miasta i stany pruskie poniosły ok. 40% wydatków, a Królestwo Polskie – 60%.
Były to koszty olbrzymie wobec faktu, że roczny dochód skarbu królewskiego wynosił zaledwie 90 000 złotych węgierskich i w trakcie wojny uległ jeszcze zmniejszeniu na skutek oddania części dochodów w zastaw pod zabezpieczenie spłaty pożyczek na wykup twierdz pruskich. Wydatki Związku Pruskiego stanowiły ponad 207 ton srebra, a wydatki Królestwa Polskiego z nadzwyczajnych podatków wyniosły ostatecznie ponad 311 ton srebra, tj. prawie 3,5 tony złota.

### Strona krzyżacka
Trudniejsze do oszacowania są wydatki Zakonu krzyżackiego, który wobec przyjęcia defensywnej strategii poniósł niższe koszty, umiejętnie przeznaczając własne, otrzymane z niemieckich posiadłości i pożyczone środki finansowe na odzyskanie poparcia części miast i rycerstwa dolnopruskiego. W ostatniej fazie wojny wyczerpani Krzyżacy nie mogli podjąć żadnej aktywnej obrony. Łączne wydatki Zakonu na wojnę mogły wynieść ok. 1,1–1,2 mln złotych węgierskich, czyli równowartość 300 ton srebra.
Państwo Zakonu krzyżackiego zostało całkowicie zrujnowane zarówno na skutek wydatków poniesionych na koszty najemników, jak i na skutek zniszczeń miejscowości i wyludnienia, będącego następstwem działań wojennych. Uznał to król Kazimierz IV, zgadzając się na zwolnienie Zakonu na 20 lat z udzielenia pomocy zbrojnej zagwarantowanej Królestwu Polskiemu w traktacie pokojowym zawartym w Toruniu i spłacając część wierzytelności krzyżackich najemników.

## Skutki wojny

### Powrót Królestwa Polskiego nad morze
Głównym terytorialnym i gospodarczym rezultatem wojny było odzyskanie przez Polskę dostępu do Morza Bałtyckiego. Upadek Konstantynopola skutkował postępującym zamknięciem dróg handlowych prowadzących z Korony (Polski) na zachód Europy przez Morze Czarne i uzależnił możliwość wymiany handlowej od posiadania ujścia Wisły i dostępu do Bałtyku.
Zakon Krzyżacki, zrzekając się w traktacie pokojowym dorzecza Wisły z wyjątkiem Pomezanii z Kwidzynem utracił dochody i możliwość kontrolowania handlu wiślanego, ale zachowując Königsberg i Memel w dalszym ciągu mógł czerpać dochody z handlu litewskiego opartego na Niemnie.
W obrębie granic Polski znalazł się cały bieg rzeki Wisły, a cały jej system dorzeczy został objęty jedną władzą polityczną. Przypadające na drugą połowę XV w. zwiększenie zapotrzebowania na surowce w Europie Zachodniej zbiegło się tym samym czasowo ze zwiększoną możliwością dostaw z Polski, co przyczyniło się do zawrotnego tempa rozwoju handlu wzdłuż Wisły i znacznego rozwoju eksportu zboża, który w kolejnych latach zdominował gospodarkę Polski.

#### Wyjątkowy status Gdańska

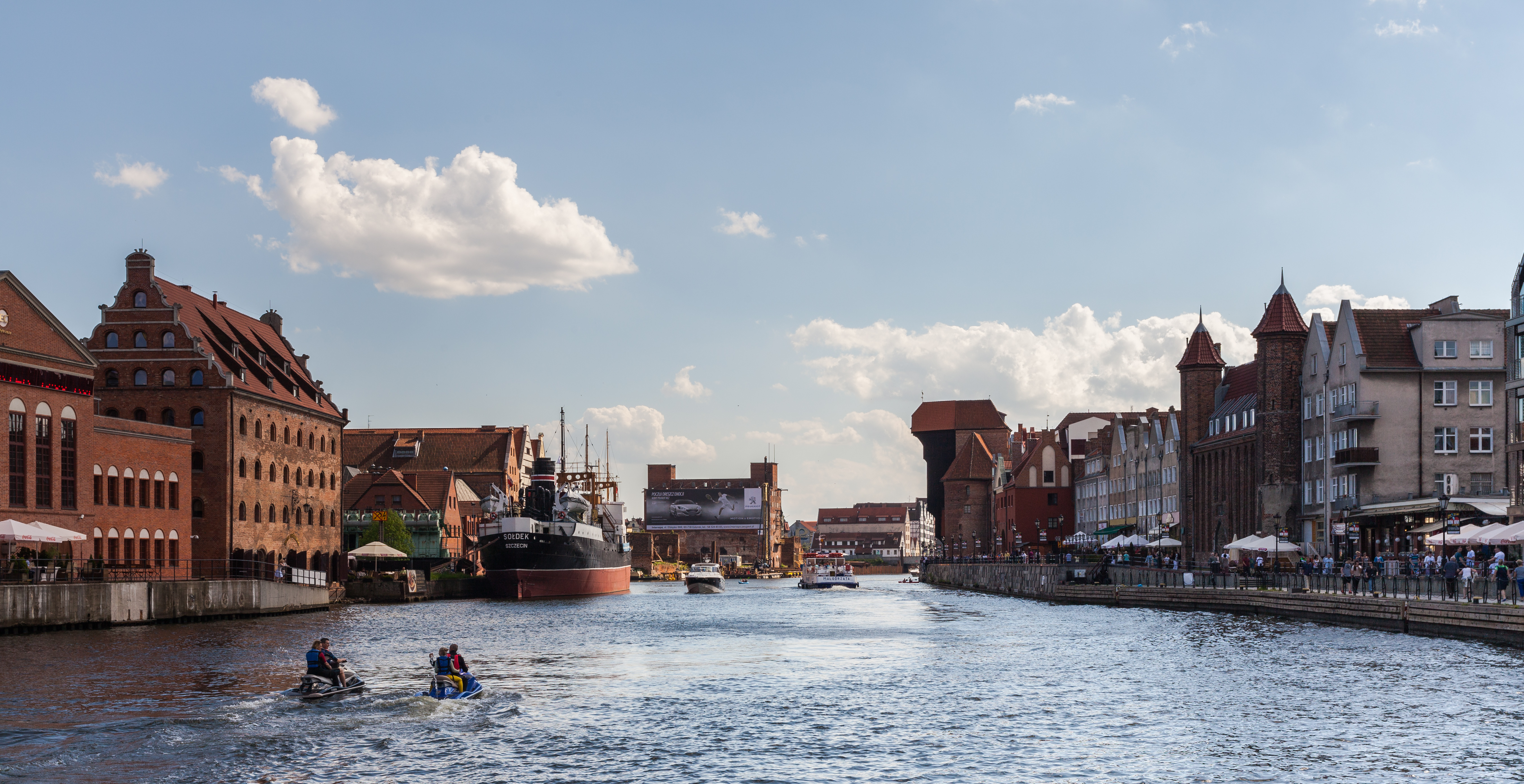
Motława w Gdańsku, dawniej port

Na skutek uzyskanych w trakcie wojny przywilejów i czasowego zablokowania drogi handlowej przez Elbląg polski handel morski skoncentrował się w Gdańsku. Miasto zachowało prawo wyłącznego handlowego pośrednictwa z 1442 roku, rozszerzając przywileje o prawo kontrolowania żeglugi i pobierania podatków. Władza Polski nad ujściem Wisły pozostała poważnie ograniczona. Zyski Gdańska czerpane z wyłącznego pośrednictwa w handlu umożliwiły miastu rozwój, dzięki któremu stał się największym i najbogatszym miastem Polski, zachowującym wielokulturowość i daleko idącą niezależność.

### Rozpad Państwa Zakonu Krzyżackiego
Pomimo formalnej inkorporacji do Korony Królestwa Polskiego na zasadach lenna ziem pozostawionych we władztwie terytorialnym wielkich mistrzów – Prus Zakonnych – władztwu Krzyżaków pozostawiono daleko idącą niezależność. Król Polski zobowiązał się nie ingerować w wybór kolejnych wielkich mistrzów, chociaż narzucił warunek przyjmowania do Zakonu także Polaków. Pomimo nieprecyzyjnych zapisów pokoju dotyczących stopnia podległości Koronie Zakon zmuszony został do rezygnacji z samodzielnej polityki zagranicznej i udzielania Koronie pomocy zbrojnej.

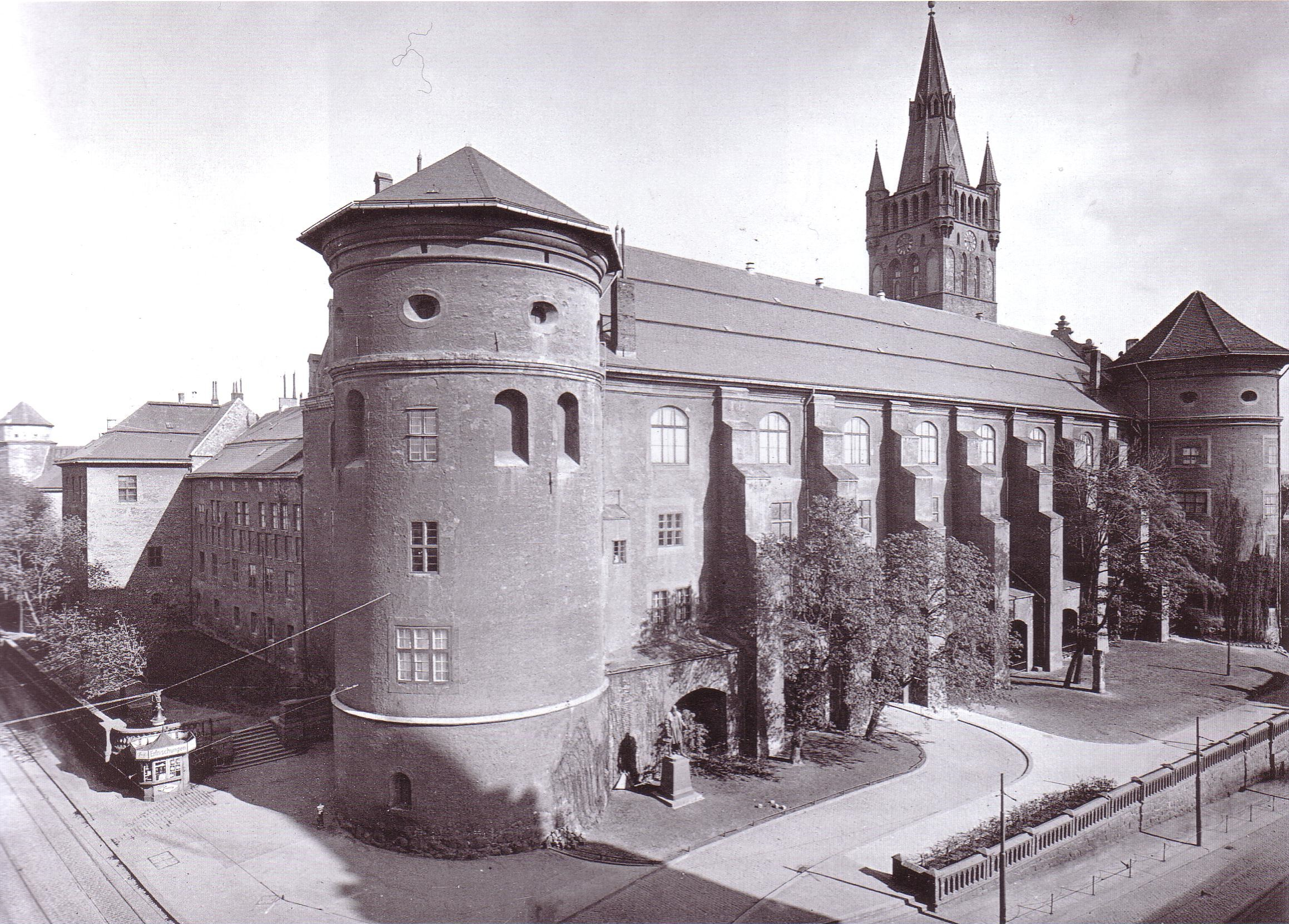
Zamek krzyżacki w Königsbergu, w wyniku wojny Königsberg stał się stolicą Prus Zakonnych

Warunki te przypieczętowały rozpad Zakonu Krzyżackiego na odrębnie rozwijające się dzielnice – celem Prus Zakonnych na kolejne lata pozostało dążenie do odwetu na Koronie i uchylenie postanowień II pokoju toruńskiego. Inflanty zostały osamotnione. Czynniki kierujące byłym państwem inflanckim, nie mogącym liczyć na pomoc ze strony pobitych Prus Krzyżackich, rozpoczęły politykę zbliżenia do Unii Jagiellońskiej celem zawarcia sojuszu obronnego przeciwko Moskwie.
Niezależność zachowały jedynie baliwaty – posiadłości Zakonu w Niemczech, uznające nadal zwierzchność cesarza.

## Wojna w kulturze

### Wojna w literaturze
Przełomowe zdarzenia wojny – odzyskanie przez Koronę Pomorza i opanowania Malborka – wzmiankowane są w ostatnim rozdziale „Krzyżaków” Henryka Sienkiewicza. Końcowy fragment wojny stanowi tło powieści Władysława Strumskiego „Śladami Grunwaldu”. Bitwa pod Świecinem wraz z poprzedzającymi ją wydarzeniami wojny literacko została przedstawiona przez Stefana Żeromskiego w powieści „Wiatr od morza”.

### Wojna w kulturze
Poszczególne epizody wojny trzynastoletniej upamiętniają wydarzenia cykliczne. W gminie Krokowa corocznie odbywa się inscenizacja zwycięskiej dla strony polskiej bitwy pod Świecino. Podobna impreza połączona z turniejem drużyn rycerskich odbywa się pod Chojnicami, jednakże w innym miejscu niż później zabudowane historyczne pole bitwy. Do 2014 r. w Suchaczu organizowana była inscenizacja wielkiego zwycięstwa floty Związku Pruskiego na Zatoce Świeżej, połączona z wystawą i jarmarkiem.